# Liste der Straßen und Plätze in Berlin-Schöneberg

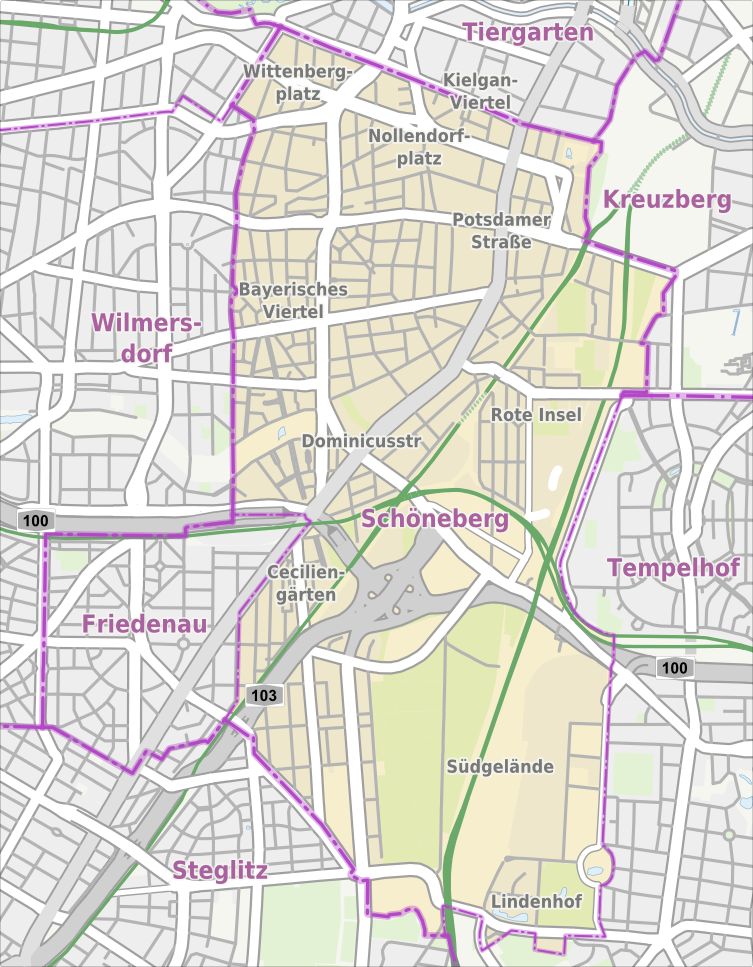
Übersichtskarte von Berlin-Schöneberg

Die Liste der Straßen und Plätze in Berlin-Schöneberg beschreibt das Straßensystem im Berliner Ortsteil Schöneberg mit den entsprechenden historischen Bezügen. Gleichzeitig ist diese Zusammenstellung ein Teil der Listen aller Berliner Straßen und Plätze.

## Überblick

### Allgemeines
Das vormals zur Umgebung Berlins zählende Dorf ist ab 1874 in einer Beilage zum Berliner Adressbuch aufgenommen. Zu dieser Zeit gab es neun benannte Straßen (von Akazienweg bis Wilmersdorfer Weg), im Jahr 1875 sind bereits elf Straßen aufgeführt.
Mit der Ausdehnung Berlins wuchsen auch die Vororte und es entstanden neue Siedlungsbereiche und dementsprechend viele neue Straßen und Plätze. Das Gebiet nordwestlich der Linie Geisbergstraße – Motzstraße – Else-Lasker-Schüler-Straße bildete bis zur Bildung von Groß-Berlin im Jahr 1920 das Ostviertel der Stadt Charlottenburg, war anschließend Teil des Bezirks Charlottenburg und wurde mit der Berliner Bezirksreform von 1938 Schöneberg zugeschlagen. Das Gebiet nordöstlich der Linie Zietenstraße – Gleditschstraße – Grunewaldstraße – Großgörschenstraße wurde 1861 von Schöneberg in die Stadt Berlin umgemeindet, gehörte von 1920 bis 1938 zum Bezirk Tiergarten und fiel dann im Rahmen der Bezirksreform zurück an Schöneberg.
Im Jahr 2014 wies der mehrfach territorial neu zugeschnittene Ortsteil 206 gewidmete Straßen und 21 benannte Plätze auf. Dabei gehören die Verläufe von 29 Straßen auch zu Nachbarortsteilen. Die Gesamtlänge der Straßen im Ortsteil beträgt rund 99 Kilometer.
Bedeutende Verkehrsachsen des Ortsteils sind
- der Generalszug: Tauentzienstraße – Kleiststraße – Bülowstraße,
- der Straßenzug An der Urania – Martin-Luther-Straße – Dominicusstraße – Sachsendamm,
- die Bundesstraße 1 auf dem Straßenzug Potsdamer Straße – Hauptstraße (– Dominicusstraße – A 103) sowie
- der Stadtring A 100 mit dem Autobahnkreuz Schöneberg zur Westtangente.

Von den Bundesautobahnen durch den Ortsteil gehören 8.770 Meter zum großräumigen und 1.470 Meter zum übergeordneten Straßensystem. Dazu kommen 3.010 Meter der Bundesstraße 1 zum großräumigen Straßensystem in Berlin und 15.020 Meter der Stadtstraßen zum übergeordneten System. Das Hauptstraßensystem wird im Weiteren durch 9.070 Meter Hauptstraßen von regionaler Bedeutung und 3.610 Meter Stadtstraßen bestimmt. Diese Straßenzüge sind für den Durchgangsverkehr und für den Verkehr nach und zwischen Nachbarortsteilen oder -bezirken nach dem Straßenentwicklungsplan des Landes Berlins klassifiziert, dabei sind betroffene Straßen nicht zwangsläufig in der gesamten Länge im Hauptstraßensystem erfasst.
Schöneberg hat 125.060 Einwohner (Stand: 31. Dezember 2024) und umfasst die Postleitzahlenbereiche 10777, 10779, 10781, 10783, 10787, 10789, 10823, 10825, 10827, 10829, 10965, 12103, 12105, 12157 und 12159.

### Details zu ausgewählten Straßen
Der Hobrechtplan sah ursprünglich eine gradlinige Weiterführung der Bülowstraße in Richtung Osten vor. Die Eisenbahnanlagen auf dem Gleisdreieck-Gelände dehnten sich allerdings so schnell aus, dass der Generalszug nach Süden verschoben werden musste, um das Bahngelände unter den Yorckbrücken durchqueren zu können. Die so entstandene Kurve der Bülowstraße, der Bülowbogen, gab der ARD-Fernsehserie Praxis Bülowbogen ihren Namen.
Die Aufweitung und der überbreite Grünstreifen im Kreuzungsbereich an der Kreuzung Urania/Lietzenburger Straße gehen auf mittlerweile aufgegebene Pläne für eine autobahnähnliche Hochstraße zurück. Im Rahmen des Planwerks Innenstadt gibt es Überlegungen, diesen Bereich umzugestalten. Weitere Überbleibsel der Verkehrsplanung der Nachkriegszeit betreffen die Hohenstaufenstraße und die Pallasstraße. Dieser Straßenzug sollte durchgehend mehrstreifig ausgebaut werden, das Haus Hohenstaufenstraße 22 war dabei für den Abriss vorgesehen. Es steht auf der ehemals geplanten Trasse der Hohenstaufenstraße und muss auf einer relativ engen Kurve umfahren werden. Von den unvollendeten Ausbauplänen für die Pallasstraße zeugt die vom Straßenverkehr nicht benutzte nördliche Unterfahrung des Pallasseums.

## Übersicht der Straßen und Plätze
Die nachfolgende Tabelle gibt eine Übersicht über die vorhandenen Straßen und Plätze im Ortsteil sowie einige dazugehörige Informationen.
- Name/Lage: aktuelle Bezeichnung der Straße oder des Platzes. Über den Link Lage kann die Straße oder der Platz auf verschiedenen Kartendiensten angezeigt werden. Die Geoposition gibt die Lage der ungefähren Mitte der Straßenlänge an.
- Im amtlichen Straßenverzeichnis nicht aufgeführte Verkehrswege sind mit * gekennzeichnet.
- Ehemalige oder nicht mehr gültige Straßennamen sind kursiv gesetzt. Für bedeutende ehemalige Straßen oder historische Straßennamen ist gegebenenfalls eine gesonderte Liste vorhanden.
- Länge/Maße in Metern:
Die in der Übersicht enthaltenen Längenangaben sind  gerundete Übersichtswerte, die in Google Earth mit dem dortigen Maßstab ermittelt wurden. Sie dienen Vergleichszwecken und werden, sofern amtliche Werte bekannt sind, ausgetauscht und gesondert gekennzeichnet.
Bei Plätzen sind die Maße in der Form a × b für rechteckige Anlagen und für (ungefähr) dreieckige Anlagen als a × b × c mit a als längster Seite angegeben.
Sofern die Straße auch in benachbarte Ortsteile weiterführt, gibt der Zusatz ‚im Ortsteil‘ an, wie lang der Straßenabschnitt innerhalb des Ortsteils dieses Artikels ist.
- Namensherkunft: Ursprung oder Bezug des Namens.
- Anmerkungen: weitere Informationen über anliegende Baudenkmale oder Institutionen, die Geschichte der Straße und historische Bezeichnungen.
- Bild: Foto der Straße oder eines anliegenden Objektes.

| Name/Lage                                | Länge/Maße (in Metern)     | Namensherkunft | Datum der Benennung                  | Anmerkungen | Bild |
| ---------------------------------------- | -------------------------- | --- | ------------------------------------ | --- | --- |
| Ahornstraße (Lage)                       | 0120                       | Erstbepflanzung mit Ahornbäumen | 6. Juli 1870                         | Die Straße geht als Stichstraße von der Karl-Heinrich-Ulrichs-Straße ab und ist Teil des Kielgan-Viertels. Bis 1938 gehörte die Straße zur Stadt bzw. zum Bezirk Charlottenburg. Die Villa Geisberg in der Ahornstraße 4 ist ein Baudenkmal. | Ahornstraße |
| Akazienstraße (Lage)                     | 0440                       | Akazienwäldchen, an dem die Straße zur Zeit der Namensgebung vorbeiführte | um 1840                              | Die Straße ist die südliche Verlängerung der Goltzstraße von der Grunewaldstraße bis zur Hauptstraße. Mehrere Mietshäuser in der Akazienstraße sowie die Apostel-Paulus-Kirche sind denkmalgeschützt. | Akazienstraße |
| Albertstraße (Lage)                      | 0230                       | Albert Grix (1838–1913), Schmiedemeister und Kommunalpolitiker | 1888                                 | Die Albertstraße führt von der Hauptstraße zur Ebersstraße. Die Bezeichnung im Schöneberger Bebauungsplan war Straße 63. An der ruhigen Wohnstraße stehen überwiegend Altbauten. Durch die benachbarten Parks läuft der Innere Parkring. | Albertstraße mit Schöneberger Gasometer |
| Alboinplatz (Lage)                       | 0250 (Durchmesser)         | Alboin (526–572 oder 573), König der Langobarden | 23. Jan. 1931                        | Die Ostseite des Platzes gehört zu Tempelhof. Die Bezeichnung im Bebauungsplan war Platz Q. Der Alboinplatz ist im Berliner Straßensystem mit 390 Metern als regionale Straßenverbindung (Kategorie III) aufgenommen, zudem sind 290 Meter Fahrbahn als Platz (Kategorie V) aufgeführt. | Stierskulptur und Park |
| Alboinstraße (Lage)                      | 1320 (1050 + 270)          | Alboin (526–572 oder 573), König der Langobarden | 23. Jan. 1931                        | Die verkehrsreiche Wohn- und Gewerbestraße mit Kopfsteinpflaster wird durch den Alboinplatz in zwei Bereiche geteilt und begrenzt das westlich von ihr gelegene Schöneberger Industriegebiet. Die ehemalige Schwarzkopf-Fabrik (Alboinstraße 36–42) steht unter Denkmalschutz. Auffälligstes Gebäude ist das Verwaltungshochhaus Alboinstraße 56 in dem der TÜV Rheinland eine von mehreren Berliner Filialen unterhält. Das auffälligste Gebäude ist der Alboin-Kontor – ein ehemaliges Lagerhaus. Auf der westlichen Schöneberger Straßenseite gibt es große Gewerbeansiedlungen. Die Ostseite der Alboinstraße gehört zu Tempelhof und ist mit Wohnhäusern bebaut. Bis 1964 führte eine Linie der Berliner Straßenbahn durch die Straße. | Alboinstraße · Ehemaliges Schwarzkopf-Fabrikgebäude                                                                                           |
| Alvenslebenstraße (Lage)                 | 0320                       | Constantin von Alvensleben (1809–1892), preußischer General | 24. Nov. 1874                        | Die Alvenslebenstraße verbindet die Potsdamer Straße mit dem Dennewitzplatz. Die Bezeichnung in der Abteilung III des Hobrecht-Plans war Straße N. Die Mietshäuser Nr. 2 und 4 sind Baudenkmale. | Alvenslebenstraße |
| Am Lokdepot (Lage)                       | 090                        | hier befindliches ehemaliges Lokdepot | 15. Dez. 2013                        | Die Straße entstand auf einem ehemaligen Brachgelände zur Erschließung eines Neubaukomplexes des Architekturbüros Robertneun. Das markante leuchtend rote Haus ist ein Landmark in der von der Monumentenstraße hinunterführenden Straße. Die namengebenden Eisenbahnschuppen werden vom Deutschen Technikmuseum Berlin als Depot benutzt. | Berlin-Schöneberg Am Lokdepot |
| Am Mühlenberg (Lage)                     | 0280                       | Anhöhe mit früherer Windmühle, auf der das Rathaus Schöneberg errichtet wurde | 1913                                 | Die drei Äste der Straße bilden mit Meraner Straße ein geschlossenes Rechteck. Im Gebäude Am Mühlenberg 12 Ecke Sterzinger Straße befindet sich die Seniorenfreizeitstätte „Club am Mühlenberg“. An der schmalen und ruhigen Wohnstraße stehen einige Altbauten und Mehrfamilienhäuser aus den 1970er Jahren. Der nördliche Straßenzweig endet für Autos als Sackgasse. Zwischen der Steinacher Straße und der Sterzinger Straße gibt es einen Fußweg, der südliche Straßenbereich ist Einbahnstraße in westlicher Richtung. | Am Mühlenberg |
| Am Rathaus (Lage)                        | 0170                       | Rathaus Schöneberg | 1912                                 | Die Straße wurde beim Bau des Rathauses angelegt und verläuft entlang dessen Rückseite zwischen der Badenschen Straße und der Freiherr-vom-Stein-Straße. An der Ostseite der Straße steht das Rathaus mit seinen Wirtschaftswegen. Die Westseite besteht aus Mehrfamilienhäusern der 1960er Jahre. | Am Rathaus |
| An der Apostelkirche (Lage)              | 0200                       | Zwölf-Apostel-Kirche | 25. Okt. 1875                        | Die kleine Straße verläuft U-förmig. Sie war im Wesentlichen die Straße 10a, Abt. IV des Hobrecht-Plans. Mehrere Mietshäuser in der Straße sowie die Zwölf-Apostel-Kirche sind denkmalgeschützt. Neben der Kirche und dem Gemeindehaus gibt es nur wenige Wohnhäuser an der Straße. Die Straße ist zur Kurfürstenstraße wie die Else-Lasker-Schüler-Straße nur für Fußgänger und Radfahrer passierbar. Auch zur Kurmärkischen Straße ist der Autoverkehr durch eine Verkehrsregulierungsmaßnahme gesperrt. | Zwölf-Apostel-Kirche |
| An der Urania (Lage)                     | 0280                       | Berliner Urania | 1. Nov. 1962                         | Bis 1938 gehörte die Straße zu Charlottenburg. Von 1862 bis 1885 waren es die Straße 21 und Straße 21a, die von 1885 als Nettelbeckstraße zusammengefasst und benannt wurde. Die Straße liegt mit zwei mehrspurigen Fahrbahnen zwischen der Kleiststraße und der Bezirksgrenze zu Mitte am Südrand der Kurfürstenstraße. Die Fahrbahnen sind von einem 30 bis 40 Meter breiten Grünstreifen getrennt. Dieser diente als Bauvorleistung für die in den 1960er Jahren geplante A 106. Auf dem Grundstück 2–12 (gerade) liegt eine Landesbehörde, 13–17 (ungerade) ist das Gebäude der Urania, 1–7 (ungerade) liegen von der Kurfürstenstraße her an der Ostseite, dazwischen mündet die Courbièrestraße. An der Westseite der Straße stehen vorzugsweise Hotels 12, 14, 16–18, 20/22. | Die namensgebende Urania |
| Ansbacher Straße (Lage)                  | 1140                       | Ansbach, Stadt in Bayern | 1887                                 | Die Straße beginnt an der Kurfürstenstraße, wird dann vom Wittenbergplatz unterbrochen, kreuzt die Lietzenburger Straße und führt weiter bis zur Motzstraße. Der Abschnitt nördlich der Geisbergstraße gehörte bis 1938 zur Stadt bzw. zum Bezirk Charlottenburg. Das Teilstück zwischen der Geisbergstraße und der Motzstraße gehörte seit jeher zu Schöneberg und bildete bis zum 1. November 1962 die Neue Ansbacher Straße. Das KaDeWe liegt direkt an der Straße und die Tauentzienstraße fängt hier an. Von der Kurfürstenstraße und der Lietzenburger Straße aus endet die Straße jeweils am Wittenbergplatz für Autos als Sackgasse. Zwischen Lietzenburger Straße und Hohenstaufenstraße handelt es sich nahezu um eine reine Wohnstraße mit Alt- und Nachkriegsbauten. Die herrschaftlichen Altbauten sind teilweise aufwändig saniert und begehrt. | Ansbacher Straße |
| Apostel-Paulus-Straße (Lage)             | 0250 + 450                 | Apostel-Paulus-Kirche | 14. Juni 1893                        | Die Straße beginnt an der Salzburger Straße, wird vom Wartburgplatz unterbrochen und führt weiter zur Akazienstraße. Ihr erster Planname war Straße 54. Die Mietshäuser Nr. 7, 18, 32, 33 und 35 sind Baudenkmale. Der Wartburgplatz selbst gehört nicht zur Straße. Am westlichen Ende an der Salzburger Straße liegt der bei den Anwohnern so genannte Maikäferplatz, eine Grünfläche deren Wege mit großen Maikäfern im Mosaikpflaster geschmückt sind. | Apostel-Paulus-Straße |
| Arnulfstraße (Lage)                      | 0760 (im Ortsteil)         | Arnulf von Kärnten (um 850–899), römisch-deutscher Kaiser | um 1911                              | Die Arnulfstraße ist die östliche Fortführung des Prellerwegs. Der östliche Abschnitt der Straße verläuft in Tempelhof bis zum Attilaplatz. Der vorherige Name um 1919 bis 1925 war Gartenstraße, damals reichte sie jedoch nur bis zur Straße am Friedhof, heute Domnauer Straße. An der Arnulfstraße befinden sich viele Wohnhäuser der Siedlung Lindenhof. Die Arnulfstraße ist eine verkehrsreiche Verbindungsstraße. Am westlichen Ende liegt beiderseits die Siedlung Lindenhof, im Norden der Friedhof Eythstraße und einige Wohnblocks. Südlich der Straße steigt die Landschaft zur Marienhöhe an. Nach Norden gibt es eine Fußgängerverbindung durch die Siedlung zur Eythstraße und nach Süden gibt es Fußwege zur Marienhöhe. | Arnulfstraße |
| Aschaffenburger Straße (Lage)            | 0220 (im Ortsteil)         | Aschaffenburg, Stadt in Bayern | 1896                                 | Die Straße beginnt am Bayerischen Platz, kreuzt die Bamberger Straße und verläuft von dort in Wilmersdorf bis zum Prager Platz. Der Schöneberger Abschnitt vom Bayerischen Platz bis zur Bamberger Straße wurde 1896 benannt, der zu Wilmersdorf gehörende nordwestliche Abschnitt, die Sadowastraße, erhielt am 20. August 1906 ebenfalls diesen Namen. | Aschaffenburger Straße |
| Augsburger Straße (Lage)                 | 0170 (im Ortsteil)         | Augsburg, Stadt in Bayern | 11. März 1886                        | Die ersten Teile des Verkehrswegs waren Straße 29, Straße 29a und Straße 30, Abt. IV des Hobrecht-Plans. Abschnitte der Straße verlaufen in Charlottenburg und Wilmersdorf. In Schöneberg verläuft der Abschnitt zwischen der Nürnberger Straße und der Passauer Straße, dieser Abschnitt gehörte bis 1938 zur Stadt bzw. zum Bezirk Charlottenburg. Die durch den Bau der Lietzenburger Straße abgetrennte Fuggerstraße war bis 1957 ebenfalls Teil der Augsburger Straße. | Augsburger Straße |
| Badensche Straße (Lage)                  | 0540 (im Ortsteil)         | Großherzogtum Baden, Schauplatz revolutionärer Unruhen 1848/1849 | 1912                                 | Weiterführung der gleichnamigen, am 16. März 1888 benannten Straße in Wilmersdorf. Die Straßenarbeiten auf dem Mühlenberg begannen 1909/1910. Vorherige Namen, in anderer Trassierung, waren Mühlenweg, Schöneberger Weg, Schleswiger Straße und zuletzt Mühlenstraße. Die Straße beginnt in Wilmersdorf an der Berliner Straße und verläuft ab der Kufsteiner Straße in Schöneberg bis zur Martin-Luther-Straße. An der Badenschen Straße 2 steht das Nordsternhaus und an der Badenschen Straße 52 befindet sich der Campus Schöneberg der Hochschule für Wirtschaft und Recht. | Badensche Straße |
| Bahnhofstraße (Lage)                     | 0070                       | Die Straße führt zum Bahnhof Friedenau, der 1874 zur Erschließung von Friedenau eröffnet wurde und selbst auf Schöneberger Gebiet liegt.                                                                  | 1874                                 | Die kurze Wohnstraße mit gut erhaltener Altbausubstanz liegt zwischen Wielandstraße und Baumeisterstraße. Mehrere Mietshäuser sowie der Bahnhof sind denkmalgeschützt. Eine Unterführung unter der Bahn und der A 103 führt ebenerdig zur Rembrandtstraße und zum Dürerplatz. | Bahnhofstraße |
| Ballonfahrerweg (Lage)                   | 0090 (im Ortsteil)         | Hier befand sich die Kaserne des II. Eisenbahn-Regiments und der Luftschiffer-Abteilung. | 24. Juli 2006                        | Die Verbindungsstraße vom Sachsendamm zum Osteingang des Bahnhofs Südkreuz entstand im Zusammenhang mit dem Bau des Bahnhofs. Sie zweigt vom Sachsendamm ab, unterquert die Ringbahn und verläuft ab dort in Tempelhof zum Werner-Voss-Damm. Die Straße wurde am 1. Dezember 2006 dem Verkehr übergeben und am 8. Dezember 2006 offiziell eingeweiht. Am Werner-Voss-Damm waren zwischen 1895 und 1901 die Luftschiffer untergebracht, die mit ihren Ballons militärische und wissenschaftliche Versuche durchführten. Von der Luftschifferstation mit Versuchsgelände wurde unter anderem mit dem bemannten Ballon Preussen bis in eine Höhe von 10.800 Metern gefahren. | Ballonfahrerweg |
| Bamberger Straße (Lage)                  | 1060                       | Bamberg, Stadt in Bayern | um 1900                              | Die Straße liegt zwischen Geisbergstraße und Grunewaldstraße, wobei die westliche Straßenseite und das Straßenland zu Wilmersdorf (Bezirk Charlottenburg-Wilmersdorf) gehören. Der erste Name war Straße 51. Das Mietshaus Nr. 52 ist denkmalgeschützt. An der Kreuzung mit der Geisbergstraße setzt die Ettaler Straße (nordwärts) die Verkehrstraße fort. Im Ortsteil befinden sich die Grundstücke 31–61 (fortlaufend). Die in Lichtenrade liegende Bamberger Straße ist namensgleich, trägt aber im amtlichen Kataster die Straßennummer 408, im Ortsteil liegt die Straße 407. | Bamberger Straße |
| Barbarossaplatz (Lage)                   | 0090 × 90                  | anliegende Barbarossastraße | 1903                                 | Der Platz wurde 1906 als Schmuckplatz fertiggestellt. In den rechteckigen Platz münden sechs Straßen, er ist jedoch vom Durchgangsverkehr verschont. Die Barbarossastraße liegt in West-Ost-, die Eisenacher Straße in Nord-Süd-Richtung, von Nordwest mündet die Schwäbische Straße, die im Südosten zunächst als Parkweg durch den Alice-Salomon-Park führt. Der Brunnen von 1913 mit mehreren bronzenen Kinderfiguren auf der Mittelinsel sowie das Schulgebäude Barbarossaplatz 5 von Paul Egeling sind Baudenkmale. | Barbarossaplatz |
| Barbarossastraße (Lage)                  | 1170 (im Ortsteil)         | Friedrich Barbarossa (um 1122–1190), Kaiser des Heiligen Römischen Reiches | 15. Juni 1892                        | Die Straße verläuft in Schöneberg von der Gleditschstraße über den Barbarossaplatz zur Bezirksgrenze an der Bamberger Straße und führt dann in Wilmersdorf weiter zur Aschaffenburger Straße. Der vorherige Name vor 1876 bis um 1890 lautete Buschstraße (Busch als Verallgemeinerung von Hopfenbruch, ein 1774 erwähntes Gelände zwischen Charlottenburg und Wilmersdorf). Die Mietshäuser Nr. 62 und 63 sind denkmalgeschützt. Die lange Wohnstraße mit Mischung aus Altbauten und sozialem Wohnungsbau ist durch Verkehrsregulierung relativ verkehrsarm. | Barbarossastraße |
| Baumeisterstraße (Lage)                  | 0510                       | Reinhard Baumeister (1833–1917), Bauingenieur | 1912                                 | Die Baumeisterstraße führt vom Bahnhof Friedenau entlang der Trasse der Wannseebahn bis Höhe Otzenstraße. Der erste Name war Straße 43. In der Baumeisterstraße 8 wirkte der Klarinettist und Berliner Kammervirtuose Alfred Bürkner. Die Hausnummern 4–16 sind Teil der Wohnsiedlung Ceciliengärten und denkmalgeschützt. Die Häuser stammen überwiegend aus den 1920er Jahren und durch großzügige Innenhöfe ist der Bereich trotz der A 103 und der Ringbahn ruhig. | Baumeisterstraße entlang der Wannseebahn |
| Bautzener Platz (Lage)                   | 0090 × 20                  | anliegende Bautzner Straße | 1912                                 | Der Bautzener Platz, an seinem nördlichen und südlichen Verlauf mit Wohnhäusern bebaut, verbindet die Hochkirchstraße über einen Fußweg mit der Bautzener Straße an seinem östlichen Bereich. In seinem Zentrum steht ein Schmuckbrunnen. Auf dem Platz gibt es einige Bäume und einen Brunnen. Am Rand stehen Altbauten. | Bautzener Platz |
| Bautzener Straße (Lage)                  | 0500                       | Bautzen, Stadt in Sachsen, Schauplatz einer Schlacht in den Befreiungskriegen | 4. Aug. 1897                         | Die Straße führt von der Yorckstraße zur Monumentenstraße. Ihr nördlicher Abschnitt zwischen Yorckstraße und Großgörschenstraße war der Verkehrsweg Straße 20a, Abt. III des Hobrecht-Plans und gehörte vor 1920 zur Schöneberger Vorstadt der Stadt Berlin bzw. anschließend bis 1938 zum Bezirk Tiergarten. Der Abschnitt südlich der Großgörschenstraße gehört seit jeher zu Schöneberg und war dort ursprünglich die Straße C 1. Diese wurde 1912 ebenfalls in Bautzener Straße umbenannt. Die Wohnstraße liegt am Südrand des Berliner Urstromtals und weist eine leichte Steigung auf. Die Westseite der Straße ist überwiegend mit Altbauten bebaut. An ihrer Ostseite wurde in den 2010er Jahren auf ehemaligem Bahngelände die Neubausiedlung „Neu Schöneberg“ mit einer Reihe von großen Wohnblöcken angelegt. | Bautzener Straße |
| Bayerischer Platz (Lage)                 | 0190 × 100                 | Königreich Bayern, Bundesstaat des Deutschen Kaiserreichs | 10. Mai 1907                         | Der Platz liegt im Zentrum des Bayerischen Viertels. Im „Bebauungsplan für das Schöneberger Westgelände“ war er der Platz Y. Der gleichnamige U-Bahnhof, das Löwen-Denkmal sowie die Häuser Nr. 1 und 9 sind denkmalgeschützt. | Grün- und Brunnenanlage auf dem Platz, im Hintergrund der U-Bahnhof                                                                           |
| Bayreuther Straße (Lage)                 | 0450                       | Bayreuth, Stadt in Bayern | 11. März 1887                        | Die Bayreuther Straße zweigt von der Kurfürstenstraße ab und führt vorbei am Wittenbergplatz bis zur Lietzenburger Straße. Bis 1938 gehörte die Straße zur Stadt bzw. zum Bezirk Charlottenburg. Der erste Planname war dort Straße 36. Bis 1958 trug auch die durch den Bau der Lietzenburger Straße abgetrennte Welserstraße den Namen Bayreuther Straße. | Bayreuther Straße |
| Beckerstraße (Lage)                      | 0370                       | Karl Becker (1820–1900), Maler | 12. Jan. 1892                        | Die Wohnstraße mit prachtvollen Altbauten aus der Kaiserzeit gehört zum Schöneberger Malerviertel und führt von der Knausstraße bis zur Rubensstraße. Die Mietshäuser Nr. 6, 6a und 8 sind denkmalgeschützt. Der Planname war Straße 7. Schon vor 1907 fuhr eine Straßenbahn durch die Beckerstraße, die Strecke wurde jedoch zwischen 1925 und 1936 aufgegeben. | Beckerstraße |
| Begasstraße (Lage)                       | 0200                       | Reinhold Begas (1831–1911), Bildhauer | 12. Jan. 1892                        | Die Wohnstraße mit gut erhaltenem Altbaubestand gehört zum „Malerviertel“. Sie führt vom Dürerplatz zur Rubensstraße und setzt sich als Fußweg bis zur Pöppelmannstraße fort. Der erste Planname war Straße 6. Am S-Bahnhof Friedenau gibt es eine Fußgängerunterquerung unter der A 103 und der parallel verlaufenden Wannseebahn. Zusätzlich verbindet ein Fußweg die Begasstraße mit dem Grazer Damm und den Kleingartenanlagen am Priesterweg, wo sich die Begasstraße als Begasweg fortsetzt. | Begasstraße |
| Belziger Straße (Lage)                   | 0950                       | Bad Belzig, Stadt in Brandenburg | 29. Apr. 1884                        | Die Wohnstraße besteht überwiegend aus guter Altbausubstanz und liegt zwischen Dominicusstraße und Vorbergstraße. Der Abschnitt von der Akazienstraße bis zur Vorbergstraße hieß bis 1910 Verlängerte Belziger Straße. Mehrere Gebäude in der Straße sind denkmalgeschützt, darunter ein ehemaliger Straßenbahn-Betriebshof, der zusammen mit der Straßenbahnstrecke 1964 stillgelegt wurde. 2013 wurde in der Straße die erste Grüne Welle für Radfahrer in Berlin eingerichtet. Am östlichen Ende gibt es einen großen Spielplatz mit einem Fußgängerdurchgang zur Gleditschstraße. In der Straße läuft ein Abschnitt des Inneren Parkrings. | Belziger Straße |
| Berchtesgadener Straße (Lage)            | 0600                       | Berchtesgaden, Stadt in Bayern | 1903                                 | Die Straße liegt im Bayerischen Viertel und führt von der Barbarossastraße bis zur Wartburgstraße. Die Mietshäuser Nr. 8 und 9 sind denkmalgeschützt. | Berchtesgadener Straße |
| Bessemerstraße (Lage)                    | 0810                       | Henry Bessemer (1813–1898), Ingenieur | 14. Jan. 1911                        | Bis auf eine kleine Fläche mit Wohnhäusern im südlichen Teil ist die Straße von Industriebauten geprägt, die teilweise unter Denkmalschutz stehen. Sie liegt und zwischen der Eresburgstraße und Eythstraße. Der vorherige Name war Straße 12b. Mehrere Industriebauten, darunter die ehemalige Schultheiss-Mälzerei, sind denkmalgeschützt. Aus einem alten Eisenbahn-Ausbesserungswerk der Bahn wurde ein Baumarkt (Bauhaus), die Deutsche Post betreibt ein Briefverteilzentrum, die Druckfirma Heenemann hat ihren Firmensitz seit Anfang des 20. Jahrhunderts in der Straße, ebenso die Adam Opel AG (jetzt KADEA=Kathedrale der Arbeit). In einer ehemaligen Malzfabrik hat sich ein Kultur- und Gewerbezentrum entwickelt. Parallel zur Eythstraße führt von der Bessemerstraße ein Fußweg hinter den Wohnblocks vorbei bis zur Röblingstraße. | Bessemerstraße |
| Blumenthalstraße (Lage)                  | 0200                       | Leonhard von Blumenthal (1810–1900), preußischer Generalfeldmarschall | 18. Nov. 1874                        | Die Straße führt von der Kurfürstenstraße zur Bülowstraße. Der vorherige Name war Straße G. Zahlreiche Mietshäuser aus den 1870er Jahren sind denkmalgeschützt. | Blumenthalstraße |
| Bozener Straße (Lage)                    | 0240 (140 + 100)           | Bozen, Stadt in Südtirol | 1908                                 | Die Straße hat einen T-förmigen Verlauf. Ihre drei Äste schließen westlich an die Kufsteiner, zur Meraner nach Osten und nördlich zur Grunewaldstraße an. In der Bozener Straße 13/14 wohnte nach 1933 der Maler und Schriftsteller Hans Baluscheck. In der Nr. 18 lebten der sozialdemokratische Theoretiker Eduard Bernstein und im Haus Nr. 20 der Arzt und Dichter Gottfried Benn. | Wohnhaus Gottfried Benns, Bozener Straße 20 · Bozener Straße                                                                                  |
| Brüggemannstraße (Lage)                  | 0100                       | Hans Brüggemann (um 1480 bis um 1540), Bildhauer und Bildschnitzer | 27. März 1939                        | Die Straße liegt in der denkmalgeschützten Siedlung am Grazer Damm und führt zum Riemenschneiderweg. Die Bezeichnung im Schöneberger Bebauungsplan war Straße D. Die ruhige Wohnstraße gehört zur denkmalgeschützten Siedlung am Grazer Damm. Die ehemals kommunalen Wohnungen aus den 1930er Jahren wurden in Eigentumswohnungen umgewandelt. Die Straße stößt über den Riemenschneiderweg an eine große Kleingartenanlage. | Brüggemannstraße |
| Brunhildstraße (Lage)                    | 0160                       | Brunhild, weiblicher Vorname | 14. Juni 1893                        | Die Straße führt von der Czeminskistraße zur Hohenfriedbergstraße. Der erste Planname war Straße 76. Das Mietshaus Nr. 10 ist denkmalgeschützt. Die ruhige Wohnstraße besteht aus Alt- und Nachkriegsbauten. | Brunhildstraße |
| Bülowstraße (Lage)                       | 1180                       | Friedrich Wilhelm Bülow von Dennewitz (1755–1816), preußischer General | 31. Okt. 1864                        | Die Straße ist Teil des Generalszugs. Der vorherige Name zwischen 1862 und 1864 lautete Gürtelstraße (als Teil eines den Berliner Innenstadtteil umschließenden Verkehrswegs). Die durch die Straße verlaufende Viaduktstrecke der U-Bahn, der U-Bahnhof Bülowstraße sowie mehrere weitere Gebäude sind Baudenkmale. Bis 1961 wurde die Bülowstraße von der Berliner Straßenbahn befahren. Die Straße liegt zwischen Nollendorfplatz und Dennewitzplatz (Lutherkirche) als übergeordnete (700 m) und regionale Straßenverbindung (750 m). Die weitere Führung nach Süden an die Yorckstraße (200 m) ist eine Sackgasse ohne Kategorisierung an der die Wohnhäuser 48–59 (fortlaufend) liegen, im Dreieck zur Kulmer Straße hin liegt Bülowstraße 45 / Kulmer Straße 37, Yorckstraße 17. Eine andere Bülowstraße liegt in Zehlendorf (Straßennummer: 791) | Bülowstraße mit dem gleichnamigen Hochbahnhof und der Lutherkirche im Hintergrund                                                             |
| Canovastraße (Lage)                      | 0110                       | Antonio Canova (1757–1822), italienischer Bildhauer | 12. Jan. 1892                        | Die Straße, im Schöneberger Bebauungsplan als Straße 9 bezeichnet, führt von der Thorwaldsenstraße zur Rubensstraße. Im Jahr 1960 wurde die Straße verkürzt. | Canovastraße |
| Ceciliengärten (Lage)                    | 0600                       | Cecilie (1886–1954), Kronprinzessin von Preußen | 1912                                 | Der erste Name war Straße 39. Die Straße bildet in der Mitte einen zentralen Platz mit ca. 200 m × 40 m Ausmaß, der als Gartendenkmal ausgewiesen ist. Die Zufahrt ist von der Traegerstraße im Norden möglich, im Süden führt der Atelierturm mit seinem Torhaus zwischen den Grundstücken 26 und 27 den Verkehr zur Semperstraße. An der Westseit liegen die Grundstücke 1–26, an der Ostseite 27–53. Sie hat zusätzlich zwei jeweils rund 50 Meter lange seitliche Zugänge von der Rubens- und der Sponholzstraße. Im „Atelierturm“ der denkmalgeschützten Anlage wirkte Ende der 1920er Jahre der Maler Hans Baluschek. In den Ceciliengärten 20 lebte der Literaturhistoriker und Schriftsteller Heinrich Spiero. | Die Wasserfontäne auf dem zentralen Platz der Anlage · Der südliche Bereich der Ceciliengärten mit Blick auf den Atelierturm und den Torbogen |
| Cheruskerstraße (Lage)                   | 0700                       | Cherusker, Stammesverband im antiken Germanien | 14. Juni 1893                        | Die Cheruskerstraße besteht überwiegend aus Altbauten mit guter Wohnsubstanz und verläuft am westlichen Rand der Schöneberger Insel. Sie wurde zwischen 1882 und 1895 angelegt und schrittweise mit bis zu vier- und fünfgeschossigen Mietshäusern bebaut. Der erste Planname war Straße 77. Das Mietshaus Nr. 4 steht unter Denkmalschutz. Die Wohnstraße grenzt auf der Westseite an den Cheruskerpark und die Bahnlinie und führt abschnittsweise den Nord-Süd-Weg und den Inneren Parkring. | Cheruskerstraße |
| Courbièrestraße (Lage)                   | 0180                       | Wilhelm René de l’Homme de Courbière (1733–1811), preußischer Generalfeldmarschall | 25. Apr. 1885                        | Die Courbièrestraße zweigt als Sackgasse von der Kleiststraße ab. Der erste Planname war Straße 21a. Bis 1938 gehörte die Straße zur Stadt bzw. zum Bezirk Charlottenburg. Das Mietshaus Nr. 6 ist ein Baudenkmal. | Courbièrestraße |
| Cranachstraße (Lage)                     | 0660                       | Lucas Cranach der Ältere (1472–1553), Maler und Grafiker | 12. Jan. 1892                        | Die Wohnstraße mit prachtvollen Altbauten aus der Kaiserzeit und Nachkriegsbauten gehört zum ‚Malerviertel‘ und führt vom Dürerplatz zur Thorwaldsenstraße. Der Name im Bebauungsplan war Straße 9, die Friedenauer Terraingesellschaft erschloss das Gelände und benannte zahlreiche Straße in der Umgebung nach Malern. Das Mietshaus Nr. 2 ist denkmalgeschützt. Rosa Luxemburg wohnte von 1902 bis 1911 in der Cranachstraße 58, vor dem Haus erinnert eine Gedenktafel. | Cranachstraße |
| Crellestraße (Lage)                      | 0800                       | August Crelle (1780–1855), Mathematiker, Architekt und Ingenieur | 28. März 1958                        | Die Wohnstraße mit guter Altbausubstanz, Straßencafés und einigen Läden führt von der Großgörschenstraße zum Richard-von-Weizsäcker-Platz. Ihr nördliches Ende wird als Marktplatz für den „Crellemarkt“ genutzt. Der erste Name von etwa 1849 bis 1958 war Bahnstraße. Mehrere Mietshäuser in der Straße sind denkmalgeschützt. Die Straße gehört zum Schöneberger Szenekiez, es gibt eine Fußgängerverbindung mit einem Spiel- und Sportplatz zum S-Bahnhof Julius-Leber-Brücke. An der Ecke zur Langenscheidtbrücke befindet sich die Stahlskulptur Bahndamm des Bildhauers Georg Seibert. | Crellestraße |
| Czeminskistraße (Lage)                   | 0290                       | Franz Czeminski (1876–1945), Kommunalpolitiker | 1. Okt. 1961                         | Die Straße verbindet die Monumentenstraße mit der Kolonnenstraße. Ihr vorheriger Name zwischen 1893 und 1961 war Siegfriedstraße. Die Benennung erfolgte aufgrund der langjährigen Mitgliedschaft Czeminskis in der Stadtverordnetenversammlung von Schöneberg und in Berlin sowie seiner Tätigkeit als Stadtrat von Berlin. | Czeminskistraße |
| Dennewitzplatz (Lage)                    | 0180 × 160 × 90            | Dennewitz, Ort in Brandenburg, Schauplatz einer Schlacht in den Befreiungskriegen | 31. Okt. 1864                        | Der Dennewitzplatz wird von der Bülowstraße bogenförmig umschlossen, wodurch die Bezeichnung ‚Bülowbogen‘ entstanden ist. Auf dem Platz steht die Lutherkirche. Der Name zwischen 1862 und 1864 war Gürtelstraße, die nach dem Hobrecht-Plan den Innenstadtbereich Berlins einmal komplett umgeben sollte. Der Platz mit der Lutherkirche wird von der Kulmer Straße und der Dennewitzstraße umgeben und beide Straßen sind verkehrsbelastet und verbinden als Einbahnstraßen die Innenstadt mit den Ortsteilen Neukölln und Kreuzberg. | Dennewitzplatz |
| Dennewitzstraße (Lage)                   | 0100 (im Ortsteil)         | Dennewitz, Ort in Brandenburg, Schauplatz einer Schlacht in den Befreiungskriegen | 31. Okt. 1864                        | Der vorherige Name war Straße 22. Die Straße wird durch den Nelly-Sachs-Park geteilt. Der nördlich der Kurfürstenstraße gelegene Teil der Straße liegt in Tiergarten und Kreuzberg. Das Schöneberger Teilstück der Straße zweigt von der Bülowstraße ab und ist teilweise mit dem Nelly-Sachs-Park überbaut. Das Mietshaus Nr. 24a ist ein gelistetes Baudenkmal. Die Straße besteht überwiegend aus Neubauten, die zum Westen einen Blick über den Nelly-Sachs-Park und nach Osten hin einen freien Blick über den neu gestalteten Park am Gleisdreieck haben. Ein Teil der Straße wurde dem Nelly-Sachs-Park zugeschlagen. Die Straße endet für Autos als Sackgasse am Park und setzt sich im Bezirk Mitte (Tiergarten) als Fahrstraße unter dem gleichen Namen fort. | Dennewitzstraße |
| Dominicusstraße (Lage)                   | 0780                       | Alexander Dominicus (1873–1945), Politiker | 31. Juli 1947                        | Die Dominicusstraße ist eine innerstädtische Hauptverkehrsstraße mit vielseitiger Bebauung und dient als Zubringer zur Stadtautobahn. Die Straße liegt zwischen Martin-Luther-Straße am Rathaus Schöneberg und Sachsendamm. Der Abschnitt zwischen dem Sachsendamm und der Hauptstraße ist Teil der Bundesstraße 1, diese 390 m gehören zu den großräumigen und der restliche Abschnitt zum übergeordneten Straßennetz. Die vorherigen Namen waren Mühlenweg (überliefert bis Mitte des 19. Jahrhunderts), Mühlenstraße (Mitte 19. Jh. bis 1937), Tempelhofer Straße (1884–1947) und Reppichstraße (1937–1947). Die St.-Norbertkirche und das als OLEX-Haus bezeichnete Bürogebäude Nr. 2–10 sind Baudenkmale. Bis 1962 führte eine Linie der Berliner Straßenbahn durch die Straße. | Dominicusstraße |
| Domnauer Straße (Lage)                   | 0430                       | Domnau, Stadt in Ostpreußen | 1. Sep. 1926                         | Die Straße führt von der Eythstraße zur Arnulfstraße. An der östlichen Straßenseite liegt der Friedhof an der Eythstraße und an der westlichen Straßenseite liegen viele denkmalgeschützte Wohnhäuser der Siedlung Lindenhof. Der vorherige Name war Straße am Friedhof. Die ruhige Wohnstraße schließt die Siedlung Lindenhof nach Osten ab. An der Straße stehen Mehrfamilienhäuser aus den 1920er und 1960er Jahren. Auf der Ostseite liegt der Friedhof Eythstraße mit dem Klarenpfuhl und ein Areal des bezirklichen Natur- und Grünflächenamtes. Mit dem Lindenhofweiher, einem kleinen Park und großzügigen Grünanlagen zwischen den einzelnen Häusern ist die Wohnlage begehrt. Die Straße endet kurz vor der Eythstraße für Autos als Sackgasse, nur Fußgänger und Radfahrer kommen hier weiter. | Domnauer Straße |
| Dürerplatz (Lage)                        | 0040 × 40                  | Albrecht Dürer (1471–1528), Maler, Grafiker und Mathematiker | 12. Jan. 1892                        | Der an der Straße 5, der späteren Rembrandtstraße, gelegene Platz wurde von der Schöneberg-Friedenauer Terraingesellschaft angelegt. Zahlreiche Straßen in der Umgebung tragen die Namen von Malern, weshalb das Gebiet als „Malerviertel“ bezeichnet wird. Der vom Autoverkehr befreite Platz liegt an der A 103 und am S-Bahnhof Friedenau, S-Bahn-Trasse und Autobahn verlaufen direkt neben dem Platz. Der Platz ist Fußgängern vorbehalten. | Dürerplatz |
| Ebersstraße (Lage)                       | 1240                       | Georg Ebers (1837–1898), Ägyptologe und Schriftsteller | 14. Juni 1893                        | Die ruhige Wohnstraße entlang der Ringbahntrasse überwiegend mit großen Altbauten liegt zwischen Herbertstraße und Innsbrucker Platz. Die ersten Plannamen waren Straße 60 und Straße 62. Mehrere Gebäude, darunter der S-Bahnhof Schöneberg, sind denkmalgeschützt. Ein gewaltiger Wohnblock aus den 1970er Jahren von der Prinz-Georg-Straße zur Dominicusstraße liegt an der Straße. An der Teltow-Grundschule ist die Straße für den Autoverkehr unterbrochen. Auf der Fläche wurde ein Spielplatz eingerichtet mit Fußgängerübergang auf den gegenüber der Bahnlinie liegenden Cheruskerpark. Der Spielplatz Drachenburg liegt auf Höhe der Prinz-Georg-Straße. An der Ecke zur Hauptstraße endet die Straße an der Auffahrt zur A 100 für Autos als Sackgasse, Fußgänger können weiter zum Innsbrucker Platz. | Ebersstraße · Das Lokal ‚Resonanz‘ |
| Egelingzeile (Lage)                      | 0195                       | Paul Egeling (1856–1937), Architekt | 28. März 1958                        | Die Straße liegt im Schöneberger Industriegebiet. Sie führt von der Bessemerstraße zur Alboinstraße und geht dann auf Tempelhofer Gebiet in die Bosestraße über. Bis 1958 hieß der in Schöneberg liegende Abschnitt ebenfalls Bosestraße. Die kurze Straße hat auf der Nordseite den TÜV-Rheinland und auf der Südseite einen Pressevertrieb als Anlieger. | Egelingzeile |
| Ehrwalder Straße (Lage)                  | 0090                       | Ehrwald, Ort in Tirol | 1913                                 | Die kurze Straße führt in West-Ost-Führung von der Kufsteiner zur Meraner Straße. Nur die Südseite der Straße ist bebaut mit einem Häuserriegel, der ein einheitliches Wohnungskarree um einen begrünten Innenhof abschließt. | Ehrwalder Straße |
| Eisackstraße (Lage)                      | 0200                       | Eisack, Fluss in Südtirol | 14. Sep. 1927                        | Die ruhige Wohnstraße besteht aus denkmalgeschützten Wohnblöcken aus den 1920er Jahren liegt östlich der Rubensstraße und wird von einer denkmalgeschützten Wohnanlage von Hans Lassen aus den 1920er Jahren geprägt. Östlich der Straße liegt der Friedhof Eisackstraße. Unter der Straße befindet sich ein nicht mehr genutzter U-Bahn-Tunnel. Bis 1927 war die Eisackstraße Teil der Innsbrucker Straße. Nur die Westseite der Straße ist bebaut. Es gibt einen breiten Mittelstreifen, der zum Parken genutzt wird. Die Ostseite der Straße grenzt an den Friedhof Eisackstraße, der zwischen der Eisackstraße und der A 100 liegt. Der Friedhof schützt die Bewohner vor dem Lärm der nahen Autobahn. Im Süden endet die Straße als Sackgasse. Vor dem Bau der Stadtautobahn ging die Eisackstraße geradlinig zum Innsbrucker Platz durch, seither gibt es vom Platz einen Zugang zur Eisackstraße für Fußgänger. | Eisackstraße |
| Eisenacher Straße (Lage)                 | 1800                       | Eisenach, Stadt in Thüringen | 11. März 1887                        | Die Eisenacher Straße führt von der Kleiststraße bis zur Hauptstraße. Mehrere Mietshäuser in der Straße stehen unter Denkmalschutz. Bis 1962 führte eine Linie der Berliner Straßenbahn durch den Abschnitt zwischen der Hauptstraße und der Belziger Straße. Die Wohn- und Geschäftsstraße hat gute Infrastruktur und zwischen Haupt- und Grunewaldstraße viele kleine Geschäfte, Galerien, Restaurants und Kneipen. Zwischen Grunewaldstraße und Winterfeldtstraße ist sie ruhige Wohnstraße und bis zur Kleiststraße Szenegegend für Schwule und Lesben. Der Abschnitt zwischen Kleiststraße und Motzstraße gehörte bis 1938 zur Stadt bzw. zum Bezirk Charlottenburg. | Eisenacher Straße |
| Ella-Barowsky-Straße (Lage)              | 0680                       | Ella Barowsky, LDP/FDP-Politikerin und Bürgermeisterin des Bezirks Schöneberg | 1. März 2021                         | Die Ella-Barowsky-Straße führt vom Sachsendamm bis zur Naumannstraße. Das ehemalige BEWAG-Verwaltungs- und Fertigungsgebäude (Nrn. 39–47) und das Schulgebäude von Paul Egeling (Nr. 62) sind denkmalgeschützt. Bis zum 1. März 2021 hieß die Straße Tempelhofer Weg. Bis zum Bau des Sachsendamms war sie die Hauptverbindungsstraße zwischen Schöneberg und Tempelhof. | Tempelhofer Weg |
| Else-Lasker-Schüler-Straße (Lage)        | 0230                       | Else Lasker-Schüler (1869–1945), Dichterin | 3. Juli 1998                         | Die Else-Lasker-Schüler-Straße führt von der Kurfürstenstraße zum Nollendorfplatz. Unter der Straße verläuft der Tunnel der U-Bahn-Linie U1. Die vormaligen Namen waren Motzstraße und Mackensenstraße. Die relativ ruhige Wohnstraße hat gute Verkehrsanbindung. An der Ecke zum Nollendorfplatz gibt es einige Gewerbeeinheiten. Die Straße endet für Autos an der Kurfürstenstraße und An der Apostelkirche für Autos als Sackgasse, Fußgänger und Radfahrer können passieren. Eine Brachfläche liegt direkt neben einem Kinderspielplatz. | Else-Lasker-Schüler-Straße |
| Elßholzstraße (Lage)                     | 0470                       | Johann Sigismund Elsholtz (1623–1688), Naturforscher | 12. Mai 1893                         | Die Straße führt von der Pallasstraße zur Grunewaldstraße. Das Kammergericht und das Gebäude der Sophie-Scholl-Schule sind Baudenkmale. Von der Straße besteht ein Zugang zum Kleistpark. Eine ruhige Wohnstraße mit Altbausubstanz auf der westlichen Straßenseite und gegenüberliegend öffentliche Bauten und Zugänge zum Kleistpark, es gibt einen Fußgängerdurchgang zur Gleditschstraße. Die Bezeichnung im Hobrecht-Plan war Abt. IV Straße 12a. | Elßholzstraße |
| Erdmannstraße (Lage)                     | 0160                       | Gustav Erdmann (1853–1923), Baurat | 25. Apr. 1890                        | Die Wohnstraße mit guter Altbausubstanz mitten im Schöneberger Szenekiez liegt zwischen Langenscheidtstraße und Helmstraße. Der erste Planname war Straße 13. Das Mietshaus Nr. 5 ist denkmalgeschützt. | Erdmannstraße |
| Eresburgstraße (Lage)                    | 0205 (im Ortsteil)         | Eresburg, Volksburg der Sachsen in Westfalen | 12. Juni 1913                        | Die Straße liegt im Schöneberger Industriegebiet. Sie führt von der Bessemerstraße zur Alboinstraße und setzt sich im Ortsteil Tempelhof bis zur Schöneberger Straße fort. Mehrere Industriebauten in der Straße sind denkmalgeschützt. Im westlichen Teil mit Industriearchitektur aus dem Anfang des 20. Jahrhunderts beherrschen Handel und Industrie den Schöneberger Teil der Eresburgstraße, teilweise mit geänderter Nutzung. Ein alter Lokschuppen wurde zu Berlins größtem Bauhaus umgebaut. Östlich der Alboinstraße, im Ortsteil Tempelhof, wird die Eresburgstraße zu einer ruhigen Wohnstraße ohne Schwerlastverkehr. | Eresburgstraße |
| Erfurter Straße (Lage)                   | 0340                       | Erfurt, Landeshauptstadt von Thüringen | 1912                                 | Die Straße führt von der Fritz-Elsas-Straße bis zur Wexstraße. Sie ist ein Teil eines vom Innsbrucker Platz strahlenförmig verlaufenden Straßensystems und auf ihrer Nordostseite mit einem zusammenhängenden Häuserzug bebaut. Am Südostende der Erfurter Straße befindet sich ein Hochhaus, in dem der Sozialpsychiatrische Dienst des Bezirksamts seinen Sitz hat. | Erfurter Straße |
| Erika-Gräfin-von-Brockdorff-Platz (Lage) | 0090 × 60 × 40             | Erika Gräfin von Brockdorff (1911–1943), Widerstandskämpferin | 29. Apr. 2011                        | Der graue Platz (10638) bildet den östlichen Vorplatz von Bahnhof Berlin Südkreuz des in den 2000er Jahren umgebauten Kreuzungspunktes. Die Ortsteilgrenze zwischen Tempelhof und Schöneberg verläuft über den Platz (an der Zufahrt entlang und schräg über den Fahrring) und nur der zu Tempelhof gehörende Anteil des Bahnhofsvorplatzes zur General-Pape-Straße trägt den Namen. Der Platz ist Taxivorfahrt und zum kurzfristigen Parken freigegeben. Hier beginnt der Geschichtsparcours über das ehemalige Gelände des Eisenbahner-Regiments. | Erika-Gräfin-von-Brockdorff-Platz |
| Ettaler Straße (Lage)                    | 0180                       | Ettal, Ort in Bayern | 20. März 1957                        | Die Straße führt als nördliche Fortsetzung der Bamberger Straße von der Geisbergstraße zur Lietzenburger Straße. Bis zur Abtrennung durch den Bau der Lietzenburger Straße im Jahr 1957 war die Ettaler Straße Teil der Passauer Straße. Die westliche Straßenseite und das Straßenland liegen in Wilmersdorf. | Ettaler Straße |
| Eythstraße (Lage)                        | 0400                       | Max Eyth (1836–1906), Ingenieur und Schriftsteller | 14. Jan. 1911                        | Die ruhige Wohnstraße am Rand des Industriegebietes um die Bessemerstraße liegt zwischen Röblingstraße und Alboinplatz. Ihre Bezeichnung im Schöneberger Bebauungsplan war Straße 51. An der südlichen Straßenseite stehen mehrere denkmalgeschützte Wohnhäuser der Siedlung Lindenhof sowie der Friedhof Eythstraße. Auf der Nordseite stehen Wohnblocks aus den 1920er Jahren. Die Straße endet für Autos als Sackgasse an der Röblingstraße, wo sich die Wendeschleife der Buslinie 106 befindet. Von hier führt ein kleiner Fußweg parallel zur Eythstraße hinter dem Wohnblock hindurch zur Bessemerstraße. Bis 1962 endete eine Linie der Berliner Straßenbahn in der Eythstraße. | Eythstraße |
| Feurigstraße (Lage)                      | 0900                       | Adolph Feurig (1830–1890), Amts- und Gemeindevorsteher von Schöneberg | 9. Feb. 1895                         | Der Teil der Herbertstraße bis zur Albertstraße und ihre im Bebauungsplan als Straße 61 bezeichnete Verlängerung bis zur Tempelhofer Straße wurden 1895 in Feurigstraße umbenannt. Diese Straße wurde früher auch als Weg hinter den Dorfgärten bezeichnet. Die Weiterführung der Feurigstraße bis zur Kolonnenstraße erfolgte erst 1910. Die benachbarten Gebäude der Brandenburg- und Teltow-Grundschule, der Feuerwehr und eines Gewerbehofes (Nr. 57, 58 und 59) sind Baudenkmale. An der ruhigen Wohnstraße stehen Altbauten und ein großer Wohnblock aus den 1970er Jahren, der von der Prinz-Georg-Straße zur Dominicusstraße reicht. Auf der Höhe der Baptistenkirche gibt es einen Fußgängerdurchgang mit Spielplatz zur Hauptstraße. Einen weiteren Durchgang gibt es während der Geschäftszeiten durch die Kaiser-Wilhelm-Passage. An der Straße liegt die Teltow-Grundschule. An der Straße liegt der Innere Parkring. | Feurigstraße |
| Frankenstraße (Lage)                     | 0270                       | Franken, westgermanische Volksgruppe | 24. Juni 1893                        | Die Straße führt von der Eisenacher Straße zur Goltzstraße. Ein Teilstück zwischen der Eisenacher Straße und der Kyffhäuserstraße ist nicht für Kraftfahrzeuge befahrbar. Die Bezeichnung im Hobrecht-Plan war Abt. IV Straße N. Das aus den 1890er Jahren stammende Mietshaus Nr. 14 ist denkmalgeschützt. | Frankenstraße |
| Fregestraße (Lage)                       | 0640 (im Ortsteil)         | Ferdinand Ludwig Frege (1804–1883), Theologe und Historiker und zwischen 1846 und 1883 Pfarrer in Schöneberg. Der Ururenkel Freges ist Campino, der Sänger und Frontmann der Musikgruppe Die Toten Hosen. | 29. Apr. 1884                        | Im Ortsteil liegen die Grundstücke 57–81 (fortlaufend) an der Westseite zwischen Haupt- und der Holsteinischen Straße über die Saarstraße hinweg. Südlich der Einmündung der Holsteinische Straße gehört die Straße als Sackgasse zur Feuerbachstraße zu Steglitz. Das Straßenland und die Grundstücke gegenüber Schöneberg gehören zu Friedenau. Im Haus Nr. 80 wohnte von 1918 bis 1930 der erste Bundespräsident der Bundesrepublik Deutschland, Theodor Heuss (Gedenktafel am Haus). Die drei Wohnhäuser Nr. 57, 58 und 70 sind denkmalgeschützt. | Fregestraße |
| Freiherr-vom-Stein-Straße (Lage)         | 0580                       | Heinrich Friedrich Karl vom und zum Stein (1757–1831), Staatsmann und Reformer | 1910                                 | Die Wohnstraße besteht überwiegend aus Nachkriegsbauten und einigen wenigen Altbauten und liegt am nördlichen Rand des Rudolph-Wilde-Parks zwischen Kufsteiner Straße und Martin-Luther-Straße. Von 1884 bis 1910 war die Straße Teil der Erfurter Straße. Die drei Wohnhäuser Nr. 11, 11a und 12 sind Baudenkmale. | Freiherr-vom-Stein-Straße |
| Freisinger Straße (Lage)                 | 0260                       | Freising, Stadt in Bayern | 11. März 1904                        | Die Straße verbindet die Eisenacher mit der Martin-Luther-Straße in West-Ost-Führung. Im westlichen Abschnitt der Straße teilt sich die Straße und führt um einen breiten Grünstreifen herum. Entlang der Straße gibt es zahlreiche Handelseinrichtungen und kleine Gaststätten. | Freisinger Straße |
| Fritz-Elsas-Straße (Lage)                | 0720                       | Fritz Elsas (1890–1945), Politiker und Widerstandskämpfer | 20. Juli 1954                        | Die Straße liegt am südlichen Rand des Rudolph-Wilde-Parks zwischen Kufsteiner Straße und Dominicusstraße. Von 1910 bis 1954 hieß die Straße Am Park. Das Bürogebäude aus dem Jahr 1938 (Nr. 9/10) ist denkmalgeschützt. | Fritz-Elsas-Straße |
| Fritz-Reuter-Straße (Lage)               | 0150                       | Fritz Reuter (1810–1874), Dichter | 14. Juni 1893                        | Die Straße führt von der Kärntener Straße zur Gustav-Freytag-Straße. An der ruhigen Wohnstraße stehen überwiegend großzügige Altbauten. Die Straße ist sehr eng und hat ein Kopfsteinpflaster. Die Gutzkowstraße ist die ergänzende Einbahnstraße in westlicher Richtung. Erwähnenswert in dieser Straße sind das Kiezbüro der Partei Bündnis 90/Die Grünen für Tempelhof-Schöneberg (Nummer 1), ein Kinderladen (Nummer 8) sowie eine Kiezbuchhandlung (Nummer 12). | Fritz-Reuter-Straße |
| Frobenstraße (Lage)                      | 0440                       | Emanuel Froben (1640–1675), Stallmeister in Brandenburg | 13. Aug. 1873                        | Die Straße in guter Innenstadtwohngegend mit Altbausubstanz und sozialem Wohnungsbau liegt zwischen Kurfürstenstraße und Winterfeldtstraße. Das aus den 1870er Jahren stammende Mietshaus Nr. 10 ist denkmalgeschützt. | Frobenstraße |
| Fuggerstraße (Lage)                      | 0600                       | Fugger, schwäbisches Adelsgeschlecht des Hochadels, das seit 1367 in Augsburg ansässig war | 29. Okt. 1957                        | Die ruhige Wohnstraße mit vielen Cafés und Restaurants, zum Teil in prächtigen Altbauten, ist seit Jahrzehnten ein Zentrum der Berliner Schwulenszene. Sie liegt zwischen Ansbacher Straße und Eisenacher Straße. Bis zu ihrer Trennung durch den Bau der Lietzenburger Straße in den 1950er Jahren war die Fuggerstraße Teil der Augsburger Straße. Mehrere Mietshäuser sowie das ehemalige Sanatorium Hygieia in der Fuggerstraße 23 sind denkmalgeschützt. | Fuggerstraße |
| Geisbergstraße (Lage)                    | 0500 (im Ortsteil)         | Berg bei Wissembourg im Elsass, Schauplatz eines Gefechts im Deutsch-Französischen Krieg | 28. Mai 1902                         | Die Straße trug im Hobrecht-Plan die Bezeichnung Straße 50, Abt. IV, sie führt von der Spichernstraße in Wilmersdorf bis zur Motzstraße. Das ehemalige Postamt sowie das Mietshaus Nr. 40 sind Baudenkmale. | Geisbergstraße |
| General-Pape-Straße (Lage)               | 0350 (im Ortsteil)         | Alexander von Pape (1813–1895), preußischer General | 2. Feb. 1897                         | Das Straßenland und die östliche Straßenseite gehören zu Tempelhof. In Schöneberg liegt das Grundstück General-Pape-Straße 1, auf dem sich der Bahnhof Südkreuz befindet und 40 Meter nördlich am Alfred-Lion-Steig das Grundstück 25, die Westseite der Straße im Ortsteil wird im Wesentlichen vom Grünstreifen am Bahngelände gebildet. | General-Pape-Straße |
| Geneststraße (Lage)                      | 0110                       | Werner Genest (1850–1920), Ingenieur und Unternehmer (Mix & Genest) | 27. März 1907                        | Die Straße zweigt als Sackgasse von der Reichartstraße ab und ist eine Gewerbestraße zwischen der A 100 und mehreren Bahntrassen. Das Anfang des 20. Jahrhunderts errichtete Fabrikgebäude der Firma Mix & Genest ist denkmalgeschützt. Lange Zeit war die Straße eine reine Sackgasse, die an der Autobahn endete und nur über die Friedrich-Haak-Brücke erreichbar war. Nach dem Bau des schwedischen Möbelhauses am Sachsendamm subventionierte IKEA eine Fußgänger-Unterführung unter der Bahn, damit Kunden schneller den Weg zum Bahnhof Südkreuz zurücklegen können. | Geneststraße |
| Geßlerstraße (Lage)                      | 0210                       | Friedrich Leopold von Geßler (1688–1762), preußischer Generalfeldmarschall | 3. Aug. 1898                         | Die Straße führt von der Hohenfriedbergstraße zur Kesselsdorfstraße. Das aus den 1890er Jahren stammende Mietshaus Nr. 14 ist denkmalgeschützt. Die ruhige Wohnstraße besteht aus Alt- und Nachkriegsbauten, am östlichen Ende liegt eine große Sportanlage mit Fußgängerdurchgang über die Kesseldorfstraße zur Monumentenstraße. | Geßlerstraße |
| Gleditschstraße (Lage)                   | 0930                       | Johann Gottlieb Gleditsch (1714–1786), Botaniker und Arzt | 12. Mai 1893                         | Die ruhige Wohnstraße (Kopfsteinpflaster) mit Alt- und Nachkriegsbauten führt von der Pallasstraße zur Vorbergstraße und setzt sich noch als Sackgasse fort. Die beiden Mietshäuser Nr. 79 und 80 sind denkmalgeschützt. Es gibt einen Fußgängerdurchgang über einen Spielplatz der die Gleditschstraße mit der Belziger Straße verbindet. Auf Höhe der Barbarossastraße führt ein Fußgängerweg unter einem Wohnhaus hindurch zur Elßholzstraße. Die Bezeichnung im Hobrecht-Plan war Abt. IV Straße 12. | Gleditschstraße |
| Goebenstraße (Lage)                      | 0400                       | August Karl von Goeben (1816–1880), preußischer General | 18. Nov. 1874                        | Die Goebenstraße führt von der Potsdamer Straße zur Yorckstraße. Bis 1963 wurde die Straße von der Berliner Straßenbahn befahren. Die Goebenstraße ist eine stark befahrene Wohnstraße mit einigen Gewerbeeinheiten und wird im Berliner Straßennetz als übergeordnete Hauptstraße geführt. Auf der südlichen Straßenseite gibt es viele Altbauten, während auf der Nordseite Bauten aus den 1960er und 1970er Jahren stehen. | Goebenstraße |
| Goltzstraße (Lage)                       | 0800                       | Friedrich Goltz (1825–1888), preußischer Oberregierungsrat, Berater der Gemeinde Schöneberg in kommunalpolitischen Fragen                                                                                 | 29. Apr. 1884                        | Die Goltzstraße führt von der Winterfeldtstraße bis zur Grunewaldstraße und folgt einer alten Viehtrift. Das Gebäude der St. Franziskus-Schule, die ehemalige Apotheke an der Ecke Pallasstraße sowie die beiden Mietshäuser Nr. 24 und 32 sind denkmalgeschützt. Bis 1963 führte eine Linie der Berliner Straßenbahn durch die Straße. Die gute Wohnlage mit viel Altbausubstanz und Anbindung an die West-City besitzt eine Mischung aus Kneipen, Cafés und außergewöhnlichen Geschäften. Markantestes Bauwerk ist die St.-Matthias-Kirche am Winterfeldtplatz. Die Bezeichnung im Hobrecht-Plan war Abt. IV Straße 14. | Goltzstraße |
| Gossowstraße (Lage)                      | 0150                       | Albert von Levetzow-Gossow (1827–1903), Jurist und Mitglied des preußischen Staatsrats | 4. Juni 1893                         | Die Gossowstraße ist eine Verbindungsstraße von der Motzstraße zur Winterfeldtstraße. Bereits im Jahr 1900 war sie mit mehreren Wohngebäuden bebaut und umfasste die Hausnummern 1–11. | Gossowstraße |
| Gotenstraße (Lage)                       | 1080                       | Goten, ostgermanischer Volksstamm | 14. Juni 1893                        | Die Gotenstraße beginnt an der Cheruskerstraße, verläuft dann durch die „Schöneberger Insel“ und weiter bis zum Sachsendamm. Die Ringbahnbrücke über die Gotenstraße steht unter Denkmalschutz. Bis 1964 führte eine Linie der Berliner Straßenbahn durch die Straße. | Gotenstraße |
| Gothaer Straße (Lage)                    | 0420                       | Gotha, Stadt in Thüringen | um 1895                              | Die Gothaer Straße führt von der Grunewaldstraße bis zur Belziger Straße. Neben Wohnhäusern gibt es den Polizeiabschnitt 41, das Amtsgericht Schöneberg sowie den ehemaligen Straßenbahn-Betriebshof Schöneberg. In diesem bewahrt die Berliner Polizei sichergestellte Fahrzeuge auf. Das Gebäude der Landespolizeidirektion aus den 1910er Jahren in der Gothaer Straße 19 ist denkmalgeschützt. | Gothaer Straße |
| Grazer Damm (Lage)                       | 1350                       | Graz, Stadt in Österreich, Landeshauptstadt der Steiermark | 27. März 1939                        | Der Grazer Damm führt vom Vorarlberger Damm zum Prellerweg. Beiderseits der Straße liegt die 1938–1940 errichtete denkmalgeschützte Siedlung am Grazer Damm. Die Benennung erfolgte zeittypisch nach der zweitgrößten, besonders nationalsozialistisch geprägten Stadt (Geschichte von Graz#Zeit des Nationalsozialismus, Stadt-Ehrentitel der NS-Zeit#Übersicht der Ehrentitel und sonstigen Bezeichnungen) in dem im Jahr des Baubeginns „angeschlossenen“ Österreich. Die ehemals kommunalen Wohnungen wurden in Eigentumswohnungen umgewandelt. Die breite Wohnstraße ist stark verkehrsbelastet, nördlich des Vorarlberger Damms setzt sich der Grazer Damm als Zufahrt zum Autobahnkreuz Schöneberg fort. Das Häuserensemble verfügt über große ruhige Innenhöfe mit Spielplätzen und Ruhezonen. Zum übergeordneten Straßensystems Berlins gehören 1370 Meter der Straße. Am südwestlichen Ende des Grazer Damms liegt das Auguste-Viktoria-Klinikum. | Grazer Damm an der Peter-Vischer-Straße mit Blick nach Norden                                                                                 |
| Grazer Platz (Lage)                      | 0360 × 80                  | Graz, Stadt in Österreich, Landeshauptstadt der Steiermark | 27. März 1939                        | Der Platz bildet das Zentrum der Siedlung am Grazer Damm, um den Platz gilt eine Einbahnstraßenregelung. Der Grazer Damm teilt den Platz in einen westlichen und einen östlichen Teil, die Bebauung nördlich und südlich des Platzes erfolgte zwischen 1938 und 1940 und das gesamte Ensemble um den Grazer Damm steht unter Denkmalschutz. Markantestes Bauwerk ist die Nathanael-Kirche. Auf dem östlichen Teil des Platzes ist eine Skater-Anlage und ein Spielplatz, der westliche Teil besteht aus einer großen Liegewiese. Die ehemaligen Wohnungen der GSW wurden in Eigentumswohnungen umgewandelt. Von 1928 bis 1939 hieß er Nathanaelplatz nach der hier vorhandenen denkmalgeschützten Nathanael-Kirche. Die Umbenennung erfolgte nicht einfach in Anpassung der Lage zur gleichnamigen Straße, sondern auch, weil der Apostel Nathanael, jüdischen Ursprungs, als Namensgeber eines Platzes in der nationalsozialistischen Großsiedlung nicht erwünscht war. | Südseite des Grazer Platzes |
| Großgörschenstraße (Lage)                | 0680                       | Großgörschen, Ort in Sachsen-Anhalt, Schauplatz einer Schlacht in den Befreiungskriegen | 20. Sep. 1865                        | Die Großgörschenstraße wird durch die S-Bahn-Linie S1 geteilt. Eine Fußgängerunterführung verbindet die beiden Straßenteile. Der Westast der Straße verläuft von der Potsdamer Straße zur Mansteinstraße. Westlich der Bahn ist die Straße eine relativ ruhige Wohnstraße mit großem Altbaubestand. Östlich der Wannseebahn führt sie weiter zur Bautzener Straße. Der St.-Matthäus-Kirchhof sowie mehrere Mietshäuser sind denkmalgeschützt. Während seiner Zeit als Reichstagsabgeordneter wohnte August Bebel zeitweise in der Großgörschenstraße 22. An der Ecke zwischen Crellestraße und Mansteinstraße gibt es einen Wochenmarkt. Auf Höhe der Kulmer Straße verhindert eine Straßensperre den Durchgangsverkehr. Fußgänger und Radfahrer können jedoch passieren. Der Gemeindesaal der Silas-Kirche liegt an der Straße. Im Februar 2019 forderten die Fraktion der Grünen im Bezirk Friedrichshain-Kreuzberg das dortige Bezirksamt auf, „einen öffentlichen Diskurs- und Beteiligungsprozess zu initiieren“, um unter anderem die Großgörschenstraße umzubenennen, obwohl diese gar nicht in Friedrichshain-Kreuzberg liegt. | Großgörschenstraße |
| Grunewaldstraße (Lage)                   | 1590                       | Grunewald, Forst in Berlin | 21. Jan. 1877                        | Die Grunewaldstraße ist die östliche Fortsetzung der aus Wilmersdorf kommenden Berliner Straße und führt bis zur Potsdamer Straße. Die Apostel-Paulus-Kirche, die ehemalige Königliche Kunstschule (Nr. 6–7), das ehemalige Botanische Museum (Nr. 2–5) sowie zahlreiche Mietshäuser sind denkmalgeschützt. Unter der Straße verläuft der Tunnel der U-Bahn-Linie U7 mit den drei U-Bahnhöfen Bayerischer Platz, Eisenacher Straße und Kleistpark. Die Straße folgt der alten Verbindung zwischen den Dörfern Schöneberg und Wilmersdorf und hieß bis 1877 Wilmersdorfer Weg. Bis 1963 führte eine Linie der Berliner Straßenbahn durch die Straße. | Grunewaldstraße · U-Bahnhof Bayerischer Platz – abgerissen                                                                                    |
| Gustav-Freytag-Straße (Lage)             | 0160                       | Gustav Freytag (1816–1895), Schriftsteller | 14. Juni 1893                        | An der ruhigen Wohnstraße stehen überwiegend großzügige Altbauten. Die Straße ist sehr eng und hat Kopfsteinpflaster. Die Straße liegt zwischen Dominicusstraße und Ebersstraße. Das aus den 1900er Jahren stammende Mietshaus Nr. 3 ist denkmalgeschützt. | Gustav-Freytag-Straße |
| Gustav-Müller-Platz (Lage)               | 0065 × 65                  | entsprechend der Lage an der gleichnamigen Straße | 31. Mai 1907                         | Der als Rhombus angelegte Platz teilt die gleichnamige Straße, die in Nord-Süd-Richtung verläuft. In West-Ost-Richtung gibt es eine Straßenverbindung zwischen der Leberstraße und dem Platz sowie dem Platz und der Naumannstraße. Die in der Platzmitte stehende Königin-Luise-Gedächtniskirche nimmt fast dessen gesamte Fläche ein und ist denkmalgeschützt. | Gustav-Müller-Platz |
| Gustav-Müller-Straße (Lage)              | 0730                       | Gustav Adolph Müller (1846–1904), Gemeindevorsteher in Schöneberg | 30. Juni 1905                        | Die Straße verläuft durch die „Schöneberger Insel“ von der Kolonnenstraße bis zur Torgauer Straße, sie ist eine ruhige Wohnstraße mit schönen Altbauten und einigem Gewerbe. Ihr Verlauf wird vom gleichnamigen Platz mit der dominanten Königin-Luise-Gedächtniskirche unterbrochen. Das aus den 1900er Jahren stammende Mietshaus Nr. 45 ist denkmalgeschützt. | Gustav-Müller-Straße |
| Gutzkowstraße (Lage)                     | 0150                       | Karl Gutzkow (1811–1878), Schriftsteller | 14. Juni 1893                        | Die Straße führt von der Kärntener Straße (ursprünglich Maxstraße) zur Gustav-Freytag-Straße. An der ruhigen Wohnstraße stehen überwiegend großzügige Altbauten. Die Straße ist sehr eng und hat ein Kopfsteinpflaster. Die Gutzkowstraße ist Einbahnstraße in östlicher Richtung ergänzend zur Fritz-Reuter-Straße. Das aus den 1900er Jahren stammende Mietshaus Nr. 5 ist denkmalgeschützt. | Gutzkowstraße |
| Haberlandstraße (Lage)                   | 0120                       | Salomon Haberland (1833–1914), Unternehmer | um 1900 2. Sep. 1996 (Wiedervergabe) | Die Straße liegt im Bayerischen Viertel und führt von der Aschaffenburger zur Landshuter Straße. Von 1938 bis 1996 hieß der nördliche Abschnitt der Straße Nördlinger Straße. Die Haberlandstraße existierte bereits um 1900 und war in 13 Parzellen aufgeteilt. Sie bestand aus der 1996 wieder benannten Haberlandstraße (südwärts von der Barbarossastraße abgehend) sowie dem quer liegenden Südabschnitt des Straßenzugs zwischen Aschaffenburger und Landshuter Straße (seit 1938 Treuchtlinger Straße). Im Haus Haberlandstraße 5, das im Zweiten Weltkrieg zerstört wurde, lebte von 1918 bis 1933 Albert Einstein. | Haberlandstraße |
| Habsburgerstraße (Lage)                  | 0210                       | Habsburg, europäische Dynastie, deren Name sich von ihrer Stammburg Habsburg im Kanton Aargau herleitet                                                                                                   | 3. Sep. 1896                         | Die Straße hat 14 Hausnummern und führt von der Winterfeldtstraße zur Hohenstaufenstraße. Sie wurde zuerst auch Habsburgstraße geschrieben. Die Mietshäuser aus den 1890er Jahren Nr. 6/7 sind denkmalgeschützt. Während seiner Zeit als Reichstagsabgeordneter wohnte August Bebel zeitweise (1897 bis 1901) in der Habsburger Straße 5. | Habsburgerstraße |
| Harkortplatz* (Lage)                     | 0045 × 40 × 40 (dreieckig) | Friedrich Harkort (1793–1880), Unternehmer und Politiker |                                      | Der amtlich nicht gewidmete, im Volksmund aber so genannte Platz liegt mit seiner längsten Seite auf der unbebauten Nordseite der Harkortstraße und wird von den Reihenhäusern der Röbling- und der Arnulfstraße nordwestlich und nordöstlich umschlossen. Nicht der Platz, sondern die gesamte Siedlung Lindenhof ist ein Gartendenkmal. | |
| Harkortstraße (Lage)                     | 0130                       | Friedrich Harkort (1793–1880), Unternehmer und Politiker | 9. Sep. 1931                         | Die Straße liegt zwischen Röbling- und Arnulfstraße. An der Straße stehen mehrere denkmalgeschützte Wohnhäuser der Siedlung Lindenhof. Bis 1931 hieß die Straße Marienstraße und umfasste 8 Parzellen. Im Adressbuch 1932 ist der neue Name aufgeführt. | Harkortstraße |
| Hauptstraße (Lage)                       | 2430 (im Ortsteil)         | Funktion als wichtigste Durchgangsstraße Schönebergs | 27. Aug. 1881                        | Die Hauptstraße führt durch das alte Dorfzentrum von Schöneberg und weitet sich an der alten Dorfaue auf. Es ist eine verkehrsreiche Einkaufs- und Durchgangsstraße mit zwei Fahrspuren in jeder Richtung und einem teilweise sehr breiten Mittelstreifen. Der Abschnitt nördlich der Dominicusstraße ist Teil der Bundesstraße 1. Im Ortsteil liegt die Straße zwischen Innsbrucker Platz und Grunewald-/Langenscheidtstraße. Südlich des Innsbrucker Platzes gehört die östliche Straßenseite (83–95) zum Ortsteil, das Straßenland zwischen Innsbrucker und Breslauer Platz (Rheinstraße) und die Westseite (64–82, fortlaufend) verläuft in Friedenau. Zuvor trug die Straße drei verschiedene Namen. Der Abschnitt zwischen der Grunewaldstraße und dem Kaiser-Wilhelm-Platz hieß bis 1881 Botanische Garten-Straße, während der Südteil von der Dominicusstraße bis Friedenau ursprünglich Friedenauer Straße hieß. Viele Gebäude der Hauptstraße, darunter die Dorfkirche Schöneberg, stehen unter Denkmalschutz. Bis 1964 führte eine Linie der Berliner Straßenbahn durch die Straße. Während seiner Zeit als Reichstagsabgeordneter wohnte August Bebel zeitweise in der Hauptstraße 84 und zuletzt in der Hauptstraße 97. Die Dorfkirche Schöneberg und das Schöneberg-Museum sowie der Friedhof Alt-Schöneberg liegen an der Straße. Der Zugang zum Friedhof befindet sich in der Belziger Straße. Es gibt einen Fußgängerdurchgang mit Spielplatz zur Feurigstraße und über den Heinrich-Lassen-Park zur Belziger Straße. Die Schöneberger Hauptstraße (#1861) ist eine von sieben Berliner Hauptstraßen in zehn Ortsteilen. | Das alte Dorfzentrum an der Hauptstraße · Dorfzentrum mit Kirchen                                                                             |
| Hedwig-Dohm-Straße (Lage)                | 0180                       | Hedwig Dohm (1831–1919), Schriftstellerin und Frauenrechtlerin | 24. Juli 2007                        | Die Straße wurde im Zusammenhang mit dem Bau des Bahnhofs Südkreuz in den 2000er Jahren auf einem ehemaligen Kleingartengelände angelegt. Sie bildet zusammen mit einem Teil der Naumannstraße und der ebenfalls neu gebauten Wilhelm-Kabus-Straße eine Querverbindung zwischen dem Sachsendamm und der Kolonnenstraße. | Hedwig-Dohm-Straße |
| Hedwigstraße (Lage)                      | 0180 (im Ortsteil)         | Hedwig Neumann, Tochter des Schöneberger Pfarrers Ferdinand Ludwig Frege | 29. Apr. 1884                        | Die Hedwigstraße führt von der Hauptstraße in Friedenau bis zur Sponholzstraße in Schöneberg. Das 1888 errichtete Landhaus in der Nr. 8 ist denkmalgeschützt. In der Hedwigstraße 13 befindet sich das Kinderhaus Friedenau als integrative Kindertagesstätte. | Hedwigstraße in Höhe der Wielandstraße |
| Heilbronner Straße (Lage)                | 0500                       | Heilbronn, Stadt in Baden-Württemberg | 1902                                 | Die Straße liegt im Bayerischen Viertel und führt von der Hohenstaufenstraße bis zur Rosenheimer Straße. Der erste Planname war Straße 17b. Die Kirche zum Heilsbronnen und Teile des Miethauses Nr. 3/3a aus dem Jahr 1904 sind denkmalgeschützt. | Heilbronner Straße |
| Helmstraße (Lage)                        | 0140                       | Zum Helm, ehemaliges Ausflugslokal im Bereich der Straße | 1. März 1881                         | Die Straße liegt zwischen Hauptstraße und Crellestraße. Sie wurde durch die Baugesellschaft von Gustav Erdmann 1892 auf eigene Kosten angelegt, um weiteres Baugebiet in Neu-Schöneberg zu erschließen und ist eine Wohnstraße mit guter Altbausubstanz. Die Straße endet an der Crellestraße für Autos als Sackgasse mit einer Fußgängerverbindung zum S-Bahnhof Julius-Leber-Brücke. | Helmstraße |
| Herbertstraße (Lage)                     | 0140                       | Herbert Baumann, Sohn des Bankdirektors Robert Baumann | 1. März 1888                         | Die Herbertstraße führt von der Kolonnenstraße über die Feurigstraße hinweg und wird nach ca. 100 Metern zur Ebersstraße. Zuvor waren es die Planstraßen Straße 61 und Straße 62 sowie der Weg hinter den Dorfgärten. Sie wurden mehrfach neu trassiert, wobei einzelne Abschnitte zu anderen Straßen kamen. Die Namensgebung erfolgte auf Wunsch des Bodenbesitzers Baumann, der der Gemeinde Schöneberg die Fläche für die Straße kostenlos zur Verfügung stellte, er wollte damit an seinen früh verstorbenen Sohn erinnern. An der ruhigen Wohnstraße stehen überwiegend Altbauten. An der Ecke zur Feurigstraße gibt es einen Spielplatz, ein Fußgängerübergang über die Bahnlinie an der Ebersstraße führt zum Cheruskerpark. | Herbertstraße |
| Hertha-Block-Promenade (Lage)            | 0180                       | Hertha Block, Bibliothekarin und Widerstandskämpferin gegen das NS-Regime, die im nahe gelegenen SA-Gefängnis Papestraße inhaftiert war                                                                   | 8. Nov. 2012                         | Die Hertha-Block-Promenade verbindet die Ortsteile Tempelhof und Schöneberg, sie gliedert sich in drei Abschnitte: von der Gontermannstraße zum Alfred-Lion-Steg über die Bahntrasse und von dort zur Schöneberger Insel bis zum Leuthener Platz. Sie ist Teil des neu entstandenen Ost-West-Grünzugs, der am 8. November 2012 im Beisein des damaligen Senators für Stadtentwicklung und Umwelt, Michael Müller, und der Bezirksbürgermeisterin von Tempelhof-Schöneberg, Angelika Schöttler, der Öffentlichkeit übergeben wurde. Durch die Promenade wurde eine grüne Fußgängerverbindung über den Parkring zur Tempelhofer Freiheit geschaffen. | Hertha-Block-Promenade |
| Hewaldstraße (Lage)                      | 0180                       | Hewald, Name einer alten Schöneberger Bauernfamilie | 17. Feb. 1911                        | Die Hewaldstraße führt von der Fritz-Elsas-Straße zur Heylstraße. Der erste Planname war Straße W. Das Mietshausensemble Nr. 2–10 ist ein gelistetes Baudenkmal. | Hewaldstraße Haus aus der Gründerzeit |
| Heylstraße (Lage)                        | 0390                       | Fritz Heyl (1833–1908), Kommunalpolitiker in Schöneberg | 28. Dez. 1899                        | Die Heylstraße führt von der Erfurter Straße zur Koburger Straße. Nach dem Hobrecht-Plan war sie zunächst die Straße 92. Mehrere Mietshäuser aus den 1910er Jahren sind denkmalgeschützt. Im Haus Heylstraße 29 wohnte einige Jahre die Schauspielerin Inge Meysel. Die Berliner Verwaltung ließ am 10. Juli 2014 eine entsprechende Gedenktafel anbringen. An der ruhigen Wohnstraße stehen überwiegend Alt- und Nachkriegsbauten. | Heylstraße |
| Hildegard-Knef-Platz (Lage)              | 0140 × 90 (Fünfecksform)   | Hildegard Knef (1925–2002), Schauspielerin und Sängerin | 17. Dez. 2007                        | Der Platz bildet den westlichen Vorplatz des in den 2000er Jahren neu erbauten Bahnhofs Südkreuz. Der schmucklose Platz dient als Bus- und Taxihalteplatz für Bahnreisende, hier bindet der Nord-Süd-Weg an. | Hildegard-Knef-Platz vor dem Bahnhof Südkreuz                                                                                                 |
| Hochkirchstraße (Lage)                   | 0290                       | Hochkirch, Ort in Sachsen, Schauplatz einer Schlacht im Siebenjährigen Krieg | 1912                                 | Die Hochkirchstraße führt von der Großgörschenstraße zur Monumentenstraße in Nord-Süd-Richtung. Die dicht mit überwiegend historischen Gebäuden bebaute Wohnstraße besitzt über den Bautzener Platz eine Fußgängerverbindung zur Bautzener Straße. | Hochkirchstraße |
| Hohenfriedbergstraße (Lage)              | 0340                       | Hohenfried(e)berg, Ort in Schlesien, Schauplatz einer Schlacht im Zweiten Schlesischen Krieg | 14. Juni 1893                        | Die Straße führt von der Monumentenstraße zur Kolonnenstraße. Die ruhige Wohnstraße besitzt beiderseits Alt- und Nachkriegsbauten sowie einige Neubauten. Um die Straße vom Durchgangsverkehr freizuhalten, sind auf Höhe der Brunhildstraße einige Poller aufgestellt worden. An der Ecke zur Monumentenstraße liegt ein Spielplatz. | Hohenfriedbergstraße |
| Hohenstaufenstraße (Lage)                | 1340                       | Hohenstaufen, deutsches Adelsgeschlecht, dessen Namen sich von der Burg Hohenstaufen ableitet | 15. Juni 1892                        | Die Straße ist Teil der wichtigen Verkehrsachse und im Berliner System als Kategorie II: übergeordnete Straßenverbindung eingetragen. Im Westen schließt die Nachodstraße in Wilmersdorf und im Osten die Pallasstraße an. Die Bezeichnung im Hobrecht-Plan war Abt. IV, Straße 18. Die Mietshäuser Nr. 5, 7 und 62 sind Baudenkmale. | Schule in der Hohenstaufenstraße 47/48 |
| In den Alboingärten (Lage)               | 0350                       | Name einer Neubausiedlung in der Nähe des Alboinplatzes und der Alboinstraße | 21. Nov. 2018                        | Die Privatstraße zweigt von der Bessemerstraße ab. | In den Alboingärten |
| Innsbrucker Platz (Lage)                 | 0110 (Durchmesser)         | Innsbruck, Stadt in Österreich, Landeshauptstadt von Tirol | 14. Sep. 1927                        | Der Innsbrucker Platz wird von einer Brücke der Ringbahn über- sowie von einem Tunnel der Stadtautobahn unterquert. An der Südseite des Platzes liegt der S-Bahnhof Innsbrucker Platz. Der Platz wurde im Zuge der Nordsüdtrasse der Hauptstraße beim Bau der Stadtautobahn komplett umgestaltet. Der Innsbrucker Platz ist Ausfahrt der Stadtautobahn, dabei sind 50 m Straßenland als übergeordnetes und die anderen 110 Meter als regionale Straßen des Berliner Systems verzeichnet. | Innsbrucker Platz |
| Innsbrucker Straße (Lage)                | 1100                       | Innsbruck, Stadt in Österreich, Landeshauptstadt von Tirol | 25. Okt. 1907                        | Die Straße liegt zwischen Bayerischem und Innsbrucker Platz. Die Eisackstraße war bis 1927 Teil der Innsbrucker Straße. Unter der Straße verläuft der Tunnel der U-Bahn-Linie U4. Der Straßenabschnitt durch den Rudolph-Wilde-Park ist nicht mit Kraftfahrzeugen befahrbar, hier liegt der U-Bahnhof Rathaus Schöneberg. Die Straße ohne den nicht benannten Parkanteil ist 940 Meter lang, davon 500 Meter nördlich und 370 Meter südlich vom Park. Die restliche Strecke zum Innsbrucker Platz ist als Parkfläche und mit 70 Metern als Fußweg zur Fußgängerzone um den Innsbrucker Platz ausgestaltet. Das Bürogebäude Nr. 26/27 sowie mehrere Mietshäuser sind denkmalgeschützt. Das Haus Nr. 24 ist das Geburtshaus von Helmut Newton. | Innsbrucker Straße |
| John-F.-Kennedy-Platz (Lage)             | 0140 × 60                  | John F. Kennedy (1917–1963), Präsident der Vereinigten Staaten, hielt an diesem Platz vom Balkon des Rathauses seine Rede mit dem berühmten Satz: „Ich bin ein Berliner“.                                 | 25. Nov. 1963                        | Der Platz liegt an der Martin-Luther-Straße und bildet den Vorplatz des Rathauses Schöneberg. Der vorherige Name von 1911 bis 1963 war Rudolf-Wilde-Platz. Einziger Anlieger des Platzes ist das Rathaus Schöneberg, Sitz der Bezirksverordnetenversammlung von Tempelhof-Schöneberg. Zu Zeiten von West-Berlin lenkte hier der Senat die Geschicke der Stadt. | John F. Kennedy auf dem Schöneberger Rathausplatz                                                                                             |
| Kalckreuthstraße (Lage)                  | 0300                       | Friedrich Adolf von Kalckreuth (1737–1818), preußischer Generalfeldmarschall | 24. Juni 1892                        | Die Straße führt von der Kleiststraße zur Motzstraße. Die Mietshäuser Nr. 7 und 16 sind denkmalgeschützt. Seit 1976 befindet sich hier ein Teil des Landesarchivs Berlin (Kalckreuthstraße 1/2). Bis 1938 gehörte die Straße zur Stadt bzw. zum Bezirk Charlottenburg. | Kalckreuthstraße |
| Karl-Heinrich-Ulrichs-Straße (Lage)      | 0260 (im Ortsteil)         | Karl Heinrich Ulrichs (1825–1895), Vorkämpfer für die rechtliche Gleichstellung von Homosexuellen | 17. Dez. 2013                        | Die Karl-Heinrich-Ulrichs-Straße führt vom Lützowplatz in Tiergarten zum Nollendorfplatz. Bis 1934 war sie Teil der Maaßenstraße. Von 1934 bis 2013 hieß sie Einemstraße. | Karl-Heinrich-Ulrichs-Straße |
| Karl-Schrader-Straße (Lage)              | 0160                       | Karl Schrader (1834–1913), Begründer zahlreicher sozialer Einrichtungen | 28. Okt. 1913                        | Die Karl-Schrader-Straße in guter Wohngegend mit hervorragender Infrastruktur ist die südliche Fortsetzung der Kyffhäuserstraße und führt von der Barbarossastraße zur Schwäbischen Straße. Bis 1913 war die Straße Teil der Kyffhäuserstraße. Das Pestalozzi-Fröbel-Haus, das ehemalige ‚Henriettenheim‘, ist denkmalgeschützt. Ein weiteres ist die Fachoberschule für Gesundheit und Soziales. | Karl-Schrader-Straße |
| Kärntener Straße (Lage)                  | 0420                       | Kärnten, Bundesland in Österreich | 1. Feb. 1963                         | Die Straße zweigt von der Hauptstraße ab, unterquert die Ringbahn und endet schließlich als Sackgasse. An der ruhigen Wohnstraße stehen im nördlichen Teil überwiegend großzügige Altbauten. Der Straßenname von 1899 bis 1963 lautete Maxstraße. Die Mietshäuser Nr. 3, 4 und 8 sind Baudenkmale. | Kärntener Straße · Kärntener Straße mit Kärntens Wappen als Pflasterstein-Gebilde                                                             |
| Katzlerstraße (Lage)                     | 0220                       | Andreas Georg Friedrich von Katzler (auch: Katzeler, 1765–1834), preußischer Militär | 2. Apr. 1891                         | Die Straße führt von der Yorckstraße zur Großgörschenstraße. Sie war die Straße 20 der Abteilung III des Hobrecht-Plans und gehörte bis 1938 zu Kreuzberg. | Katzlerstraße |
| Kauschstraße (Lage)                      | 0210                       | Walther Kausch (1867–1928), Chirurg | 16. Aug. 1928                        | Die Kauschstraße liegt in der Siedlung am Grazer Damm und führt vom Grazer Platz zur Peter-Vischer-Straße. Die Straße wird dominiert von Wohnensembles aus den 1920er und 1930er Jahren. | Kauschstraße |
| Keithstraße (Lage)                       | 0280 (im Ortsteil)         | James Keith (1696–1758), preußischer General | 26. März 1872                        | Die Keithstraße führt vom Lützowufer in Tiergarten bis zur Kleiststraße. Der Schöneberger Abschnitt südlich der Kurfürstenstraße gehörte bis 1938 zur Stadt bzw. zum Bezirk Charlottenburg, hieß bis März 1939 Lutherstraße und war bis in die 1950er Jahre die gradlinige Fortsetzung der Martin-Luther-Straße. Die Mietshäuser Nr. 12 und 19 sind Baudenkmale. | Keithstraße |
| Kesselsdorfstraße (Lage)                 | 0110                       | Kesselsdorf, Ort in Sachsen, Schauplatz einer Schlacht im Zweiten Schlesischen Krieg | 10. Okt. 1936                        | Die Straße führt von der Kolonnenstraße zur Geßlerstraße. Von 1920 bis 1936 hieß sie Immelmannstraße. An der Ostseite grenzt die Kesselsdorfstraße an das Sportgelände des BSC Kickers 1900. Die westliche Seite besteht aus einer Brachfläche. Früher verlief die Straße von der Monumentenstraße zur Dudenstraße, seither verbindet ein öffentlicher Fußweg ab der Gellertstraße beide Straßen. Der Weg führt an einer Asbestruine vorbei, die 1973 als Schule eröffnet wurde. | Kesselsdorfstraße |
| Kielganstraße (Lage)                     | 0110                       | Georg Friedrich Kielgan (1807–1876), Landbesitzer im Norden von Schöneberg | 6. Juli 1870                         | Die Straße liegt im Kielgan-Viertel und zweigt als Stichstraße von der Kurfürstenstraße ab. Bis 1938 gehörte die Straße zur Stadt bzw. zum Bezirk Charlottenburg. Das Landhaus Nr. 5 ist denkmalgeschützt. | Kielganstraße |
| Kirchbachstraße (Lage)                   | 0160                       | Hugo von Kirchbach (1809–1887), preußischer General der Infanterie | 18. Nov. 1874                        | Im Hobrecht-Plan als Straße L, Abt. III bezeichnet, führt die Straße von der Alvenslebenstraße zu Goebenstraße. Auf der Parzelle Kirchbachstraße 1/2 entstand im Jahr 2013 ein gesondertes City-Parkhaus. | Kirchbachstraße |
| Kleiststraße (Lage)                      | 0580                       | Friedrich von Kleist (1762–1823), preußischer Generalfeldmarschall | 31. Okt. 1864                        | Die Straße ist Teil des „Generalszugs“ und liegt zwischen Wittenberg- und Nollendorfplatz. Bis 1938 gehörte die Straße zur Stadt bzw. zum Bezirk Charlottenburg. Die Fahrbahnen der Kleiststraße sind im Verkehrsnetz Berlins kategorisiert: 650 Meter als übergeordnete und 180 Meter als regionale Straßenverbindung. Unter der Kleiststraße verläuft der Tunnel der U-Bahn-Linien U1, U2 und U3. Am östlichen Ende der Kleiststraße verlässt die Linie U2 den Tunnel und wird auf einem Hochbahnviadukt weitergeführt. Bis 1964 führte auch eine Linie der Berliner Straßenbahn durch die Straße. Das aus den 1950er Jahren stammende Geschäftshaus Nr. 23–26 ist ein gelistetes Baudenkmal. | Kleiststraße |
| Klixstraße (Lage)                        | 0120                       | Gustav Adolf Klix, (1822–1891), Provinzialschulrat | 26. Juli 1897                        | Im Bebauungsplan als Straße 4 bezeichnet, führt die Straße von der Grunewaldstraße zur Apostel-Paulus-Straße. Die Mietshäuser Nr. 2 und 3 stehen unter Denkmalschutz. | Klixstraße |
| Knausstraße (Lage)                       | 0170 (im Ortsteil)         | Ludwig Knaus (1829–1910), Maler | 12. Jan. 1892                        | Die Knausstraße verbindet die aus Friedenau kommende Saarstraße mit der Thorwaldsenstraße. Das Straßenland und die westliche Straßenseite liegen in Steglitz. | Knausstraße |
| Koburger Straße (Lage)                   | 0210                       | Coburg, Stadt in Bayern | 21. Apr. 1894                        | Die Straße führt von der Fritz-Elsas-Straße zur Hauptstraße. An der ruhigen Wohnstraße stehen überwiegend Altbauten, deren Kriegslücken mit einigen Nachkriegs- und Neubauten gefüllt wurden. An der Fritz-Elsas-Straße endet die Koburger Straße für Autos als Sackgasse, Fußgänger und Radfahrer kommen weiter. Der Straßenname geht auf eine vor 1920 häufig verwendete historische Schreibweise für die Stadt in Bayern zurück. Erst ein Erlass der Regierung von Oberfranken vom 30. Oktober 1920 legte für die Stadt die Schreibweise Coburg verbindlich fest. | Koburger Straße |
| Kolonnenstraße (Lage)                    | 0960                       | Anmarschweg des preußischen Militärs zum Tempelhofer Feld | um 1860                              | Eine breite verkehrsreiche Durchgangsstraße mit Wohn- und Geschäftshäusern. Die Kolonnenstraße zweigt am Richard-von-Weizsäcker-Platz von der Hauptstraße ab, überquert auf der Julius-Leber-Brücke und der Kolonnenbrücke zwei Bahntrassen und geht dann auf Kreuzberger Gebiet in die Dudenstraße über. Baudenkmale sind unter anderem der Alte Zwölf-Apostel-Kirchhof, die St. Elisabeth-Kirche, das ehemalige Kaufhaus Lesser (Nr. 10/11) und das Robert-Blum-Gymnasium (Nr. 21–23). 2008 wurde an der Kolonnenstraße der neue S-Bahnhof Julius-Leber-Brücke eröffnet. Bis 1964 führte eine Linie der Berliner Straßenbahn durch die Kolonnenstraße. | Kolonnenstraße an der Julius-Leber-Brücke · Kolonnenstraße                                                                                    |
| Kufsteiner Straße (Lage)                 | 0820                       | Kufstein, Stadt in Tirol | 15. Juni 1906                        | Die Straße liegt zwischen Grunewald- und Freiherr-vom-Stein-Straße (über die Badensche Straße hinweg) sowie südlich durch den Rudolph-Wilde-Park getrennt zwischen Wexstraße und Fritz-Elsas-Straße (Hans-Rosenthal-Platz). Die westlichen Grundstücke und das Straßenland gehören zu Wilmersdorf, sämtliche Straßenkreuzung eingeschlossen der Hans-Rosenthal-Platz liegen nicht in Schöneberg. Zahlreiche Mietshäuser auf der Schöneberger Seite sind denkmalgeschützt. Zu Schöneberg gehören die (ungerade nummerierten und mit Kufsteiner Straße adressierten) Grundstücke 1–19 und 39–59 (Wohnhäuser, 11/13 mündet die Bozener Straße), 21/25 und 27/33 (Hochschule für Wirtschaft und Recht), 71/79 (Zollamt). Gleichfalls ist der Parkweg im Zuge der verkehrsberuhigten Zone der Kufsteiner Straße die Bezirksgrenze Tempelhof-Schöneberg/Charlottenburg-Wilmersdorf, nur östlich des Wegs (Rudolf-Wilde-Park) befindet sich Schöneberg. Die Straße mit beiden Gehwegen in Wilmersdorf ist durchgängig mit Bäumen bepflanzt. | Kufsteiner Straße |
| Kulmer Straße (Lage)                     | 0430                       | Kulm, Stadt in Böhmen, Schauplatz einer Schlacht in den Befreiungskriegen | 27. Nov. 1864                        | Die Kulmer Straße führt vom Dennewitzplatz bis zur Großgörschenstraße. Ihre zum größten Teil aus den 1880er Jahren stammenden Mietshäuser sind fast alle denkmalgeschützt. Die Straße gehörte vor 1920 zur Schöneberger Vorstadt der Stadt Berlin und anschließend bis 1938 zum Bezirk Tiergarten. | Kulmer Straße |
| Kurfürstenstraße (Lage)                  | 2000                       | Kurfürsten, Reichsfürsten, die zur Wahl des römisch-deutschen Königs berechtigt waren | 1. Sep. 1863                         | Die Straße liegt entlang der nördlichen Ortsteilgrenze zwischen Nürnberger Straße und Dennewitzstraße. Die nördliche Straßenseite und das Straßenland gehören zu in Tiergarten und liegen jenseits der Bezirksgrenze zu Mitte. Das Gebäude der Hochschule für Technik, das Landhaus Nr. 132 sowie die Mietshäuser Nr. 153, 154 und 167 sind Baudenkmale. Zwischen Goebenstraße und Großgörschenstraße ist die Kulmer Straße eine ruhige Wohnstraße, die überwiegend mit Wohnhäusern aus der Gründerzeit bebaut ist. Nördlich der Goebenstraße stehen Bauten aus den 1960er und 1970er Jahren. In diesem Bereich ist die Verkehrsbelastung der Straße sehr hoch. Die Straße endet am Dennewitzplatz und der Lutherkirche. Im südlichen Straßenbereich wird der Autoverkehr an der Großgörschenstraße abgeleitet, sodass sie lediglich weiter zur Mansteinstraße fahren können. Durch diese Verkehrsführung wird der Durchgangsverkehr ferngehalten. | Kurfürstenstraße |
| Kurmärkische Straße (Lage)               | 0130                       | Kurmark, historischer Teil der Mark Brandenburg westlich der Oder | 18. Sep. 1934                        | Die Straße führt von der Straße An der Apostelkirche zur Frobenstraße. Durch die Umbenennung erhielt die zuvor „An der Apostelkirche 8“ residierende Gauleitung „Kurmark“ der NSDAP die repräsentative Adresse „Kurmärkische Straße 1“, was die Änderung motiviert haben dürfte. Die Mietshäuser Nr. 11 und 13 sind denkmalgeschützt. | Kurmärkische Straße |
| Kyffhäuserstraße (Lage)                  | 0310                       | Kyffhäuser, Mittelgebirge südöstlich des Harzes | 15. Juni 1892                        | Die Kyffhäuserstraße führt von der Hohenstaufenstraße bis zur Barbarossastraße. Bis 1913 war auch die heutige Karl-Schrader-Straße Teil der Kyffhäuserstraße. Die Mietshäuser Nr. 9, 10 und 11 sowie das ehemalige Schulgebäude Nr. 23 stehen unter Denkmalschutz. Eine ruhige Wohnstraße mit guter Altbausubstanz und Infrastruktur. Die Bezeichnung im Hobrecht-Plan war Abt. IV Straße M. | Kyffhäuserstraße |
| Landshuter Straße (Lage)                 | 0510                       | Landshut, Stadt in Bayern | 1902                                 | Die Landshuter Straße liegt im Bayerischen Viertel und führt von der Hohenstaufenstraße bis zum Bayerischen Platz. Das Mietshaus Nr. 15 ist denkmalgeschützt. | Landshuter Straße |
| Langenscheidtstraße (Lage)               | 0310                       | Gustav Langenscheidt (1832–1895), Verleger | 9. Sep. 1931                         | Die Straße zweigt von der Hauptstraße ab und führt bis zur Langenscheidtbrücke, die über die Ringbahn führt. Anschließend setzt sich die Straße in der Monumentenstraße fort. Der Langenscheidt Verlag hatte in unmittelbarer Nähe in der Crellestraße sein Verlagshaus. Bis 1931 hieß die Straße Stubenrauchstraße. Die Mietshäuser Nr. 1 und 12 sind denkmalgeschützt. Die Wohnstraße hat gute Altbausubstanz. An der Kreuzung mit der Crellestraße steht die Stahlskulptur „Bahndamm“ von Georg-Seibert. | Langenscheidtstraße |
| Leberstraße (Lage)                       | 0730                       | Julius Leber (1891–1945), Politiker und Widerstandskämpfer | 31. Juli 1947                        | Die Leberstraße führt von der Kolonnenstraße durch die Schöneberger Insel bis zur Torgauer Straße. Von 1871 bis 1937 hieß sie Sedanstraße und von 1937 bis 1947 Franz-Kopp-Straße. Marlene Dietrich wurde in der Leberstraße geboren und Hildegard Knef lebte zeitweise in der Straße. Die Mietshäuser Nr. 1, 3, 13, 18 und 32 sind gelistete Baudenkmale. In der Leberstraße ist Marlene Dietrich geboren und Hildegard Knef hat ihre ersten fünf Lebensjahre hier verbracht. Bis 1964 führte eine Linie der Berliner Straßenbahn durch die Straße. In der ruhigen Wohnstraße liegen Altbauten und einige Gewerbe sowie Cafés. An der Straße liegen der Nord-Süd-Weg und der Innere Parkring. | Leberstraße |
| Leuthener Platz (Lage)                   | 0050 × 50                  | Leuthen, Ort in Schlesien, Schauplatz einer Schlacht im Siebenjährigen Krieg | 3. Apr. 1930                         | Der Leuthener Platz liegt auf der Schöneberger Insel am östlichen Ende der Leuthener Straße zwischen der Gustav-Müller-Straße und der Naumannstraße. Auf dem Platz steht eine denkmalgeschützte Bedürfnisanstalt („Café Achteck“). | Leuthener Platz |
| Leuthener Straße (Lage)                  | 0300                       | Leuthen, Ort in Schlesien, Schauplatz einer Schlacht im Siebenjährigen Krieg | 14. Juni 1893                        | Die Leuthener Straße (Erstschreibung laut Adressbuch Leuthenstraße) ist eine ruhige Wohnstraße mit Altbauten auf der Schöneberger Insel von der Cheruskerstraße zur Gustav-Müller-Straße. Nach Osten führt die Hertha-Block-Promenade über den Alfons-Lion-Steg nach Tempelhof an die Gontermannstraße weiter. Mit dem Abriss von Gewerbebaracken für die Promenade wurden die östlichen 100 Meter abgelöst. Am Leuthener Platz verengt sich die Fahrbahn und ist Einbahnstraße in östlicher Richtung. Die Straße führt den Nord-Süd-Weg und den Inneren Parkring. | Leuthener Straße |
| Lietzenburger Straße (Lage)              | 0550 (im Ortsteil)         | „Lietzenburg“, ursprüngliche Bezeichnung des Schlosses Charlottenburg | 1. Sep. 1963                         | Die Lietzenburger Straße wurde als Umfahrung der City West ausgebaut und entlastet den parallel verlaufenden Straßenzug Kurfürstendamm–Tauentzienstraße–Kleiststraße. Zu Schöneberg gehört der zweibahnige Abschnitt zwischen Passauer und der Einmündung Martin-Luther-/Kleiststraße in die Nordsüdtrasse. Der Schöneberger Abschnitt wurde in den 1950er Jahren auf kriegszerstörtem Gelände quer zum historischen Straßenraster angelegt und bis 1963 Südtangente genannt. Der westliche Abschnitt der Straße existiert bereits seit dem 19. Jahrhundert und liegt in Wilmersdorf sowie Charlottenburg. Die Straße besitzt zwei Fahrbahnen mit bis zu je fünf Fahrspuren und einem 3 bis 30 Meter breiten grünen Mittelstreifen. | Lietzenburger Straße |
| Lindauer Straße (Lage)                   | 0160                       | Lindau, Stadt in Bayern | 1903                                 | Die Lindauer Straße führt von der Hohenstaufenstraße zur Eisenacher Straße. Am Haus Lindauer Straße 8 weihte die Bezirksbürgermeisterin Angelika Schöttler am 15. April 2013 eine Gedenktafel für den Schriftsteller Franz Hessel ein, der hier gewohnt hatte. Hessel schrieb vor allem Feuilletons über Berlin und wurde 1941 Opfer des Nationalsozialismus. | Lindauer Straße |
| Lotte-Laserstein-Straße (Lage)           | 0160                       | Lotte Laserstein (1898–1993), Malerin | 24. Juli 2007                        | Die Straße ist unbewohnt, zweigt vom Sachsendamm ab und ist die Zufahrt zum Parkhaus des Bahnhofs Südkreuz. Bis zum Bau des Bahnhofs verlief hier das südliche Ende der Naumannstraße. In der Wendeschleife können Bahnreisende umsteigen und es gibt einen direkten Zugang, der zum Nord-Süd-Weg gehört, von der Straße zum Hans-Baluschek-Park, der über die Fußgängerbrücke am Sachsendamm und die A 100 führt. | Lotte-Laserstein-Straße |
| Luitpoldstraße (Lage)                    | 0630 (400 + 230)           | Luitpold von Bayern (1821–1912), Prinzregent des Königreichs Bayern | 10. Juni 1897                        | Die Luitpoldstraße führte ursprünglich von der Münchener Straße durchgehend bis zur Habsburgerstraße. Das Gelände der Werbellinsee-Grundschule teilt die Straße mittlerweile in zwei getrennte Äste. Die Mietshäuser Nr. 3, 5, 6, 26 und 47 sind gelistete Baudenkmale. Im Haus Luitpoldstraße 11, das im Zweiten Weltkrieg zerstört wurde, verbrachte der Schriftsteller Hans Fallada seine Kinderjahre. | Luitpoldstraße |
| Maaßenstraße (Lage)                      | 0200                       | Karl Georg Maaßen (1769–1834), preußischer Politiker | 6. Juli 1870                         | Die Maaßenstraße führt vom Nollendorfplatz zum Winterfeldtplatz, eine verkehrsreiche Straße mit vielen Kneipen in guter Innenstadtlage. Bis 1934 war auch die Einemstraße Teil der Maaßenstraße. Das Mietshaus Nr. 7 ist denkmalgeschützt. Nach dem Willen der Berliner Senatsverwaltung für Verkehr war diese Straße im Jahr 2014 Testfeld für einen gemischten Verkehr: Hier sind alle Teilnehmer, also Fußgänger, Radfahrer und Autofahrer gleichberechtigt. | Ecke Maaßen- und Nollendorfstraße · Begegnungszone                                                                                            |
| Magirusstraße (Lage)                     | 0200                       | Magirus, ehemaliger Fahrzeughersteller | 10. Apr. 1931                        | Im Bebauungsplan vorgesehen als Straße 4 befindet sie sich im Schöneberger Industriegebiet. Sie verbindet die Bessemerstraße mit der Alboinstraße. Die Adressbücher weisen sie bis 1943 noch als „unbebaut“ aus. An die südliche Seite der kurzen Straße grenzen die Gebäude des TÜV-Rheinland. während auf der Nordseite einige alte Industriegebäude stehen. | Magirusstraße |
| Maienstraße (Lage)                       | 0120                       | Maien, alter Begriff für Zweige oder Bäumchen | 6. Juli 1870                         | Die Maienstraße geht als Stichstraße von der Karl-Heinrich-Ulrichs-Straße ab und gehört zum Kielgan-Viertel. Bis 1938 gehörte die Straße zur Stadt bzw. zum Bezirk Charlottenburg. Die beiden Villen Maienstraße 3 und 4 (Villa von Friedrich Luft) sind Baudenkmale. | Maienstraße |
| Mansteinstraße (Lage)                    | 0190                       | Gustav von Manstein (1805–1877), preußischer General | 18. Nov. 1874                        | Die Straße liegt zwischen Goebenstraße und Großgörschenstraße. Das Mietshaus Nr. 4, in dem sich auch die Traditionsgaststätte Leydicke befindet, ist denkmalgeschützt. An der ruhigen Wohnstraße stehen überwiegend Wohnhäuser aus der Gründerzeit mit einigen Gewerbeeinheiten. An der Ecke zwischen Crellestraße und Großgörschenstraße gibt es einen Wochenmarkt. An der Straße liegt der Nord-Süd-Weg | Mansteinstraße |
| Martin-Luther-Straße (Lage)              | 2470                       | Martin Luther (1483–1546), Theologe und Kirchenreformator | 28. Dez. 1899                        | Die Straße ist eine wichtige innerstädtische Nord-Süd-Verbindung und führt von der Kleiststraße bis zur Hauptstraße kurz vor dem Innsbrucker Platz. Der Abschnitt südlich der Motzstraße hieß von 1884 bis 1893 Rostocker Straße und von 1893 bis 1899 Heinrich-Kiepert-Straße. Der Abschnitt nördlich der Motzstraße gehörte bis 1938 zur Stadt bzw. zum Bezirk Charlottenburg und hieß bis 1963 Lutherstraße. Mehrere Gebäude sind denkmalgeschützt. Bis 1964 führte eine Linie der Berliner Straßenbahn durch die Straße. 1870 Meter der Straße gehören zum übergeordneten Straßensystem im Straßenzug An der Urania (nordwärts) und Dominicusstraße (südlich zur Stadtautobahn hin), weitere 550 Meter sind regionale Straßen und letztlich sind 50 Meter nicht kategorisierte (Orts-)Straße. Die belebte Straße durchzieht den Ortsteil von Norden nach Süden. Die Bebauung ist sehr vielfältig: Wohn- und Geschäftshäuser, Alt- und Neubauten sowie diverse Verwaltungsgebäude wechseln sich ab. | ML-Straße 115 · Martin-Luther-Straße zum Rathaus Schöneberg hin                                                                               |
| Matthäifriedhofsweg (Lage)               | 0360                       | benachbarter ehemaliger zweiter Friedhof der St. Matthäus-Gemeinde, nunmehr 'Friedhof Priesterweg'. | um 1900                              | Der Weg wird auf 150 Metern amtlich als Privatstraße geführt, die weitere Wegführung (zunächst durch Kleingärten) zum Nord-Süd-Weg und dem Fußgängerübergang auf das Schöneberger Südgelände ist nicht gewidmet. Nach der Anlage des Friedhofs bürgerte sich der Name Matthäifriedhofsweg ein, zeitweise als Matthäuskirchhofweg bezeichnet. In seinem Verlauf war in einem Bebauungsplan von 1909 eine Straße 26, in ähnlichem Verlauf Ende der 1950er Jahre eine Straße 144 geplant. Ende der 1920er Jahre war der Bereich der Straße für den Siedlungsbau trassiert. | Matthäifriedhofsweg |
| Meininger Straße (Lage)                  | 0150                       | Meiningen, Stadt in Thüringen | nach 1899                            | Die Straße führt von der Martin-Luther-Straße zur Gothaer Straße. Im Berliner Adressbuch ist sie erstmals im Jahr 1901 aufgeführt noch ohne Hausnummern, jedoch sind vier Eigentümer mit Neubauten eingetragen. Das Haus Meininger Straße 10 beherbergte früher ein Hostel und war der Gründungssitz der mittlerweile expandierten „Meininger Hotelgruppe“. Nach Schließung des Stammhauses wurde das Gebäude saniert und in ein Wohnhaus umgewandelt, die ehemalige Lobby ist als Bürofläche vermietet. | Meininger Straße |
| Menzelstraße (Lage)                      | 0390                       | Adolph von Menzel (1815–1905), Maler | 12. Jan. 1892                        | Die Straße liegt im Schöneberger ‚Malerviertel‘ und führt von der Rembrandtstraße zur Peter-Vischer-Straße. Die Mietshäuser Nr. 1–3, 29/30 sind denkmalgeschützt. Die Wohnstraße ist mit Altbauten aus der Kaiserzeit bebaut. | Menzelstraße |
| Meraner Straße (Lage)                    | 0620                       | Meran, Stadt in Südtirol | 1908                                 | Die Straße führt vom Bayerischen Platz bis zur Freiherr-vom-Stein-Straße. | Meraner Straße |
| Merseburger Straße (Lage)                | 0200                       | Merseburg, Stadt in Sachsen-Anhalt | 14. Juni 1893                        | Die Straße führt von der Apostel-Paulus-Straße zur Belziger Straße. Hier steht das in den 1890er Jahren erbaute und damals Prinz-Heinrich-Gymnasium genannte Schulgebäude (Adresse: Grunewaldstraße). Maurer, Zimmerer und Gastwirte waren erste Grundstückseigentümer und ließen Wohnhäuser errichten. | Merseburger Straße |
| Mettestraße (Lage)                       | 0100                       | Mette, Name einer Schöneberger Bauernfamilie, darunter der Schöneberger Stadtverordnete Gustav Mette (1840–1915)                                                                                          | 17. Sep. 1915                        | Die Mettestraße zweigt als Sackgasse vom Hans-Rosenthal-Platz ab. Von 1911 bis 1915 hieß sie Sternberger Straße. Das Schulgebäude in der Mettestraße 8 von Paul Egeling aus dem Jahr 1908 steht unter Denkmalschutz. In der Straße steht lediglich das Sendehaus von Deutschlandradio, von hier sendete früher der RIAS. | Mettestraße |
| Monumentenstraße (Lage)                  | 0640 (im Ortsteil)         | Nationaldenkmal („Monument“) auf dem Kreuzberg | 9. Jan. 1901                         | Die Straße setzt die Langenscheidtstraße in östliche Richtung fort. Sie überquert auf der Monumentenbrücke ein Bahngelände und verläuft ab dort in Kreuzberg bis zur Katzbachstraße. Im 19. Jahrhundert wurde die Straße Ziegeleiweg genannt. Die Monumentenbrücke und das Mietshaus Nr. 35 sind denkmalgeschützt. Trotz vieler Maßnahmen zur Verkehrsberuhigung ist die Straße stark vom Durchgangsverkehr belastet. Neben Wohnhäusern (überwiegend gute Altbausubstanz) gibt es einige Gewerbehöfe und einen Recyclinghof sowie eine große Sportanlage. Es gibt einen Fußgängerdurchgang zur Kesseldorfstraße. In der Monumentenstraße 9 befindet sich die Scheinbar. | Monumentenstraße |
| Motzstraße (Lage)                        | 1140 (im Ortsteil)         | Friedrich von Motz (1775–1830), preußischer Staatsmann | 6. Juli 1870                         | Die Motzstraße führt vom Nollendorfplatz bis zum Prager Platz. Bis 1934 war auch die Else-Lasker-Schüler-Straße Teil der Motzstraße. Der Abschnitt zwischen dem Nollendorfplatz und der Martin-Luther-Straße war in der Abteilung IV des Hobrecht-Plans die Straße 20 und wurde 1889 in die Motzstraße einbezogen. Das Wilmersdorfer Teilstück zwischen der Grenze zu Schöneberg an der heutigen Bamberger Straße und dem Prager Platz hieß von 1890 bis 1901 Königshofer Straße. Mehrere Mietshäuser sind Baudenkmale. Zwischen dem Nollendorfplatz und dem Viktoria-Luise-Platz verläuft der Tunnel der U-Bahn-Linie U4 unter der Straße. Bis zum Ende des Zweiten Weltkriegs verlief in einem Teil der Motzstraße eine Straßenbahnlinie. Die verschiedenen Abschnitte der Motzstraße haben unterschiedliche Charaktere. Zwischen Nollendorfplatz und Martin-Luther-Straße ist der Mittelpunkt des schwul-lesbischen Lebens in Berlin, jährlich gibt es ein Straßenfest. In der Wohn- und Geschäftsstraße liegen Kneipen und Restaurants sowie Hotels und Hostels und schrille Läden. Westlich der Martin-Luther-Straße gibt es weniger Geschäfte und großzügige Altbauten werden öfter von Neubauten durchsetzt. | Motzstraße nahe Nollendorfplatz |
| Münchener Straße (Lage)                  | 0850                       | München, Landeshauptstadt von Bayern | 1902                                 | Die Straße beginnt am Viktoria-Luise-Platz und führt durch das Bayerische Viertel bis zur Apostel-Paulus-Straße. Die Mietshäuser Nr. 26, 27, 48 und 54 sind denkmalgeschützt. Zwischen dem Viktoria-Luise-Platz und der Rosenheimer Straße verläuft der Tunnel der U-Bahn-Linie U4 unter der Straße. | Münchener Straße |
| Munsterdamm (Lage)                       | 0220 (im Ortsteil)         | Munster, Stadt in Niedersachsen | 1902                                 | Die Straße liegt zum größten Teil in Steglitz zwischen dem Schöneberger Prellerweg und dem Steglitzer Damm. In Schöneberg befindet sich das an der Nordwestecke zum Prellerweg am Insulaner liegende Grundstück Munsterdamm 90 mit dem Planetarium am Insulaner sowie der Wilhelm-Foerster-Sternwarte (Munsterdamm 86–88). | Munsterdamm |
| Naumannstraße (Lage)                     | 1150                       | Friedrich Naumann (1860–1919), Theologe und Politiker | 9. Aug. 1929                         | Die Naumannstraße ist eine ruhige Wohnstraße mit schönen Altbauten und liegt auf der Schöneberger Insel zwischen Kolonnenstraße und Torgauer Straße. Eine ursprünglich vorhandene südliche Fortsetzung zum Sachsendamm wurde in den 2000er Jahren beim Ausbau des Kreuzungsbahnhof Südkreuz mit dem Hildegard-Knef-Platz und der Lotte-Laserstein-Straße überbaut und (teilweise) in die Wilhelm-Kabus-Straße einbezogen. Bis 1929 hieß der Abschnitt nördlich der Kolonnenstraße Kriemhildstraße und der Abschnitt südlich der Kolonnenstraße Königsweg. An der Straße liegt der Friedhof der Zwölf-Apostel-Gemeinde. 1828 war das große Feld ein Gebiet östlich der Naumannstraße auf dem Schöneberger Bauern Kartoffeln und Getreide anbauten. Auf der östlichen Straßenseite liegen einige Gewerbehöfe und der Alte Zwölf-Apostel-Kirchhof, auf halber Höhe das Privatmuseum West-Alliierte in Berlin in einer Durchfahrt, die die Naumannstraße mit der Wilhelm-Kabus-Straße verbindet. Nördlich vom Leuthener Platz gibt es einen Spielplatz und einen Fußgängerdurchgang zur Gustav-Müller-Straße. | Naumannstraße |
| Neue Kulmer Straße (Lage)                | 0120                       | zur nördlich anschließenden und älteren Kulmer Straße | 9. Juni 1891                         | Die verkehrsberuhigte Wohnstraße mit Altbauten verbindet die Großgörschenstraße mit dem Willmanndamm. Sie ist die Fortsetzung der Kulmer Straße südlich der ehemaligen Grenze zwischen Berlin und Schöneberg, die entlang der Großgörschenstraße verlief. Das Mietshaus Nr. 1 ist ein Baudenkmal. An der Ecke zwischen Crellestraße und Großgörschenstraße gibt es einen Wochenmarkt. | Neue Kulmer Straße |
| Neue Steinmetzstraße (Lage)              | 0100                       | die nördlich anschließende und ältere Steinmetzstraße | 9. Juni 1891                         | Die Straße führt von der Großgörschenstraße zum Willmanndamm. Sie ist die Fortsetzung der Steinmetzstraße südlich der ehemaligen Grenze zwischen Berlin und Schöneberg, die entlang der Großgörschenstraße verlief. Die ruhige Wohnstraße kann von Autos nicht durchgängig befahren werden, es gibt lediglich einige Zufahrten zu den Wohnhäusern. Der größte Teil der Straße wurde zu einem Spielplatz umgebaut. | Neue Steinmetzstraße |
| Nollendorfplatz (Lage)                   | 0160 (Durchmesser)         | Nollendorf, Schauplatz einer Schlacht in den Befreiungskriegen | 31. Okt. 1864                        | Der Platz, in den die Bülowstraße, die Maaßenstraße, die Motzstraße, die Kleiststraße, die Karl-Heinrich-Ulrichs-Straße und die Else-Lasker-Schüler-Straße einmünden, ist Teil des „Generalszugs“. In der Platzmitte befindet sich der Hoch- und Untergrundbahnhof Nollendorfplatz. Die Südseite des Platzes wird dominiert vom Baudenkmal des früheren Neuen Schauspielhauses. | Nollendorfplatz Luftaufnahme |
| Nollendorfstraße (Lage)                  | 0480                       | Nollendorf, Schauplatz einer Schlacht in den Befreiungskriegen | 27. Nov. 1864                        | Die Nollendorfstraße führt von der Eisenacher Straße bis zur Zietenstraße. Ihr östlicher Abschnitt zwischen der Maaßenstraße und der Zietenstraße ist eine Fußgängerzone. Die Mietshäuser Nr. 24, 28 und 37 sind denkmalgeschützt. | Nollendorfstraße |
| Nordmannzeile (Lage)                     | 0150                       | Otto Nordmann (1876–1946), Mediziner und Direktor des Auguste-Viktoria-Krankenhauses in Schöneberg | 27. Juli 1957                        | Die Straße zweigt als Sackgasse vom Vorarlberger Damm ab. Der erste Planname war Stichstraße B. Die Wohnstraße liegt dicht am Autobahnkreuz Schöneberg mit vernehmbaren Grundrauschen. Die Bebauung besteht aus Mehrfamilienhäusern aus den 1970er Jahren. Die Straße endet für Autos als Sackgasse, ein Fußweg führt weiter zur Kleingartenanlage ‚Vorarlberg‘ und zur Fußgängerbrücke über die A 100 zum Sachsendamm. | Nordmannzeile |
| Nordsternplatz* (Lage)                   | 0035 (Durchmesser)         | Nordsternhaus, Verwaltungssitz der ehemaligen Nordstern-Versicherung | 16. Okt. 1914                        | Der Platz liegt an der Einmündung der Salzburger Straße in die Badensche Straße. Im Adressbuch des Jahres 1928 wird nicht das Gebäude, sondern das Grundstück der „Nordstern Allgemeine Versicherungs-G.m.b.H“, als Namensgeber angegeben. Außerdem war der Platz keine offizielle Postadresse, sondern er „geh. zu Badensche Str. 2 und Salzburger Str. 20–25“. Auf der Karte von 1926 ist der Nordsternplatz an der Kreuzung der Martin-Luther-Straße mit der Badenschen / Meininger Straße (West-Ost) und Salzburger/Mühlenstraße (Nordwest-Südost). Dieser Platz am Rathaus Schöneberg wird im Süden ergänzt durch den Rudolph-Wilde-Platz und beide decken sich ungefähr mit dem John-F.-Kennedy-Platz. Der Platz ist noch auf der Karte von 1954 nördlich des Rudolph-Wilde-Platzes eingezeichnet, 1960 ist die Bezeichnung für den nördlichen Teil nicht mehr vorhanden. Durch das am Nordsternhaus an der Seite zur Salzburger Straße hin angebrachte Straßenschild ist der Name jedoch noch im Straßenraum wahrzunehmen. | Nordsternplatz |
| Nordsternstraße (Lage)                   | 0080                       | Nordsternhaus, Verwaltungssitz der ehemaligen Nordstern-Versicherung | 30. Sep. 1927                        | Die Straße führt von der Salzburger Straße zur Badenschen Straße. Die Straße wurde als Privatstraße angelegt, ausdrücklich heißt es im Adressbuch dazu: „keine amtliche Bezeichnung“. Die Parzellen 1–3 befanden sich anfangs im Eigentum der „Deutschen Gesellschaft zur Förderung des Wohnungsbaus“ aus Charlottenburg. | Nordsternhaus, Haupteingang und Westseite |
| Nürnberger Straße (Lage)                 | 0550 (im Ortsteil)         | Nürnberg, Stadt in Bayern | 18. Mai 1876                         | Die Straße verbindet die zu Mitte gehörende Kurfürstenstraße (Olof-Palme-Platz) mit der Schaper-/Geisbergstraße und geht nach Süden in die Spichernstraße über. Zum Ortsteil gehört die westliche Straßenseite zwischen der Kurfürstenstraße und der Augsburger Straße. Die übrigen Teile der Straße liegen in Charlottenburg und Wilmersdorf. Der Gebäudekomplex des Tauentzienpalastes (Nr. 50–56) und das Volkshochschulkolleg (Nr. 63) sind Baudenkmale. 1906 führte die Nürnberger Straße an den Kurfürstendamm, durch die Gestaltung des Breitscheidplatzes in gleicher Trasse zur Budapester Straße aufging. Bis 1938 gehörte die Straße vollständig zur Stadt bzw. zum Bezirk Charlottenburg. | Nürnberger Straße |
| Nymphenburger Straße (Lage)              | 0190                       | Nymphenburg, Schloss in München | 1912                                 | Die Straße führt von der Fritz-Elsas-Straße zur Heylstraße. Das Mietshausensemble Nr. 2, 3, 4, 7, 8 und 9 steht unter Denkmalschutz. | Nymphenburger Straße |
| Otzenstraße (Lage)                       | 0260                       | Johannes Otzen (1839–1911), Architekt | 30. Sep. 1927                        | Die ruhige Wohnstraße führt L-förmig von der Traegerstraße zur Rubensstraße. Alle Mietshäuser der Straße stammen aus den 1920er Jahren und sind gelistete Baudenkmale. | Otzenstraße |
| Overbeckstraße (Lage)                    | 0110                       | Friedrich Overbeck (1789–1869), Maler | 27. März 1939                        | Die Straße, im Schöneberger Bebauungsplan als Straße E vorgesehen, liegt in der „Siedlung am Grazer Damm“ und führt vom Grazer Damm zum Riemenschneiderweg. | Overbeckstraße |
| Pallasstraße (Lage)                      | 0480                       | Peter Simon Pallas (1741–1811), Naturforscher und Geograf | 17. März 1891                        | Der von Osten her kommende Straßenzug Gneisenaustraße – Yorckstraße – Goebenstraße wird ab der Kreuzung Potsdamer Straße zur Pallasstraße, die bis hinter die Matthiaskirche am Winterfeldtplatz führt, wo sie an der Kreuzung Goltzstraße in die Hohenstaufenstraße übergeht. Das Mietshausensemble Pallasstraße 8–12 ist denkmalgeschützt. Bis 1963 führte eine Linie der Straßenbahn durch die Straße. Markantestes Bauwerk ist das Pallasseum, ein Komplex von über 500 Sozialwohnungen aus den 1970er Jahren, der auf dem Areal früheren Sportpalastes entstand und im Volksmund daher „Sozialpalast“ genannt wird. Da der Abriss des im Zweiten Weltkrieg entstandenen Hochbunkers Pallasstraße zu teuer war, wurde ein zwölfgeschossiger Riegel quer über die Straße und den Bunker gebaut. Die Bezeichnung im Hobrecht-Plan war Abt. IV Straße 11. | Pallasseum, Fassade an der Pallasstraße zur Potsdamer Straße                                                                                  |
| Passauer Straße (Lage)                   | 0320                       | Passau, Stadt in Bayern | 24. Juni 1892                        | Die Straße verläuft von der Tauentzienstraße zur Lietzenburger Straße. Hier befindet sich eine Gebäudeseite des KaDeWe. Das Wohn- und Geschäftshaus Nr. 4 ist ein Baudenkmal. Die Straße gehörte bis 1938 zur Stadt bzw. zum Bezirk Charlottenburg. Bis zu ihrer Abtrennung durch den Bau der Lietzenburger Straße im Jahr 1957 war auch die Ettaler Straße Teil der Passauer Straße. | Passauer Straße |
| Penzberger Straße (Lage)                 | 0110                       | Penzberg, Stadt in Bayern | 3. Okt. 1958                         | Die Straße liegt im Bayerischen Viertel und führt von der Münchener zur Berchtesgadener Straße. Sie wurde beim Wiederaufbau in den 1950er Jahren auf kriegszerstörtem Gelände angelegt. | Penzberger Straße |
| Peter-Vischer-Straße (Lage)              | 0620                       | Peter Vischer der Ältere (1455–1529), Bildhauer und Erzgießer | 12. Jan. 1892                        | Die ruhige Wohnstraße mit guter Altbausubstanz führt von der Thorwaldsenstraße zunächst durch das ‚Malerviertel‘ und endet am Riemenschneiderweg in der Siedlung am Grazer Damm. Zahlreiche Mietshäuser in der Straße sind wie die gesamte Siedlung denkmalgeschützt. Zwischen dem Knausplatz und der Rubensstraße stehen noch Häuser aus der Kaiserzeit, bis zu den Kleingärten liegt das denkmalgeschützte Ensemble mit geräumigen Innenhöfe aus den 1920er und 1930er Jahren. Die Straße grenzt an das Auguste-Viktoria-Klinikum. | Peter-Vischer-Straße |
| Pöppelmannstraße (Lage)                  | 0200                       | Matthäus Daniel Pöppelmann (1662–1736), Baumeister | 27. März 1939                        | Die ruhige Wohnstraße, im Schöneberger Bebauungsplan die Straße F, verläuft in der Siedlung am Grazer Damm in Nord-Süd-Richtung von der Begasstraße zum Grazer Platz. Die ehemaligen kommunalen Wohnungen wurden zu Eigentumswohnungen umgewandelt. Auf der Westseite liegt die Peter-Paul-Rubens-Schule. In der Pöppelmannstraße 2 befindet sich die Prignitz-Schule, ein Sonderpädagogisches Förderzentrum und Zentrum zur Förderung der Inklusiven Pädagogik. An der Schulturnhalle, Ecke Rubensstraße, haben Schüler dieser Einrichtung ein Graffito gestaltet, das vier verschiedene Schüler zeigt. | Pöppelmannstraße |
| Potsdamer Straße (Lage)                  | 0950 (im Ortsteil)         | Potsdam, Landeshauptstadt von Brandenburg, in deren Richtung die Straße verläuft | 8. Juli 1831                         | Die Potsdamer Straße ist Teil der Bundesstraße 1, die an der Kurfürstenstraßeden Ortsteil Schöneberg erreicht. An der Grunewaldstraße geht sie in die Hauptstraße über. Der erste Name war Potsdamer Chaussee. Zahlreiche Gebäude, darunter die Königskolonnaden und das Kathreiner-Haus, sind Baudenkmale. Bis 1963 führte eine Linie der Berliner Straßenbahn durch die Straße. Das im Foto gezeigte Verwaltungsgebäude wurde im Auftrag der Reichsautobahn-Bauleitung 1938/1939 errichtet. Im Jahr 1945 zog die Zentrale der BVG hier ein. Seit dem Jahr 2008 befindet sich der Verwaltungssitz der BVG jedoch im Trias-Komplex nahe der Spree. Zwischen dem Heinrich-von-Kleist-Park und der Kurfürstenstraße ist es eine Einkaufsstraße mit bunter Mischung aus Gewerbeeinheiten, Kneipen, Sexshops, Altbauten und sozialem Wohnungsbau. | Ehemalige BVG-Hauptverwaltung Potsdamer Straße 188–192                                                                                        |
| Prellerweg (Lage)                        | 0850                       | Friedrich Preller der Ältere (1804–1878), Maler | 27. März 1939                        | Der Prellerweg führt als Fortsetzung der Steglitzer Bergstraße vom Grazer Damm bis zur Röblingstraße und geht dort in die Arnulfstraße über. Südlich des westlichen Abschnitts der Straße liegt der Trümmerberg Insulaner. Nördlich des östlichen Abschnitts der Straße erstreckt sich auf ehemaligem Bahngelände der Natur-Park Südgelände. Der Prellerweg wird hier von zahlreichen Eisenbahnbrücken überspannt, von denen einige denkmalgeschützt sind. | Prellerweg |
| Priesterweg (Lage)                       | 2020                       | von den Schöneberger Pfarrern benutzter Weg zur Filialkirche in Lankwitz | vor 1800                             | Der Priesterweg liegt geradlinig in Nord-Süd-Richtung zwischen Sachsendamm und Prellerweg. Im Norden als Fahrweg im Sport- und Gewerbegelände nahe Sachsendamm überquert ein Fuß- und Radweg auf der Fußgängerbrücke die Stadtautobahn und ab Vorarlberger Straße (Ecke Matthäifriedhofsweg) als Sackgasse und als zweispurige Straße mit Gehwegen durch das Kleingartengebiet zum Prellerweg. Durch eine Verkehrsbaumaßnahme in der Straße ist auch die Fahrstrecke vom Prellerweg aus eine Sackgasse. Am südlichen Ende des Priesterwegs liegt der S-Bahnhof Priesterweg. Bis 1957 war die südlich anschließende Sembritzkistraße (nach Südende weiter) Teil des Priesterwegs. 1540 sind als Straße gewidmet, die 160 Meter vom Sachsendamm amtlich als Zufahrt geführt. Kurz vor dem S-Bahnhof Priesterweg versperrt eine Schranke Autos die Durchfahrt, sie können nur von Norden oder von Süden in den Priesterweg einfahren und müssen an der Sperre wieder umkehren so bleibt der Priesterweg vom Durchgangsverkehr frei. Für Fußgänger und Radfahrer bildet die Sperre kein Hindernis. Am S-Bahnhof gibt es einen direkten Zugang zum Naturpark Schöneberger Südgelände. Zwischen Sporthalle Schöneberg und einem Möbelhaus erinnert ein Richterturm an den Standort der ehemaligen Radrennbahn. | Priesterweg |
| Prinz-Georg-Straße (Lage)                | 0120                       | Georg von Sachsen (1832–1904), Prinz und späterer König von Sachsen | 24. März 1899                        | Die Straße verbindet die Feurigstraße mit der Ebersstraße. Sie umfasste im Jahr 1904 bereits zehn mit Mehrfamilienhäusern bebaute Parzellen. An der ruhigen Wohnstraße stehen Altbauten und ein großer Wohnblock bis zur Dominicusstraße aus den 1970er Jahren. | Prinz-Georg-Straße |
| Quartiersweg (Lage)                      | 0390                       | Der Name bezieht sich auf das neue Stadtquartier Südkreuz | 20. Jan. 2020                        | Die Straße erschließt in mehreren Ästen den Neubaukomplex Stadtquartier Südkreuz im Entwicklungsgebiet Schöneberger Linse. Ihre Äste führen zur Gotenstraße und zur Ella-Barowsky-Straße. | Quartiersweg |
| Regensburger Straße (Lage)               | 0250 (im Ortsteil)         | Regensburg, Stadt in Bayern | 1902                                 | Die Straße führt von der Bundesallee in Wilmersdorf bis zum Viktoria-Luise-Platz. Bis 1931 hieß sie Lindengasse. Das Mietshaus Nr. 1 ist ein Baudenkmal. | Regensburger Straße |
| Reglinstraße (Lage)                      | 0290                       | Hermann Reglin (1864–1925), Pädagoge und Leiter der Schöneberger Lindenhof-Schule | 9. Sep. 1931                         | Die ruhige Wohnstraße führt mitten durch die Siedlung Lindenhof von der Röblingstraße zur Domnauer Straße. Zahlreiche Siedlungshäuser in der Straße sind denkmalgeschützt. die Siedlung Lindenhof. An der Straße stehen Mehrfamilienhäuser aus den 1920er Jahren. Am Ostende liegt der Friedhof Eythstraße mit dem Klarenpfuhl und ein Areal des bezirklichen Natur- und Grünflächenamtes. Mit dem Lindenhofweiher, einem kleinen Park und großzügigen Grünanlagen zwischen den einzelnen Häusern ist die Wohnlage begehrt. | Reglinstraße |
| Reichartstraße (Lage)                    | 0110                       | Max Reichart († 1922), Baurat und Regierungsrat in der Eisenbahndirektion Berlin | 27. März 1907                        | Die Gewerbestraße an der A 100 ist nur über die Friedrich-Haak-Brücke erreichbar. Gleich hinter der Brücke gibt es einen Zugang zu einem Kleingartengelände, das zur Eisenbahner-Landwirtschaft gehört und nicht öffentlich zugänglich ist. Fußgänger können durch eine Unterführung an der Geneststraße weiter zur Alboinstraße. Die Straße zweigt östlich der Bahnstrecke vom Sachsendamm ab, überquert auf der Friedrich-Haak-Brücke die Stadtautobahn und führt zur rechtwinklig abbiegenden Geneststraße, die am Wendehammer endet. Die beiden Straßen erschließen seit ihrem Anlegen den Winkel am Sachsendamm (vormals: Tempelhofer Verbindungsstraße), den die Nord-Süd-Bahnstrecke und der Abzweig von Süden in die Ringbahn bilden. Durch die Brücke sind nur 60 Meter amtlich als Straße ausgewiesen. Zur Reichartstraße gehört lediglich das Grundstück 2 mit einem Gewerbegebäude. | Reichartstraße |
| Rembrandtstraße (Lage)                   | 0600                       | Rembrandt van Rijn (1606–1669), niederländischer Maler | 12. Jan. 1892                        | Die Straße liegt im ‚Malerviertel‘ und führt von der Rubensstraße zur Knausstraße. Das Mietshaus Nr. 8 ist denkmalgeschützt. Die Rembrandtstraße ist nur auf der Südseite bebaut und von den Häusern bietet sich ein Panorama über die Westtangente (A 103). Direkt hinter der Autobahn folgt die Trasse der S-Bahn-Linie S1. | Rembrandtstraße |
| Richard-von-Weizsäcker-Platz (Lage)      | 0090 × 80× 40              | Richard von Weizsäcker (1920–2015), Regierender Bürgermeister von Berlin und deutscher Bundespräsident | 4. Dez. 2021                         | Am verkehrsreichen Stadtplatz münden Kolonnenstraße, Crellestraße und Akazienstraße in die Hauptstraße. Zwischen 1874 und 1914 stand hier das alte Rathaus Schöneberg. Die Mietshäuser Nr. 4 und 5 sind denkmalgeschützt. Um den Platz gibt es einige Straßencafés und die Kaiser-Wilhelm-Passage. Neben einer Brunnenanlage erinnert auf dem Platz ein Mahnmal an die ehemaligen Konzentrationslager. Der Platz hieß von 1892 bis 2021 Kaiser-Wilhelm-Platz nach Kaiser Wilhelm I. | Ehemaliges Schöneberger Rathaus am damaligen Kaiser-Wilhelm-Platz, um 1895 · Richard-von-Weizsäcker-Platz                                     |
| Riemenschneiderweg (Lage)                | 1170                       | Tilman Riemenschneider (1460–1531), Bildschnitzer und Bildhauer | 27. März 1939                        | Die Straße verläuft am östlichen Rand der Siedlung am Grazer Damm vom Vorarlberger Damm bis zum Prellerweg. Die ruhige Wohnstraße erschließt die denkmalgeschützte Siedlung am Grazer Damm von der Rückseite. Die ehemals kommunalen Wohnungen wurden in Eigentumswohnungen umgewandelt. Die östliche Straßenseite grenzt an eine große Fläche mit mehreren Kleingartenanlagen. An der Ecke mit dem Vorarlberger Damm steht ein Seniorenwohnheim. | Riemenschneiderweg |
| Röblingstraße (Lage)                     | 0590 (im Ortsteil)         | John Augustus Roebling (1806–1869), Ingenieur und Brückenbauer | 12. Juni 1913                        | Die Straße verläuft von der Eythstraße an der Siedlung Lindenhof vorbei bis zur Attilastraße in Tempelhof. Zahlreiche Siedlungshäuser in der Straße sind denkmalgeschützt. Nördlich der Arnulfstraße gehört die Röblingstraße zur Siedlung Lindenhof. Neben einem Wohnblock aus den 1970er Jahren stehen auf der Ostseite Wohnhäuser der Siedlung. Es gibt keinen Durchgangsverkehr, die Westseite grenzt an eine stark befahrene Bahnlinie. Die Straße endet für Autos als Sackgasse an der Eythstraße. Südlich der Arnulfstraße führt die Straße über einen Berg, die Marienhöhe. Die Marienhöhe gehörte früher zu den Rauhen Bergen, nach denen auch die nahe Bergstraße benannt ist. In diesem Straßenabschnitt gibt es starken Durchgangsverkehr. Auf der Westseite gibt es überwiegend Gewerbe und einige Kleingärten. Auf der östlichen Straßenseite liegt der St. Matthias Friedhof und Wohnhäuser der Siedlung Marienhöhe. | Röblingstraße |
| Rosenheimer Straße (Lage)                | 0790                       | Rosenheim, Stadt in Bayern | 13. Nov. 1904                        | Die Straße verbindet die Landshuter mit der Schwäbischen Straße. Die Mietshäuser Nr. 37 und 40 sind denkmalgeschützt. | Rosenheimer Straße |
| Roßbachstraße (Lage)                     | 0070                       | Roßbach, Ort in Sachsen-Anhalt, Schauplatz einer Schlacht im Siebenjährigen Krieg | 14. Juni 1893                        | Die Straße führt auf der Schöneberger Insel von der Gotenstraße zur Cheruskerstraße. Anfangs gab es nur sechs Wohnhäuser, im 21. Jahrhundert umfasst die Straße 20 Nummern, in Hufeisenform vergeben. | Roßbachstraße |
| Rubensstraße (Lage)                      | 1770 + 130                 | Peter Paul Rubens (1577–1640), Maler | 12. Jan. 1892                        | Die Rubensstraße liegt zwischen Haupt- und der Ortsteilgrenze am Nordrand der Thorwaldsenstraße. Die Grundstücke an der Westseite sind gerade, an der Ostseite ungerade nummeriert. Auf dem Verlauf befindet sich die Unterführung durch die Wannseebahn und die parallel verlaufende Westtangente (A 103). Durch Anpassung des Verlaufs an den Verkehrsfluss hat sie an der Ortsteilgrenze zu Friedenau, der Mündung an der Hauptstraße einen Knick nach West zur Trasse der Ringbahn. Hier liegt ein Abschnitt von 130 Metern als Einbahnstraße von der Hauptstraße nach Osten zur Eisackstraße und als Straßenstumpf an die Stadtautobahn vor dem Innsbrucker Platz. Diese Führung war vor dem Bau der Stadtautobahn die Zufahrt zur (durchgehenden) Eisackstraße und den 1. Städtischen Friedhof. Die Bezeichnung im Bebauungsplan war Straße 1, wodurch sich der nahezu gerade Nord-Süd-Verlauf und die Straßenlänge erklärt. Die Trasse findet sich schon auf der Karte. Der nördliche Abschnitt zur Rembrandtstraße hieß bis 1911 Holbeinstraße. Viele Gebäude in der Straße, darunter die Mietshäuser der Siedlung Ceciliengärten und das Auguste-Viktoria-Klinikum, sind denkmalgeschützt. Im Verkehrsnetz Berlins ist sie mit Kategorie IV als ergänzende Hauptstraße geführt, die Seitenstraße im Norden unkategorisiert. Bis 1963 führte eine Linie der Berliner Straßenbahn durch die Straße. Zwischen Vorarlberger Damm und Grazer Platz liegen an der Ostseite mehrere Schulen (63–83), wie die Peter-Paul-Rubens-Schule. Im Süden der Straße (111–123, ungerade) befindet sich das Auguste-Viktoria-Klinikum. Am Grazer Platz liegt die Nathanael-Kirche, auf 47/78 an der Westseite die St.-Konrad-Kirche. Der Zugang zum Bahnhof Friedenau führt über Begasstraße zum Dürerplatz. Das Grundstück 2/12 am Nordende ist unbebaut. Südlich der A 103 trennt die verkehrsreiche Straße das in den 1920er Jahren entstandene denkmalgeschützte Wohngebiet von Gründerzeithäusern auf der Westseite. Der Verlag Pharus-Plan befindet sich im Haus 107. Nördlich der Bahnunterführung teilt die Straße zwei in den 1920er Jahren entstandene denkmalgeschützte Wohngebiete: den Ceciliengärten auf der Westseite und die von den Architekten Mebes und Emmerich geplante Wohnsiedlung auf der Ostseite. | |
| Sachsendamm (Lage)                       | 1600                       | Sachsen, westgermanischer Volksstamm | 27. März 1907                        | Der Sachsendamm bildet die östliche Fortsetzung der Dominicusstraße und setzt sich hinter der Grenze zu Tempelhof als Schöneberger Straße fort. Der westliche Abschnitt zwischen der Dominicusstraße und der Anschlussstelle der Stadtautobahn ist Teil der Bundesstraße 1. An der Straße liegt unter anderem das Sportzentrum Schöneberg. Bis 1962 führte eine Linie der Berliner Straßenbahn durch die Straße. Die laute und verkehrsreiche Hauptverkehrsstraße fungiert als Autobahnzubringer. Es gibt überwiegend Bürobauten und nur wenige Wohnhäuser. Direkt neben der Autobahnauffahrt zum Autobahnkreuz Schöneberg liegt die Schwimmhalle Schöneberg. Kurz zuvor führt die Straße über die Friedrich-Gerlach-Brücke, die ein großes Loch markiert, wo die A 103 ursprünglich zur ehemaligen Mauer am Potsdamer Platz weiterführen sollte, was Bürgerinitiativen in den 1970er Jahren verhinderten. | Sachsendamm nach Sonnenuntergang · Sachsendamm                                                                                                |
| Salzburger Straße (Lage)                 | 0370                       | Salzburg, Stadt in Österreich, Landeshauptstadt des gleichnamigen Bundeslandes | 25. Okt. 1907                        | Die Straße führt vom Bayerischen Platz bis zur Badenschen Straße. Das Mietshausensemble Nr. 1–6 sowie die Mietshäuser Nr. 9 und 13 sind denkmalgeschützt. | Salzburger Straße |
| Schwäbische Straße (Lage)                | 0360 (260 + 100)           | Schwaben, germanischer Volksstamm | 1902                                 | Die früher durchgehende Straße besteht inzwischen aus zwei Abschnitten. Der nördliche Abschnitt führt von der Hohenstaufenstraße zum Barbarossaplatz und der südliche Abschnitt von der Rosenheimer Straße bis zur Grunewaldstraße. Der Abschnitt zwischen dem Barbarossaplatz und der Rosenheimer Straße ist mit dem Alice-Salomon-Park überbaut. Das Mietshaus Nr. 12 ist ein Baudenkmal. Die ruhige Wohnstraße besitzt zur Grunewaldstraße Altbausubstanz und zur Hohenstaufenstraße sozialen Wohnungsbau. Die Straße verläuft als Fußgängerweg durch den Alice-Salomon-Park und hat eine Fußwegeverbindung zur Hohenstaufenstraße. | Schwäbische Straße |
| Schwerinstraße (Lage)                    | 0180                       | Kurt Christoph von Schwerin (1684–1757), preußischer Generalfeldmarschall | 11. Feb. 1874                        | Die Schwerinstraße führt – als Verlängerung der Nollendorfstraße – von der Zietenstraße zur Frobenstraße und ist auf ihrer ganzen Länge eine Fußgängerzone. | Schwerinstraße |
| Sembritzkistraße (Lage)                  | 0200 (im Ortsteil)         | Martin Sembritzki, in den 1920er Jahren Bürgermeister von Lichterfelde | 11. Juli 1957                        | Die Straße zweigt vom Prellerweg ab und führt am Insulaner vorbei. Der südlich folgende Teil der Straße verläuft in Steglitz und ist bebaut. Bis 1957 war der Schöneberger Abschnitt der Sembritzkistraße Teil des Priesterwegs. | Sembritzkistraße |
| Semperstraße (Lage)                      | 0100                       | Gottfried Semper (1803–1879), Architekt | 1914                                 | Die Semperstraße führt von der Sponholzstraße zur Baumeisterstraße. Die Mietshäuser Nr. 1/2 sind denkmalgeschützt. | Semperstraße mit dem Atelierturm der Anlage Ceciliengärten                                                                                    |
| Speyerer Straße (Lage)                   | 0150                       | Speyer, Stadt in Rheinland-Pfalz | 1902                                 | Die Straße führt von der Martin-Luther-Straße zur Barbarossastraße. Bis zum Wiederaufbau des Bayerischen Viertels in den 1950er Jahren führte sie weiter bis zum Bayerischen Platz. | Speyerer Straße |
| Sponholzstraße (Lage)                    | 0570                       | Johann Christian August Sponholz (1827–1907), Unternehmer | 29. Apr. 1884                        | Die Sponholzstraße führt von der Hauptstraße bis zur Bahnhofstraße. Zahlreiche Mietshäuser in der Straße sind Baudenkmale. | Sponholzstraße am Bahnhof Friedenau |
| Starnberger Straße (Lage)                | 0140                       | Starnberg, Stadt in Bayern | vor 1904                             | Die Straße führt vom Knick Lindauer Straße zum Knick Traunsteiner Straße. An beiden Straßenenden bildet ein Baumrondell in Straßenmitte die Begrenzung. Auf der Fläche neben dem Gebäude Starnberger Straße 1 befindet sich ein kommunaler Kleinkinderspielplatz. | Starnberger Straße |
| Steinacher Straße (Lage)                 | 0100                       | Steinach am Brenner, Ort in Tirol | 1911                                 | Die Steinacher Straße geht westwärts von der Innsbrucker Straße als Einbahnstraße in Schlingenform ab. Die ruhige Wohnstraße überwiegend mit Nachkriegsbauten ist für den Straßenverkehr eine 30er-Zone. Am westlichen Bogen gibt es eine Verbindung zur Straße Am Mühlenberg, die jedoch nur für Fußgänger und Radfahrer benutzbar ist. | Steinacher Straße |
| Steinmetzstraße (Lage)                   | 0910                       | Karl Friedrich von Steinmetz (1796–1877), preußischer Generalfeldmarschall | 18. Nov. 1874                        | Die ruhige, zum Teil verkehrsberuhigte Wohnstraße führt von der Kurfürstenstraße bis zur Großgörschenstraße. Zahlreiche aus den 1870er und 1880er Jahren stammende Mietshäuser in der Straße sind denkmalgeschützt. Die Straße gehörte vor 1920 zur Schöneberger Vorstadt der Stadt Berlin und anschließend bis 1938 zum Bezirk Tiergarten. | Steinmetzstraße |
| Sterzinger Straße (Lage)                 | 0060                       | Sterzing, Stadt in Südtirol | vor 1911                             | Die Sterzinger Straße, im Jahr 1911 bereits im Adressbuch aufgenommen (geplant abgehend von der Innsbrucker Straße), war mehr als vierzig Jahre unbebaut. Seit dem Jahr 1912 sollte sie von der Freiherr-vom-Stein-Straße abgehen; ihre endgültige Trassierung nordwestwärts von der Freiherr-vom-Stein-Straße erfolgte wohl erst nach dem Zweiten Weltkrieg, als auch die Bebauung auf der Nordseite begann. Das Nordwestende der Straße ist an der Gabelung mit der Steinacher Straße und Am Mühlenberg erreicht. Im Jahr 2014 sind in dieser Straße 10 Hausnummern vergeben. | Sterzinger Straße |
| Straße 17 (Lage)                         | 0230                       | Nummerierung nach Bebauungsplan | vor 1920                             | Die Straße ist im Adressbuch 1920 erstmals nachgewiesen; sie zweigte als Stichstraße vom Sachsendamm ab und umfasste 11 Hausnummern. Die Friedhofsflächen wurden hier als „Stätteplatz“ bezeichnet. Seit den 1990er Jahren zweigt die Straße 17 als Stichstraße vom Matthäifriedhofsweg ab. | Straße 17 |
| Stübbenstraße (Lage)                     | 0240 (130 + 110)           | Josef Stübben (1845–1936), Architekt | 26. Nov. 1906                        | Die Straße hat einen T-förmigen Verlauf. Ihre drei Äste führen zur Aschaffenburger Straße, zur Bamberger Straße und zur Grunewaldstraße. In der Stübbenstraße 5 lebte der Dramatiker Arno Holz. | Wohnhaus von Arno Holz in der Stübbenstraße 5 · Stübbenstraße                                                                                 |
| Suadicanistraße (Lage)                   | 0080                       | Waldemar Suadicani (1847–1926), Architekt | 27. März 1907                        | Die Suadicanistraße zweigt als kleine Stichstraße vom Sachsendamm ab. Von ihr führt ein Zugang zum Bahnhof Südkreuz. An der kurzen Straße steht nur ein Wohnhaus und die Straße endet als Sackgasse am Bahnhof. | Suadicanistraße |
| Suttnerstraße (Lage)                     | 0180                       | Berta von Suttner (1843–1914), österreichische Pazifistin und Schriftstellerin | 9. Sep. 1931                         | Die verkehrsberuhigte Wohnstraße liegt in der Siedlung Lindenhof und zweigt als Stichstraße von der Reglinstraße ab. An der Straße stehen Mehrfamilienhäuser aus den 1920er und 1960er Jahren und mit dem Lindenweiher, einem kleinen Park und großzügigen Grünanlagen zwischen den einzelnen Häusern ist die Wohnlage begehrt. Vor 1931 hieß sie Krumme Straße. Zahlreiche Siedlungshäuser in der Straße sind denkmalgeschützt. | Suttnerstraße |
| Tauentzienstraße (Lage)                  | 0200 (im Ortsteil)         | Bogislav Friedrich Emanuel von Tauentzien (1760–1824), preußischer General | 31. Okt. 1864                        | Die Tauentzienstraße ist Teil des Generalszugs und eine der wichtigsten Berliner Einkaufsstraßen. Sie bildet die östliche Fortsetzung des Kurfürstendamms und führt vom Breitscheidplatz in Charlottenburg bis zum Wittenbergplatz. Bis 1938 gehörte die Straße zur Stadt bzw. zum Bezirk Charlottenburg. Das bekannteste Gebäude ist das Kaufhaus des Westens (KadeWe). Unter der Straße verläuft der Tunnel der U-Bahn-Linien U1, U2 und U3. Bis 1964 führte eine Linie der Berliner Straßenbahn durch die Straße. | Tauentzienstraße mit Skulptur Berlin und Kaiser-Wilhelm-Gedächtniskirche · KaDeWe                                                             |
| Thorwaldsenstraße (Lage)                 | 0900                       | Bertel Thorvaldsen (1770–1844), dänischer Bildhauer | 15. Nov. 1901                        | Die Straße liegt zwischen Knausstraße und Grazer Damm. Zum Ortsteil gehört die Nordseite 1–16a (fortlaufend). Die südwestliche Straßenseite und das Straßenland liegen in Steglitz. Bis 1963 führte eine Linie der Berliner Straßenbahn durch die Straße. Die verkehrsreiche Durchgangsstraße hat einen breiten Mittelstreifen und zwei Fahrspuren auf jeder Seite, von denen eine als Busspur genutzt wird. Die Bebauung besteht aus einer Mischung von Alt-, Nachkriegs- und Neubauten. | Thorwaldsenstraße |
| Torgauer Straße (Lage)                   | 0730                       | Torgau, Stadt in Sachsen, Schauplatz einer Schlacht im Siebenjährigen Krieg | 14. Juni 1893                        | Die Torgauer Straße verläuft bogenförmig nördlich parallel zur Ringbahn zwischen Sachsendamm und Wilhelm-Kabus-Straße. Nördlich der Straße steht das ehemalige Schöneberger Gaswerk mit dem Gasometer und weiteren Baudenkmalen, auf dem sich der EUREF-Campus befindet. Auf dem Grundstück Nr. 25 steht das nur teilweise original erhaltene Gebäude der ehemaligen Kohlenhandlung von Julius Leber und Annedore Leber, bis 1944 ein Ort des Widerstandes gegen den Nationalsozialismus. Das Bezirksamt plant, den historischen Ort als Gedenkstätte einzurichten. Die komplette Südseite der Straße wurde bis 2012 überwiegend von Autowerkstätten genutzt. Ab 2013 entstand hier der Annedore Leber Park, der am 13. September 2016 seinen Namen erhielt. In diesem Bereich ist die Straße für Radfahrer und Fußgänger reserviert. Die Nordseite grenzt an das ehemalige Gaslager mit dem Gasometer und dem Cheruskerpark. Die nordöstliche Straßenseite besteht aus Altbauten mit Ausblick auf die Ringbahn. | Torgauer Straße · Am EUREF-Campus · Abriss der Autowerkstätten 2012                                                                           |
| Traegerstraße (Lage)                     | 0250                       | Albert Traeger (1830–1912), Mitglied des Reichstages | 29. Apr. 1912                        | Die Straße führt von der Hauptstraße bis zur Eisackstraße. In der Traegerstraße 2 lebte der Musikschriftsteller Arnold Ebel. Mehrere Mietshäuser aus den 1920er Jahren gehören zur Siedlung Ceciliengärten und sind denkmalgeschützt. Die ruhige Wohnstraße besteht aus Wohnblöcken aus den 1920er Jahren. | Gedenktafel für die Anlage der Ceciliengärten in der Traegerstraße                                                                            |
| Traunsteiner Straße (Lage)               | 0160                       | Traunstein, Stadt in Bayern | 1904                                 | Die Straße führt von der Martin-Luther-Straße zur Barbarossastraße. Das Mietshaus Nr. 2 ist ein Baudenkmal. | Traunsteiner Straße |
| Treuchtlinger Straße (Lage)              | 0140                       | Treuchtlingen, Stadt in Bayern | 17. Sep. 1938                        | Die Straße liegt im Bayerischen Viertel und führt von der Barbarossastraße zur Aschaffenburger Straße. Bis 1938 war die Straße der südwärts quer liegende Teil der Haberlandstraße. | Treuchtlinger Straße |
| Viktoria-Luise-Platz (Lage)              | 0100 × 80                  | Viktoria Luise (1892–1980), preußische Prinzessin | 11. Nov. 1899                        | Der ovale Platz wird überwiegend von hochherrschaftlichen Altbauten gesäumt. Der Platz war der Platz Z der Abteilung IV des Hobrecht-Plans und erhielt zum Tag der Einschulung der Prinzessin den Namen Victoria-Luisen-Platz. Bereits im Jahr 1902 ist er als Victoria-Luise-Platz (mit „c“) und ab 1904 als Viktoria-Luise-Platz (mit „k“) im Berliner Adressbuch verzeichnet. Am Viktoria-Luise-Platz treffen auch im 21. Jahrhundert noch die Motzstraße, die Winterfeldtstraße, die Münchener Straße, die Regensburger Straße und die Welserstraße zusammen. Die Gartenanlage in der Platzmitte mitsamt dem gleichnamigen U-Bahnhof sowie mehrere Häuser am Rand des Platzes sind Kulturdenkmale. Seit 1902 befindet sich hier der Lette-Verein. In den Vorgärten der Stadthäuser gibt es Restaurants. Die Wohnungen sind begehrt. Von den Vorderhäusern hat man Blick über den Platz mit seiner großen Fontäne. | Viktoria-Luise-Platz mit Fontäne |
| Vorarlberger Damm (Lage)                 | 1330                       | Vorarlberg, österreichisches Bundesland | 27. März 1939                        | Die Straße führt von der Rubensstraße bis zum Sachsendamm. Mehrere Mietshäuser in der Straße gehören zur Siedlung am Grazer Damm. | Vorarlberger Damm |
| Vorbergstraße (Lage)                     | 0340                       | Max Vorberg (1838–1900), Pfarrer in Schöneberg | 31. Okt. 1902                        | Die Straße führt von der Akazienstraße bis zur Hauptstraße. Die Mietshäuser Nr. 8, 9b, 10 und 10a sind denkmalgeschützt. | Vorbergstraße |
| Voßbergstraße (Lage)                     | 0100                       | Walter Voßberg (1880–1910), Schöneberger Kommunalpolitiker | 17. Feb. 1911                        | Die Straße führt von der Innsbrucker Straße zur Martin-Luther-Straße. Die aus den 1920er Jahren stammenden Mietshäuser Nr. 5, 6 und 7 sind denkmalgeschützt. An der ruhigen Wohnstraße stehen auf der Nordseite überwiegend großzügige Altbauten, während auf der Südseite ein Wohnblock aus den 1920er Jahren steht. | Voßbergstraße |
| Wartburgplatz (Lage)                     | 0120 × 100                 | Wartburg, Burg in Thüringen | um 1899                              | Der Wartburgplatz ist als Parkanlage gestaltet. Er wird von Martin-Luther-, Wartburg- und Gothaer Straße umschlossen und am Nordteil unterbricht er die Durchfahrt für die Apostel-Paulus-Straße. | Wartburgplatz |
| Wartburgstraße (Lage)                    | 0910                       | Wartburg, Burg in Thüringen | um 1899                              | Die Straße führt von der Meraner Straße bis zur Merseburger Straße. Das Gebäudeensemble Nr. 32–37 sowie die Mietshäuser Nr. 3, 4 und 52 sind denkmalgeschützt. | Wartburgstraße |
| Welserstraße (Lage)                      | 0430                       | Welser, Augsburger und Nürnberger Patrizierfamilie | 28. März 1958                        | Die Straße führt von der Lietzenburger Straße zum Viktoria-Luise-Platz. Die Mietshäuser Nr. 5 und 7 sind denkmalgeschützt. Bis zur Abtrennung durch den Bau der Lietzenburger Straße in den 1950er Jahren war der Abschnitt nördlich der Geisbergstraße Teil der Bayreuther Straße, die bis 1938 zur Stadt bzw. zum Bezirk Charlottenburg gehörte. Der Abschnitt zwischen der Geisbergstraße und dem Viktoria-Luise-Platz gehörte seit jeher zu Schöneberg und bildete bis 1958 als Neue Bayreuther Straße die südliche Fortsetzung der Bayreuther Straße. Die Wohnstraße hat teilweise gute Altbausubstanz. An der Lietzenburger Straße endet die Straße für Autos als Sackgasse, in diesem Bereich gibt es zahlreiche Kneipen, in denen sich die Berliner Schwulen-Szene trifft. Es gibt eine Schule und Kindertagesstätten. An der Ecke Geisbergstraße steht das Gebäude einer Musikschule (ehemaliges Postamt 30) mit der Figur des letzten Postillons aus dem Jahr 1925. | Welserstraße |
| Wendlandzeile (Lage)                     | 0160                       | Erich Wendland (1888–1950), Kommunalpolitiker | 27. Juli 1957                        | Die Wendlandzeile zweigt als Stichstraße vom Vorarlberger Damm ab. Sie liegt in der Siedlung der Gemeinnützigen Siedlungs- und Wohnungsbaugesellschaft. Auf dem Haus Wendlandzeile 12 befindet sich ein Richtfunksammler. | Wendlandzeile |
| Werdauer Weg (Lage)                      | 1400 (950 + 450)           | Werdau, Stadt in Sachsen | 18. Apr. 1952                        | Der Werdauer Weg erschließt mit zwei Ästen ein Gewerbegebiet südlich des Sachsendamms nahe Bahnhof Schöneberg und liegt dabei südwestlich parallel an der Bahn. Der erste Planname war Straße 105 (um 1935 so bereits im Berliner Adressbuch aufgenommen). Das S-Bah-Schaltwerk Ebersstraße am Werdauer Weg 5 nach Plänen von Richard Brademann errichtet und die Kapelle des Neuen Zwölf-Apostel-Kirchhofs auf Werdauer Weg 8 sind gelistete Baudenkmale. Die Gewerbegebiete werden durch die Werdauer-Weg-Brücke über die Stadtautobahn und deren Abfahrten verbunden, über die Brücke führt auch das Anschlussgleis für das südliche Gewerbegebiet. Amtlich als Straße vermerkt sind lediglich 120 Meter am Sachsendamm 2–6 (gerade) und 3, sowie 5 (Zwölf-Apostel-Kirchhof), der restliche Abschnitt besitzt den Charakter einer Gewerbe- und Zufahrtsstraße zu den Gebäuden der Grundstücke Werdauer Weg 8–30 (gerade) und 7–39 (ungerade) (Stand: 2013). Die Straße gabelt sich am Neuen Zwölf-Apostel-Kirchhof und endet beim linken Abzweig als Sackgasse an einem Zaun. Der rechte Abzweig führt durch die Gewerbelandschaft. Der Werdauer Weg erschloss das Gelände des jetzt stillgelegten Schöneberger Güterbahnhofs. | Werdauer Weg |
| Westarpstraße (Lage)                     | 0120                       | Kuno von Westarp (1864–1945), Verwaltungsbeamter und Politiker | 27. Juli 1908                        | Die Straße, im Schöneberger Bebauungsplan die Straße 91, liegt im Bayerischen Viertel und führt vom Bayerischen Platz zur Münchener Straße. | Westarpstraße |
| Wexstraße (Lage)                         | 0480 (im Ortsteil)         | Eduard Wex (1827–1902), Bauingenieur | 22. Dez. 1911                        | Die Wexstraße führt vom Bundesplatz in Wilmersdorf bis zum Innsbrucker Platz. Ein Teil der Südseite der Straße liegt in Friedenau. Um 1911 hieß die Wexstraße Ringbahnstraße. Der Schöneberger Teil der Wexstraße fungiert als Autobahnzubringer für die A 100, die direkt an die Straße angrenzt. Der nördliche Teil ist mit Bürogebäuden und einem Hostel bebaut. | Wexstraße |
| Wielandstraße (Lage)                     | 0590                       | Christoph Martin Wieland (1733–1813), Dichter | 29. Apr. 1884                        | Die Straße führt von der Hauptstraße bis zur Wilhelm-Hauff-Straße. Vor der Hausnummer 30/31 liegen (Stand: November 2010) 20 Stolpersteine, die an jüdische Mitbewohner des Mietshauses erinnern. Die Biografien der im Nationalsozialismus deportierten Menschen hat Marianne Pousset, eine Hobby-Historikerin des Hauses, zusammengetragen und die Verlegung der Gedenksteine veranlasst. Das Mietshausensemble Nr. 8–14 ist denkmalgeschützt. Rosa Luxemburg lebte von 1900 bis 1902 in der Wielandstraße 23. Alfred Lion wurde in der Wielandstraße 22 geboren. Eine ruhige Wohnstraße mit herrschaftlichen Villen. | Wielandstraße in Höhe der Hedwigstraße |
| Wilhelm-Hauff-Straße (Lage)              | 0100 (im Ortsteil)         | Wilhelm Hauff (1802–1827), Schriftsteller | 29. Apr. 1884                        | Die Straße führt von der Dickhardtstraße in Friedenau bis zur Wielandstraße. Zuerst hieß die Straße Hauffstraße, bis sie 1909 in Wilhelm-Hauff-Straße umbenannt wurde. Am 1. September 1926 erhielt die Moselstraße in Friedenau ebenfalls den Namen Wilhelm-Hauff-Straße. Lediglich der Teil östlich der Fregestraße gehört zu Schöneberg. Die Villa Wilhelm-Hauff-Straße 10 an der Ecke Wielandstraße, im Jahr 1891 im Eigentum eines Kaufmanns Potters, ist denkmalgeschützt. | Datei:Wilhelm-Hauff-Straße 10 |
| Wilhelm-Kabus-Straße (Lage)              | 01140                      | Wilhelm Kabus (1918–1996), Bürgermeister des Bezirks Schöneberg | 11. Mai 2010                         | Die Straße wurde 2010 zur Entlastung der nahezu parallel verlaufenden Naumannstraße angelegt und als regionale Straßenverbindung eingestuft. Sie führt entlang der Anhalter Bahn und beginnt im Norden an der Kolonnenstraße, durchquert ein Gewerbegebiet, führt am Abzweig der Torgauer Straße vorbei und endet im Süden am Tempelhofer Weg in Höhe des Hildegard-Knef-Platzes, dem westlichen Vorplatz des Bahnhofs Südkreuz. Die Hedwig-Dohm-Straße stellt die weitere Verbindung zum Sachsendamm her. Der Abschnitt zwischen Torgauer Straße und Tempelhofer Weg gehörte ursprünglich zur Naumannstraße, er wurde am 1. November 2012 in die Wilhelm-Kabus-Straße einbezogen. Zur Wilhelm-Kabus-Straße gehören die Grundstücke 1–91 (ungerade) und 4–92 (gerade). An der Ecke zur Kolonnenstraße befinden sich das Deutsche Institut für Bautechnik (Nr. 1–5 / Kolonnenstraße 30b) und die Havelland-Grundschule (Nr. 4 / Kolonnenstraße 30–30a). Die Straße überbrückt im weiteren Verlauf die Hertha-Block-Promenade und unterquert die Ringbahn nordwestlich vom Bahnhof Südkreuz. Es gibt nur ein älteres mehrstöckiges Wohnhaus in der Straße, der Rest besteht aus ehemaligen und neuen Lagerhallen, in denen überwiegend Großhändler tätig sind. Zwischen dem Alfred-Lion-Steg und dem Bahnhof Südkreuz wurde ein neuer Wanderweg (Innerer Parkring und Nord-Süd-Weg) eingerichtet, der nach Norden zur Kolonnenbrücke ausgebaut wird, sodass ein Fußweg parallel zu der stark befahrenen Straße entsteht. | Wilhelm-Kabus-Straße |
| Willmanndamm (Lage)                      | 0310                       | Willmann, Name einer Schöneberger Bauernfamilie | 18. Okt. 1937                        | Die Straße führt von der Langenscheidtstraße zur Neuen Kulmer Straße. Von 1891 bis 1937 hieß sie Kaiser-Friedrich-Straße. Unter dem Willmanndamm verläuft der Tunnel der U-Bahn-Linie U7. Das Mietshausensemble Nr. 6–8 ist ein Baudenkmalskomplex. Der Willmanndamm ist eine relativ ruhige Wohnstraße mit großem Altbaubestand, an der Ecke zwischen Crellestraße und Mansteinstraße gibt es einen Wochenmarkt. Im Haus mit der Nummer 3 erinnert eine Gedenktafel an den Botaniker und Afrikaforscher Georg Schweinfurth, der an diesem Ort gelebt hat. | Willmanndamm |
| Winterfeldtplatz (Lage)                  | 0220 × 70                  | entspricht der vorhandenen Straße | vor 1891                             | Der Platz wird von der Winterfeldtstraße, der Gleditschstraße, der Pallasstraße und der Goltzstraße umschlossen. An der Südseite des Platzes steht die St. Matthias-Kirche, an der eine Verbindungsstraße parallel zur Pallasstraße liegt. Im Jahr seiner Benennung sind im Adressbuch drei Wohnhäuser eingetragen, von denen zwei noch nicht fertiggestellt waren. Auf dem Nordteil des Platzes findet der Wochenmarkt und Flohmarkt statt. Die gute Wohnlage um den Platz und die Umgebung mit zum Teil guter Altbausubstanz machen den Platz begehrt. In der Umgebung gibt es gute Cafés und Antiquariate. Am Platz gibt es eine Grünanlage mit großem Spielplatz und ein Puppentheater. Um den Platz und auf dem Platz hat der Berliner Architekt Baller viele Buzen geschaffen. | Puppentheater „Hans Wurst Nachfahren“ · Winterfeldtmarkt · Spielplatz                                                                         |
| Winterfeldtstraße (Lage)                 | 1270                       | Hans Karl von Winterfeldt (1707–1757), preußischer General | 5. Sep. 1885                         | Die Straße führt vom Viktoria-Luise-Platz bis zur Potsdamer Straße. Der Abschnitt östlich der Maaßenstraße gehörte vor 1920 zur Schöneberger Vorstadt der Stadt Berlin und anschließend bis 1938 zum Bezirk Tiergarten. Der Abschnitt westlich der Maaßenstraße gehörte seit jeher Schöneberg und bildete von 1889 bis 1962 die Neue Winterfeldtstraße. Die Straße besitzt eine innenstädtische Wohnlage mit Anbindung an die West-City, die gute Altbausubstanz bietet eine Mischung aus Kneipen, Straßencafés, Antiquariaten und außergewöhnlichen Geschäften. Mehrere Mietshäuser sowie das von der Reichspost in den 1920er Jahren gebaute Fernamt Berlin (heute Telekom Innovation Arena) sind gelistete Baudenkmale. Der Planungsname im Hobrecht-Plan war Abt. IV Platz C. | Winterfeldtstraße · Fernamt Winterfeldtstraße                                                                                                 |
| Wittenbergplatz (Lage)                   | 0180 × 100                 | Wittenberg, Stadt in Sachsen-Anhalt, Erstürmung durch Graf Tauentzien während der Befreiungskriege | 31. Okt. 1864                        | Der Platz ist Teil des Generalszugs und verbindet die Tauentzienstraße mit der Kleiststraße. In der Platzmitte befindet sich der U-Bahnhof Wittenbergplatz. Bis 1938 gehörte der Platz zur Stadt bzw. zum Bezirk Charlottenburg. | Wittenbergplatz mit U-Bahnhof in West-Ost-Richtung                                                                                            |
| Wormser Straße (Lage)                    | 0060                       | Worms, Stadt in Rheinland-Pfalz | 11. März 1887                        | Die Wormser Straße zweigt als kurze Stichstraße von der Bayreuther Straße ab. Bis zum Bau der Lietzenburger Straße in den 1950er Jahren führte sie bis zur Martin-Luther-Straße. Bis 1938 gehörte die Straße zur Stadt bzw. zum Bezirk Charlottenburg. Das Mietshaus Nr. 4 ist denkmalgeschützt. | Wormser Straße |
| Yorckstraße (Lage)                       | 0660 (im Ortsteil)         | Ludwig Yorck von Wartenburg (1759–1830), preußischer Generalfeldmarschall | 31. Okt. 1864                        | Die Yorckstraße ist ein Teil des „Generalszugs“. Der Schöneberger Abschnitt der Straße unterquert die Yorckbrücken. Hier befinden sich der U-Bahnhof Yorckstraße, die beiden S-Bahnhöfe Yorckstraße und Yorckstraße (Großgörschenstraße) sowie zwei Aufgänge zum Park am Gleisdreieck. Der östliche Abschnitt der Yorckstraße verläuft in Kreuzberg bis zum Mehringdamm. Bis 1963 führte eine Linie der Berliner Straßenbahn durch die Straße. Die Yorckstraße ist eine laute und stark befahrene Hauptverkehrsstraße. An der westlichen Seite der Straße stehen einige Altbauten, im Parterre dieser Häuser gibt es überwiegend Gastronomie. | Die Yorckbrücken |
| Zietenstraße (Lage)                      | 0350                       | Hans Ernst Karl von Zieten (1770–1848), preußischer General | 1. Mai 1883                          | Die Zietenstraße führt von der Straße An der Apostelkirche bis zur Winterfeldtstraße. Die Bezeichnung in der Abteilung IV des Hobrecht-Plans war Straße 10a. Die Mietshäuser Nr. 1/2 sind Baudenkmale. Die weitgehend erhaltene gründerzeitliche Bebauung aus den Jahren 1874 bis 1888 im Bereich rund um die südliche Zietenstraße wurde 2010 mit einer Erhaltungsverordnung geschützt. Das Haus Zietenstraße 22 an der Kreuzung Nollendorfstraße diente von 1987 bis 2004 als Filmkulisse der Fernsehserien Praxis Bülowbogen und Dr. Sommerfeld – Neues vom Bülowbogen. | Zietenstraße |

## Ehemalige Straßen und Plätze
In den älteren Adressbüchern finden sich unter dem Eintrag von Schöneberg mehrere Straßen mit dem Verweis auf den Eintrag unter Berlin-W, da Teile Schönebergs postalisch zu Berliner Postämtern gehörten.
| Name                                            | Namensherkunft                                                                                           | wann benannt                                     | wann umbenannt | umbenannt/einbezogen in                      | Anmerkungen |
| ----------------------------------------------- | --- | ------------------------------------------------ | -------------- | -------------------------------------------- | --- |
| Schöneberg (Alt), seit 1878 auch Alt-Schöneberg | (wohl) der historische Dorfkern                                                                          | um 1875                                          | vor 1880       |                                              | Dieser Straßenname ist in den Adressbüchern ab 1875 ausgewiesen, wobei es sich gemäß dem Adressbuch eher um einen Bereich des vormaligen Ortskern handelte. Es sind zunächst keine Grundstücksnummern angegeben, sondern vier nach den Eigentümern benannte Mehrfamilienhäuser. Zur Lage findet sich später der Hinweis „zunächst der Colonnenstraße“ (Adressbuch 1878). |
| Am Park (Lage)                                  | Stadtpark Schöneberg                                                                                     | 1910                                             | 19. Juli 1954  | → Fritz-Elsas-Straße                         | Ab den 1870er Jahren hieß der Verkehrsweg gemäß Bebauungsplan Straße 58, danach Straße R. |
| Bahnstraße (Lage)                               | Straße entlang der Berlin-Potsdamer Eisenbahn                                                            | um 1840                                          | 27. März 1958  | → Crellestraße                               | Die in Süd-Nord-Richtung geführte Straße gabelte sich an ihrem Nordende in die Culmstraße (heute Kulmer Straße) und die Mansteinstraße. |
| Botanische Garten-Straße (Lage)                 | Botanischer Garten Berlin                                                                                | vor 1874                                         | 27. Aug. 1881  | → Hauptstraße                                | Die Straße bildete die südliche Fortsetzung der Potsdamer Straße bis zum Kaiser-Wilhelm-Platz und wurde 1881 in die Hauptstraße einbezogen. Im Jahr 1875 wies das Adressbuch hier 14 bebaute Grundstücke aus. Erwähnenswert ist der Parzellenbereich 11–14 im Eigentum des Sanitätsrats Dr. Levinstein, auf dem sich das »Maison de Santé« befand, eine Privat-Heil-Anstalt. |
| Einemstraße (Lage)                              | Karl von Einem (1853–1934), preußisch-deutscher Militär und Politiker; politisch umstritten              | 13. Juni 1934                                    | 16. Dez. 2013  | → Karl-Heinrich-Ulrichs-Straße               | Der Teil der Straße im Ortsteil Schöneberg trug seinen Namen zwischen 1934 und 2013. Zuvor hieß sie Maaßenstraße. Eine Wiedereingliederung in die Maaßenstraße wurde vom Amt abgelehnt. Aktionen des Schwulen- und Lesbenverbandes ab dem Jahr 2010 gegen den Straßennamen nach einem NS-hörigen Kriegsminister führten dazu, dass das Bezirksamt den Beschluss zur Umbenennung fasste. |
| Franz-Kopp-Straße (Lage)                        | Franz Kopp (1909–1933), SA-Mann                                                                          | 20. Mai 1937                                     | 30. Juli 1947  | → Leberstraße                                | Franz Kopp war bei einem nächtlichen Streifendienst an der Kreuzung Torgauer Straße/Gotenstraße auf der Roten Insel von Unbekannten niedergeschossen worden und starb kurze Zeit später. In der NS-Zeit wurden berlinweit Straßen nach Anhängern des Nationalsozialismus benannt, die in der Zeit der Weimarer Republik zu Tode kamen. Unmittelbar nach dem Krieg 1945 wurden solche Straßennamen entnazifiziert. Der Namensgeber Kopp wurde ersetzt durch die Rückbenennung in Sedanstraße. Wohl zeitgleich war die Umbenennung in Schuppertstraße angestrebt worden, wie in anderen Fällen handelte es sich bei Schuppert wohl um ein (lokales) Opfer des Nationalsozialismus.. Diese Benennungssituation in der unmittelbaren Nachkriegszeit wurde vom Berliner Magistrat 1947 behoben, vielmehr wurde Julius Leber namensgebend. |
| Friedenauer Straße (Lage)                       | Friedenau, Anfang der 1870er Jahre entstandene Nachbargemeinde von Schöneberg, heute Ortsteil von Berlin | vor 1874                                         | um 1907        | → Hauptstraße                                | Der südliche Teil der Hauptstraße zwischen der Dominicusstraße und der Grenze zu Friedenau hieß ursprünglich Friedenauer Straße. |
| Gartenstraße (Lage)                             | | um 1919                                          | um 1926        | → Arnulfstraße                               | In den 1920er Jahren trug der westliche Teil der heutigen Arnulfstraße den Namen Gartenstraße. |
| Heinrich-Kiepert-Straße (Lage)                  | Heinrich Kiepert (1818–1899), Geograf                                                                    | 14. Juni 1893                                    | 28. Dez. 1899  | → Martin-Luther-Straße                       | Von 1884 bis 1893 war es die Rostocker Straße. Im Jahr 1894 ist die umbenannte Straße im Adressbuch mit folgenden Details zu finden: Lage „an der Mühlenstraße“ und es befindet sich lediglich ein Mehrfamilienhaus hier auf Parzelle 8, das Eigentum der Berliner Rentiere Gebrüder Krüger ist. Das Haus erhielt in späteren Jahren (um 1896) die Nummer 1. Im Jahr 1900 ist der Verlauf dieser Straße zwischen Mühlenstraße/Belziger Straße und Wartburgstraße/Wartburgplatz angegeben. Das eine konkrete Haus trägt nun die Nummer 48/49, weitere Baustellen an der Kreuzung mit der Apostel-Paulus-Straße, der Grunewaldstraße und der Belziger Straße sind vermerkt. |
| Holbeinstraße (Lage)                            | Holbein, Malerfamilie                                                                                    | 1. Dez. 1892                                     | 16. Feb. 1911  | → Rubensstraße, nördlicher Teil              | Die Straße erschloss das Baugebiet der Schöneberger-Friedenauer Terraingesellschaft und verband es mit der Friedenauer Straße südlich der Ringbahn. Weil gleichzeitig weitere Straßen in der Umgebung nach Malern bezeichnet wurden, hieß das neue Wohngebiet bald das „Malerviertel“. |
| Nettelbeckstraße (Lage)                         | Joachim Nettelbeck (1738–1824), Seemann, Schriftsteller, Kaufmann und Volksheld                          | 24. Apr. 1885                                    | 30. Okt. 1962  | → An der Urania                              | Gemäß Bebauungsplan waren es zuerst die Straße 21 und Straße 21a. Bis 1938 gehörte die Nettelbeckstraße zur Stadt bzw. zum Bezirk Charlottenburg. |
| Immelmannstraße (Lage)                          | Max Immelmann (1890–1916), Pilot im Ersten Weltkrieg                                                     | 3. Aug. 1920                                     | 10. Okt. 1936  | → Kesselsdorfstraße                          | Im Jahr der Namensgebung der Straße enthält das Berliner Adressbuch drei noch nicht nummerierte Parzellen, die sich im Eigentum des Fiskus befinden und auf denen ausgewiesen sind: die ehemalige Eisenbahner-Kaserne, ein Wagenpark und ein Fuhrpark einer Kraftverkehrsgesellschaft sowie ein Lagerschuppen. Die Straße verlief zwischen Monumenten- und Kolonnenstraße. |
| Kaiser-Friedrich-Straße (Lage)                  | Friedrich III. (1831–1888), deutscher Kaiser und König von Preußen                                       | 26. Sep. 1891                                    | 7. Okt. 1937   | → Willmanndamm                               | Zuerst Planstraße E, erhielt die Straße den Namen des deutschen Herrschern, wie zahlreiche Straßen in weiteren Berliner Vororten auch. |
| Kaiser-Wilhelm-Platz (Lage)                     | Wilhelm I. (1797–1888), deutscher Kaiser und König von Preußen                                           | 7. Apr. 1892                                     | 4. Dez. 2021   | → Richard-von-Weizsäcker-Platz               | |
| Königsweg (Lage)                                | König, Herrschertitel oder Name des Bodeneigentümers (unklar)                                            | überliefert                                      | 8. Aug. 1929   | → Naumannstraße, südlich der Kolonnenstraße  | Auf alten Flurkarten ist dieser Weg bereits als Königsweg vermerkt, es wird angenommen, dass mit „König“ keine konkrete Person gemeint war. Im 19. Jahrhundert nutzten die Soldaten der Eisenbahn-Kompanie diesen Weg zu ihrem Übungsplatz. Um 1900 kaufte die „Bahnhof-Schöneberg-Bodengesellschaft“ das Terrain und ließ hier neue Bahnanlagen bauen. |
| Kriemhildstraße (Lage)                          | Kriemhild, Figur der Nibelungensage                                                                      | 20. Juni 1902                                    | 8. Aug. 1929   | → Naumannstraße, nördlich der Kolonnenstraße | Zuerst Straße 74 gemäß Bebauungsplan; sie verband die Kolonnenstraße mit der Brunhildstraße im Nachbarortsteil. |
| Krumme Straße (Lage)                            | Form der Trasse                                                                                          | um 1919                                          | 8. Sep. 1931   | → Suttnerstraße                              | Die nicht amtlich bezeichnete Straße war Teil des Straßennetzes für die Siedlung Lindenhof. |
| Lindengasse (Lage)                              | Linden, Baumgattung in der Familie der Malvengewächse                                                    | um 1919                                          | 8. Sep. 1931   | → Reglinstraße                               | Die schmale Straße war Teil eines neuen Straßennetzes zur Erschließung der ab den 1920er Jahren errichteten Siedlung Lindenhof. |
| Lutherstraße (Lage)                             | Martin Luther (1483–1546), Theologe und Kirchenreformator                                                | 1885                                             | 1. März 1963   | → Keithstraße → Martin-Luther-Straße         | Die Lutherstraße umfasste zunächst den Abschnitt der heutigen Keithstraße von der Kurfürstenstraße bis zur Kleiststraße sowie bis 1963 den Abschnitt der heutigen Martin-Luther-Straße von der Kleiststraße bis zur Motzstraße. Am 27. März 1939 wurde im Bezirk Schöneberg der Abschnitt nördlich der Kleiststraße in Keithstraße umbenannt. Der Abschnitt südlich der Kleiststraße wurde 1963 in die Martin-Luther-Straße einbezogen. Bis 1938 gehörte die gesamte Lutherstraße zur Stadt bzw. zum Bezirk Charlottenburg. |
| Mackensenstraße (Lage)                          | August von Mackensen (1849–1945), Landwirt, Offizier im Deutsch-Französischen Krieg                      | 24. Feb. 1934                                    | 2. Juli 1998   | → Else-Lasker-Schüler-Straße                 | Im Jahr 1934 erhielt der Abschnitt der Motzstraße zwischen Nollendorfplatz und Kurfürstenstraße einen neuen Namen, weil eine Straßenseite zu Charlottenburg gehörte. Eine 1945 vorgesehene Rückbenennung in Motzstraße schloss der Magistrat von Berlin jedoch aus. |
| Mariendorfer Weg (Lage)                         | Mariendorf, Richtung                                                                                     | überliefert (14. Jhd.)                           | 1945           | aufgehoben und überbaut                      | Rest eines historischen Wegs von Schöneberg nach Mariendorf, erstmals Anfang des 18. Jhd. auf Karten eingetragen. Er führte vom Tempelhofer Weg, später nur noch vom Sachsendamm, bis zur Trasse der Dresdner und Anhalter Eisenbahn. |
| Marienstraße (Lage)                             | Maria, weiblicher Vorname                                                                                | um 1919                                          | 8. Sep. 1931   | → Harkortstraße                              | (In den Veröffentlichungen des Luisenstädtischen Bildungsvereins gibt es diese Straße nicht in Schöneberg.) Als historische Vorläuferin der Harkortstraße ist die Marienstraße dagegen im Berliner Adressbuch von 1932 enthalten: „Während der Drucklegung geändert in Harkortstraße.“ Sie gehörte zum Straßennetz der Siedlung Lindenhof. |
| Maxstraße (Lage)                                | Max, männlicher Vorname                                                                                  | vor 1892                                         | Februar 1963   | → Kärntener Straße                           | Die Namensherkunft ist nicht genauer bekannt. Die Maxstraße verlief im Jahr 1932 zwischen Hauptstraße und Schöneberger Friedhof an der Wannseebahn. |
| Mühlenweg Mühlenstraße (Lage)                   | Windmühle eines Wilmersdorfer Müllers                                                                    | überliefert (Mühlenweg) nach 1760 (Mühlenstraße) | 30. Juli 1937  | → Reppichstraße                              | Die namensstiftende Mühle mit dem Standort etwa im Verlauf der späteren Kolonnenstraße brannte 1760 ab und wurde auf dem Mühlenberg neu errichtet. Der Fahrweg vom Dorf Schöneberg zur Mühle erhielt dann die Bezeichnung Mühlenstraße. Die Trassierung wurde mehrfach verändert. Der Mühlenweg ist auf einer Karte des Jahres 1893 eingezeichnet, und zwar verlief er als Fortsetzung der bereits benannten Badenschen Straße (westlich) bis zur Hauptstraße (östlich), die Trasse setzt sich danach als Tempelhofer Straße fort. |
| Neue Ansbacher Straße (Lage)                    | Ansbach, Stadt in Bayern                                                                                 | 28. Dez. 1899                                    | 1. Nov. 1962   | → Ansbacher Straße                           | Die Straße war die Schöneberger Fortsetzung der ursprünglich zu Charlottenburg gehörenden Ansbacher Straße von der Geisbergstraße bis zur Motzstraße und wurde 1962 in die Ansbacher Straße einbezogen. |
| Neue Bayreuther Straße (Lage)                   | Bayreuth, Stadt in Bayern                                                                                | 28. Dez. 1899                                    | 28. März 1958  | → Welserstraße                               | Die Straße war die Schöneberger Fortsetzung der ursprünglich zu Charlottenburg gehörenden Bayreuther Straße von der Geisbergstraße bis zum Viktoria-Luise-Platz und wurde 1958 in die Welserstraße einbezogen. |
| Neue Winterfeldtstraße (Lage)                   | Hans Karl von Winterfeldt (1707–1757), preußischer General                                               | 10. Dez. 1889                                    | 1. Nov. 1962   | → Winterfeldtstraße                          | Die Straße war die Schöneberger Fortsetzung der seit jeher zur Stadt Berlin gehörenden Winterfeldtstraße von der Maaßenstraße bis zum Viktoria-Luise-Platz und wurde 1962 in die Winterfeldtstraße einbezogen. |
| Nördlinger Straße (Lage)                        | Nördlingen, Stadt in Bayern                                                                              | 17. Sep. 1938                                    | 1. Sep. 1996   | → Haberlandstraße                            | Diese Straße, vor 1938 als Haberlandstraße benannt, wurde in der NS-Zeit wegen der jüdischen Herkunft Haberlands umbenannt. Erst mehr als 50 Jahre nach dem Ende des Zweiten Weltkriegs erhielt die Straße ihren historischen Namen zurück. |
| Reppichstraße (Lage)                            | Kurt Reppich (1886–1932), SA-Mann                                                                        | 20. Mai 1937                                     | 31. Juli 1947  | → Dominicusstraße                            | Die Straße, zuvor Mühlenstraße, erhielt ihren Namen in der NS-Zeit, nachdem Reppich bei einer Auseinandersetzung mit der Polizei während des BVG-Streiks 1932 erschossen wurde. Aus der Reppichstraße wurde 1947 zusammen mit der Tempelhofer Straße die Dominicusstraße gebildet. |
| Ringbahnstraße (Lage)                           | Ringbahn                                                                                                 | um 1911                                          | nach 1911      | → Wexstraße                                  | Zunächst wurde der Bahnhof der Ringbahn am Mariendorfer Weg als Postadresse im Adressbuch aufgenommen (1879). Laut Adressbuch ist der Name Ringbahnstraße erstmals 1912 in Schöneberg vergeben worden, zu dieser Zeit ist die Straße in fünf Eigentumsgrundstücke aufgeteilt und weitere Neubauten werden auf einer Straßenseite errichtet. Sie verlief zwischen Innsbrucker Straße und Hauptstraße. Nach den Recherchen des Luisenstädtischen Bildungsvereins erhielten im Jahr 1888 alle in den Berliner Vororten gelegenen Parallelstraßen zur Ringbahn den einheitlichen Namen Ringbahnstraße. Im Jahr 1911 wurde die Straße aufgeteilt und einzelne Abschnitte neu benannt, hier in Schöneberg wurde sie zur Wexstraße. Nur der nordwestliche Abschnitt in Tempelhof behielt seinen ursprünglichen Namen. Weitere Ringbahnstraßen gibt es noch in Halensee und Neukölln. |
| Rostocker Straße (Lage)                         | Rostock, Stadt in Mecklenburg, Richtung der Straße                                                       | 29. Apr. 1884                                    | 1893           | → Heinrich-Kiepert-Straße                    | Vor der Namensvergabe wurde der Weg inoffiziell als Triftweg bezeichnet, weil auf ihm das Vieh der Schöneberger Bauern zur Weide getrieben wurde. Im Jahr 1891 ist im Adressbuch angegeben, dass die Straße „an der Mühlenstraße“ abgeht. Es sind drei Gebäude ausgewiesen, wobei nur eines eine Hausnummer trägt (Nummer 8). 1893 wurde sie in Heinrich-Kiepert-Straße und 1899 in Martin-Luther-Straße umbenannt. |
| Rudolph-Wilde-Platz (Lage)                      | Rudolph Wilde (1857–1910), Erster Bürgermeister in Schöneberg                                            | 20. Jan. 1911                                    | 24. Nov. 1963  | → John-F.-Kennedy-Platz                      | In der Amtszeit (1888–1910) von Wilde war der Bau eines neuen Rathauses beschlossen und begonnen worden. Weil nach dem Berlin-Besuch von John F. Kennedy mit seinem legendären Ausspruch „Isch bin ein Bärliner“ der Platz vor dem Rathaus umbenannt wurde, beschloss die Bezirksverwaltung, dem früheren Stadtpark den Namen Rudolph-Wilde-Park zu verleihen. |
| Schleswiger Straße (Lage)                       | Schleswig, Stadt in der Region Schleswig-Holstein                                                        | um 1875                                          | um 1888        | → Badensche Straße                           | Zuerst war es der Schöneberger Weg. |
| Sedanstraße (Lage)                              | Sedan, Schlachtenort im Deutsch-Französischen Krieg 1870/1871                                            | um 1871                                          | 19. Mai 1937   | → Franz-Kopp-Straße                          | Der Schöneberger Kaufmann Lenz bestimmte ein Stück Land für die Immobiliennutzung. Dazu ließ er auf einem Ackerstreifen in der selbständigen Stadt Schöneberg 1872 die Straße (parallel zum Königsweg) anlegen und hatte so ein Mitspracherecht beim Straßennamen. Die Trasse bestimmte die spätere Straßenführung auf der Roten Insel. Im Adressbuch 1880 ist die Sedanstraße mit 35 Wohnhäusern auf den fortlaufend nummerierten Grundstücken 1–100 aufgeführt. 1 und 100 liegen an der Colonnenstraße. Da es mit der Bildung von Groß-Berlin mehrere gleichnamige Straßen gab wurde der Straßenzug 1937 nach dem Anhänger der NS-Bewegung Franz Kopp benannt. Im Rahmen der Ersetzung NS-belasteter Straßennamen wurde 1945 eine Rückbenennung genutzt. Wohl wurde zeitgleich der Namensvorschlag nach Schuppert vorgesehen, wohl (entsprechend der Handhabung in anderen Ortsteilen) einem (lokalen) Gegner oder Opfer der NS-Bewegung. Diese beiden Vorschläge wurden 1947 vom Magistrat nicht bestätigt, vielmehr wurde die Straße nach Julius Leber benannt. |
| Sternberger Straße (Lage)                       | Sternberg, Kleinstadt in Mecklenburg                                                                     | 1911                                             | 17. Sep. 1915  | → Mettestraße                                | Nach Bebauungsplan als Straße aa bezeichnet. |
| Stubenrauchstraße (Lage)                        | Ernst von Stubenrauch (1853–1909), Landrat im Kreis Teltow                                               | um 1894                                          | 8. Sep. 1931   | → Langenscheidtstraße                        | Stubenrauch sorgte in seiner Amtszeit für den Ausbau der Infrastruktur seiner Landgemeinden (Straßen, Gewässer). Er wohnte 1892 in der Viktoriastraße. |
| Tempelhofer Straße (Lage)                       | Tempelhof, Ortsteil von Berlin, bis 1920 eigenständige Landgemeinde                                      | 29. Apr. 1884                                    | 1. Juli 1947   | → Dominicusstraße                            | Aus der Tempelhofer Straße wurde 1947 zusammen mit der Reppichstraße die Dominicusstraße gebildet. |
| Tempelhofer Weg (Lage)                          | Tempelhof, Ortsteil von Berlin, bis 1920 eigenständige Landgemeinde                                      | um 1879                                          | 1. März 2021   | → Ella-Barowsky-Straße                       | Bis zum Bau des Sachsendamms der Tempelhofer Weg als direkte Fortsetzung der Tempelhofer Straße die Hauptverbindungsstraße zwischen Schöneberg und Tempelhof. |
| Wilmersdorfer Weg (Lage)                        | Wilmersdorf, Verbindung zwischen den benachbarten Dörfern                                                | vor 1874                                         | 20. Jan. 1877  | → Grunewaldstraße                            | Im Jahr 1874 findet sich im Adressbuch zu den Berliner Vororten folgender Vermerk: „Grundstück der Actien-Gesellschaft für öffentliches Fuhrwesen“. |
| Ziegeleiweg (Lage)                              | Ziegelei, die in der Nähe der Kreuzberger Lehmgruben angesiedelt war                                     | 19. Jhd.                                         | 9. Jan. 1901   | → Monumentenstraße                           | Der von den Bauern und Arbeitern der Ziegelei benutzte Weg hatte in etwa den Verlauf der Monumentenstraße; er wurde später in diese Straße eingegliedert. |

## Weitere Örtlichkeiten in Schöneberg

### Parkanlagen
| Name                                        | Länge/Maße (in Metern)            | Namensherkunft                                                                                                | Benennung     | Anmerkungen | Bild                          |
| ------------------------------------------- | --------------------------------- | --- | ------------- | --- | ----------------------------- |
| I. Städtischer Friedhof Eisackstraße (Lage) | 0230 × 120 (dreieckige Form)      | angrenzende Eisackstraße                                                                                      | 1888          | Der Friedhof wurde im Laufe der Zeit mehrere Male verkleinert, u. a. durch den geplanten Ausbau Berlins zur „Welthauptstadt Germania“ und durch den Bau der Stadtautobahn A 100. | Ehrengrab für Rudolph Wilde   |
| II. Städtischer Friedhof Eythstraße (Lage)  | 0400 × 340                        | angrenzende Eythstraße                                                                                        | 1908          | Der Friedhof befindet sich im Südosten des Ortsteils auf der Grenze zu Tempelhof. Im 110.342 m² großen Parkfriedhof befindet sich eine Kapelle aus den Jahren 1910–1912, die als Baudenkmal unter Schutz steht. Sehenswert ist auch das Naturdenkmal Krumme Pfuhl, ein seltenes Toteisloch.            |                               |
| Alice-Salomon-Park (Lage)                   | 0140 × 70                         | Sozialreformerin in der deutschen Frauenbewegung, Wegbereiterin der Sozialen Arbeit Alice Salomon (1872–1948) | nach 2003     | Die kleine Parkanlage wurde auf einem Teilstück der Schwäbischen Straße zwischen dem Barbarossaplatz und der Rosenheimer Straße angelegt, dessen Randbebauung im Zweiten Weltkrieg zerstört und nicht wieder aufgebaut wurde.                                                                          |                               |
| Alter St.-Matthäus-Kirchhof (Lage)          | 0320 × 180                        | St. Matthäusgemeinde im Geheimratsviertel                                                                     | 25. März 1856 | Der Friedhof beinhaltet viele kulturhistorisch bedeutende Grabmäler, die seit den 1990er Jahren unter Denkmalschutz stehen. Der Kirchhof liegt zwischen der Großgörschenstraße und der Monumentenstraße auf der Schöneberger Insel.                                                                    | Kapelle                       |
| Alter Zwölf-Apostel-Kirchhof (Lage)         | 0230 × 200                        | Zwölf-Apostel-Gemeinde                                                                                        | 1846          | Der Kirchhof liegt zwischen der Kolonnen- und Naumannstraße auf der Schöneberger Insel. |                               |
| Cheruskerpark (Lage)                        | 0230 × 220× 100 (dreieckige Form) | angrenzende Cheruskerstraße                                                                                   | ca. 1948      | Der Park entstand nach dem Ende des Zweiten Weltkriegs durch den Verzicht auf den Wiederaufbau der Spitzkehre zum Potsdamer Ringbahnhof. |                               |
| Friedhof Priesterweg (Lage)                 | 0300 × 100                        | angrenzender Priesterweg                                                                                      | nach 1967     | Der Friedhof, der im Umfeld der Schöneberger Kleingärten im Südgelände liegt, wurde 1896 als zweiter Friedhof der St. Matthäus-Gemeinde angelegt. Später wurde er zum landeseigenen Friedhof Schöneberg IV bzw. zum Friedhof Priesterweg. Zum 1. Januar 2005 wurde er für Neubestattungen geschlossen. | Friedhof Priesterweg Hauptweg |
| Hans-Baluschek-Park (Lage)                  | 1500 × 50                         | Hans Baluschek (1870–1935), Maler, Grafiker und Schriftsteller                                                | 2004          | Der Park entstand als Ausgleichsmaßnahme für den Bau der A 100. Er ist in vier Themengebiete unterteilt: Picknick, Sonnenbad, Spiel und Sport. |                               |
| Heinrich-Lassen-Park (Lage)                 | 0210 × 180                        | Heinrich Lassen (1864–1953), Architekt, Baubeamter und Kommunalpolitiker                                      | 1953          | Der Heinrich-Lassen-Park entstand aus den Gärten mehrerer Schöneberger Landhäuser, die den sogenannten „Millionenbauern“ gehörten. |                               |
| Heinrich-von-Kleist-Park (Lage)             | 0360 × 200                        | Heinrich von Kleist (1777–1811), deutscher Dramatiker, Erzähler, Lyriker und Publizist.                       | 21. Nov. 1911 | Der Park liegt im Norden des Berliner Ortsteils Schöneberg zwischen Potsdamer und Elßholzstraße. |                               |
| Kurt-Hiller-Park (Lage)                     | 090 × 40                          | Kurt Hiller (1885–1972), deutscher Schriftsteller und pazifistischer Publizist aus einer jüdischen Familie    | 2000          | Der Park liegt an der Grunewaldstraße am U-Bahnhof Kleistpark. |                               |
| Nelly-Sachs-Park (Lage)                     | 0190 × 150                        | Nelly Sachs (1891–1970), jüdische–deutsche Schriftstellerin und Lyrikerin                                     | 1990          | Der Park liegt an der Dennewitzstraße mit einem Fußgängerdurchgang zur Blumenthalstraße. Vor 1990 hieß er Dennewitzpark. |                               |
| Rudolph-Wilde-Park (Lage)                   | 0650 × 150                        | Rudolph Wilde (1857–1910), deutscher Kommunalpolitiker                                                        | 1963          | Der Park liegt zwischen der Martin-Luther-Straße und der Bezirksgrenze am Volkspark Wilmersdorf an der Kufsteiner Straße. |                               |
| Natur-Park Südgelände (Lage)                | 1950 × 270 (unregelmäßige Form)   | Schöneberger Südgelände                                                                                       | 1999          | Der 18 Hektar große Park erstreckt sich über die frühere Trasse der Anhalter und Dresdener Bahn, den westlichen Teil des ehemaligen Rangierbahnhofs Tempelhof sowie das ehemalige Bahnbetriebswerk Tempelhof Rangierbahnhof.                                                                           |                               |

### Weitere ausgewählte Ortslagen in Schöneberg
Zahlreiche Kieze und Ortslagen befinden sich in Schöneberg, darunter
- Bayerisches Viertel,
- Kielgan-Viertel,
- „Malerviertel“,
- Rote Insel,
- Siedlung Ceciliengärten und
- Siedlung Lindenhof.